# Musée des Arts décoratifs, de la Faïence et de la Mode
Pour les articles homonymes, voir Borély.
Le musée des Arts décoratifs de la Faïence et de la Mode, aussi appelé musée Borély, ouvert au public depuis le 15 juin 2013 dans le château Borély, se situe au no 134 avenue Clot-Bey à Marseille.

## Salles du rez-de-chaussée

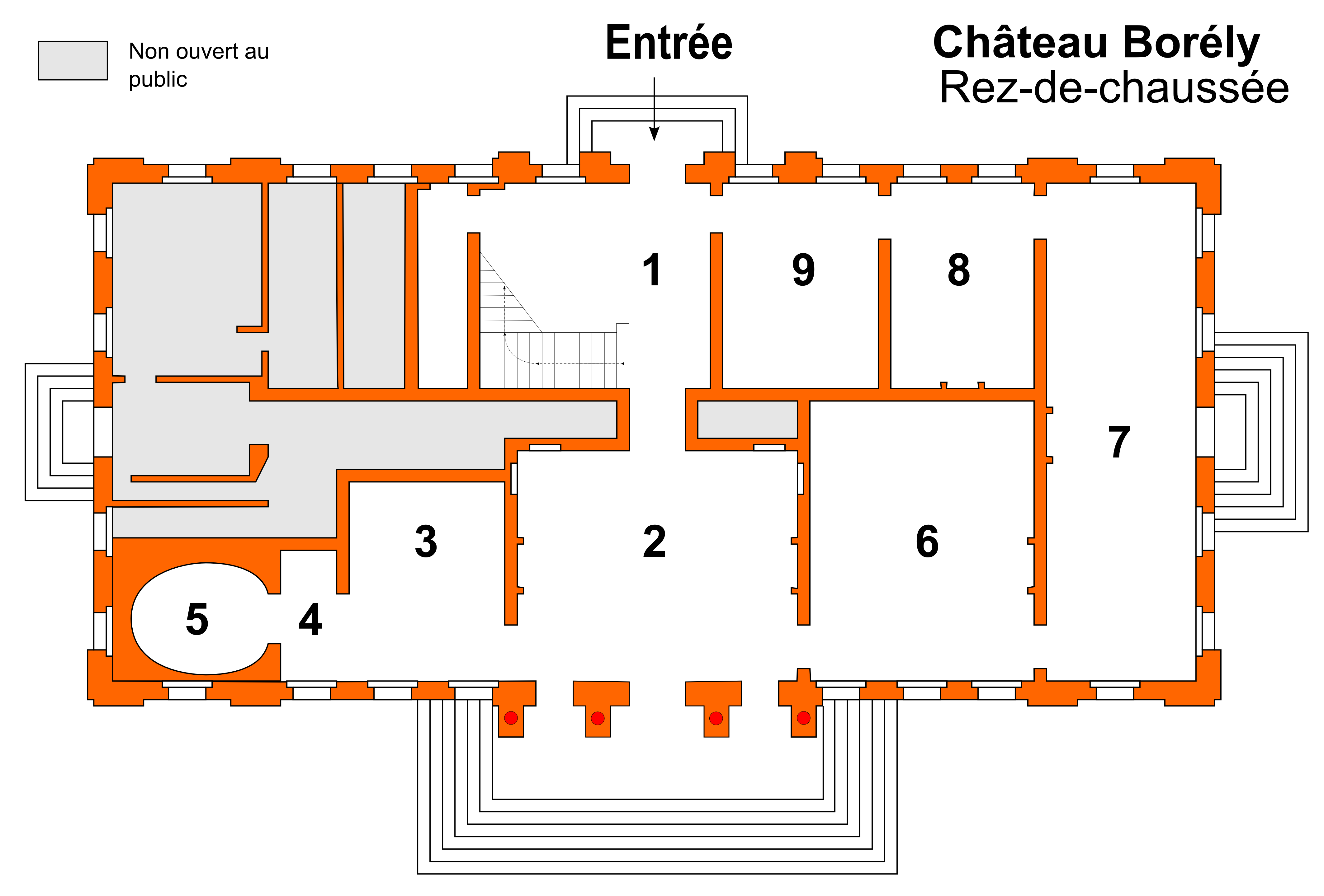
Plan du rez-de-chaussée.

Légende :
- 1 : Vestibule d'entrée
- 2 : Grand salon
- 3 : Salle à manger du nord
- 4 : Petit cabinet
- 5 : Salle de bains
- 6 : Salon doré
- 7 : Galerie des céramiques
- 8 : Salon de compagnie
- 9 : Salle à manger du midi

### Vestibule d'entrée

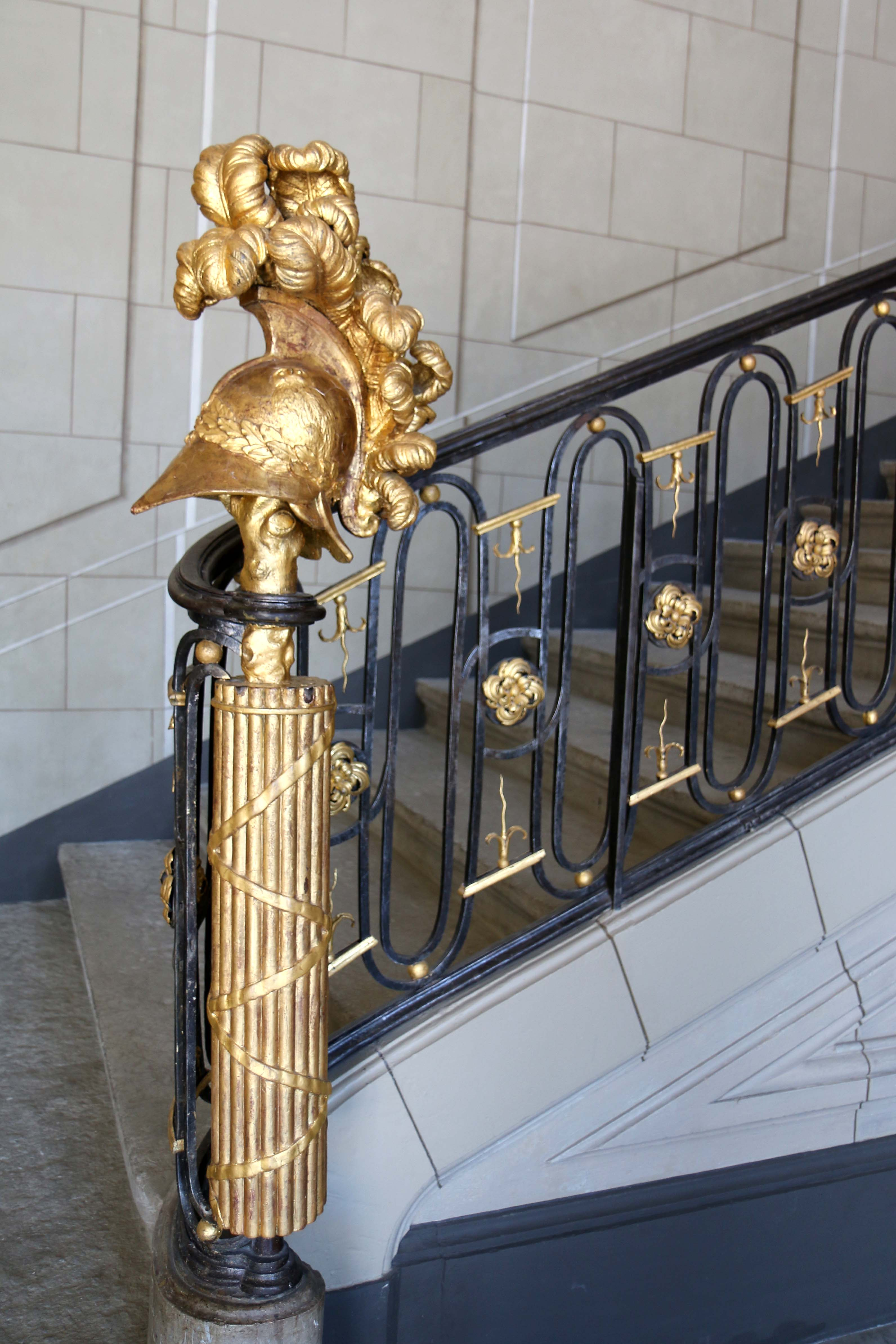
Départ de la rampe de l'escalier d'honneur.

Dans le vestibule d'entrée (repère 1) se trouve le départ de l'escalier à vide intérieur donnant accès au 1er étage. Le départ de la rampe réalisée en fer forgé est surmonté d'un casque empanaché et doré, fiché sur une massue d'Hercule entourée à sa base d'un faisceau de verges qui évoque celui des licteurs romains. Cette pièce est éclairée par un lustre moderne conçu par le designer Mathieu Lehanneur comme un cordage de lumière traversant le plafond.
Dans cette pièce est exposé un cabinet monté sur pied en bois de sapin avec placage d'ébène et de poirier noirci ; les deux vantaux sont ornés de bas-reliefs illustrant des scènes mythologiques. De part et d'autre de la porte donnant accès au grand salon ont été placées deux statues en faïence de Lunéville datant de 1770-1775 et représentant l'une Flore ou Le Printemps, et l'autre Cérès ou L'Été.

### Grand salon
Ce grand salon (repère 2) situé dans l'avant-corps de la bastide avec trois portes fenêtres donnant sur le parc avec ses bassins servait aux réceptions données par la famille Borély. Le décor de gypseries placées sous le plafond est constitué de guirlandes fleuries avec des couronnes de lauriers au-dessus des portes. La gypserie placée au-dessus de la porte donnant accès au hall d'entrée est plus imposante : elle représente deux personnages féminins torse nu encadrant un vase orné d'une scène de danse bachique.
Dans ce salon sont disposées quatre vitrines d'exposition de faïence blanc bleu du XVIIe et du XVIIIe siècle. En effet, à la suite des centres de production tels que Nevers ou Rouen, Marseille se lance dès 1679 dans la production de faïence grâce à Joseph Clérissy, originaire de Moustiers, qui crée une manufacture dans le quartier de Saint-Jean-du-désert. Cette usine produit des pièces de grande qualité en faïence stannifère décorée en bleu. Pierre Clérissy, frère de Joseph, ouvre également à la même époque une manufacture à Moustiers.
Les principales pièces exposées sont les suivantes :
- vitrine 1 : fabrique Clérissy-Saint-Jean-du-désert. Assiettes aux armoiries, plat oblong d'inspiration extrême orientale avec paysage au pèlerin, plat circulaire à sujet champêtre et galant, pot à pharmacie ;
- vitrine 2 : fabrique Clérissy-Saint-Jean-du-désert. Plats circulaires avec motif de chasse à l'autruche ou au lion, assiettes avec représentation de chasse au sanglier ou au cerf, plats ovales ou oblongs, pot couvert en forme de balustre, bassin ovale ;
- vitrine 3 : fabrique Louis Leroy ou Héraud-Leroy. Assiette à décor de chasse à l'autruche, plats oblongs à décor dit au chinois-fleurs, plat oblong représentant Diane chasseresse endormie entourée de ses chiens, assiette à décor à la « Camargo », du nom de la danseuse belge Marie-Anne de Cupis Camargo, bassin ovale ;
- vitrine 4 : assiettes et plats avec armoiries, plat circulaire représentant Bethsabée au bain, plats ovale avec décor à sujets mythologiques ou représentant l'adoration des mages, mascaron, sucrier et moutardier, couteau et aiguière en forme de casque.

Faïences blanc bleu
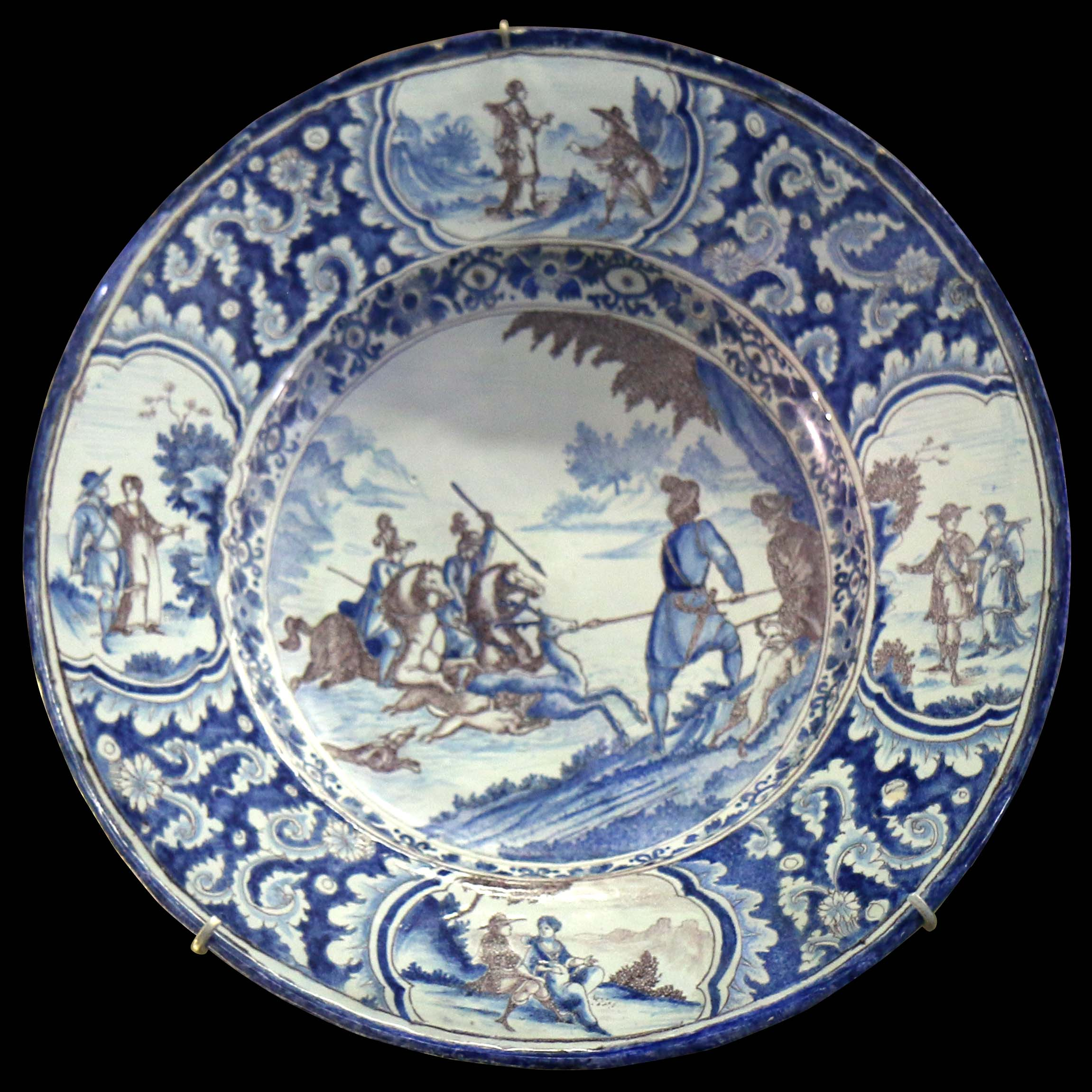
Plat circulaire à motif de chasse, fabrique Clérissy Saint-Jean-du-désert.
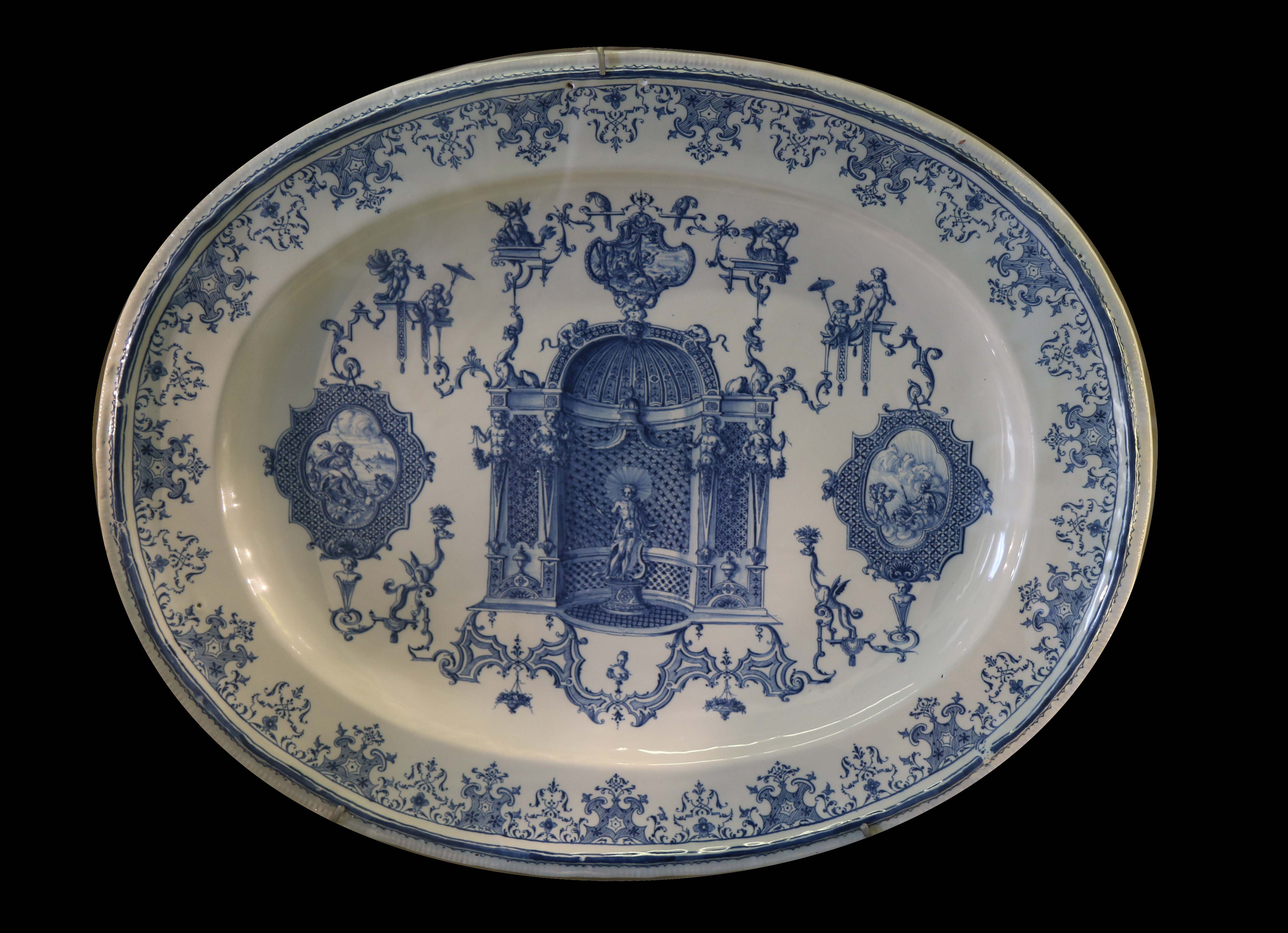
Plat ovale à sujets mythologiques, fabrique Clérissy Moustiers.
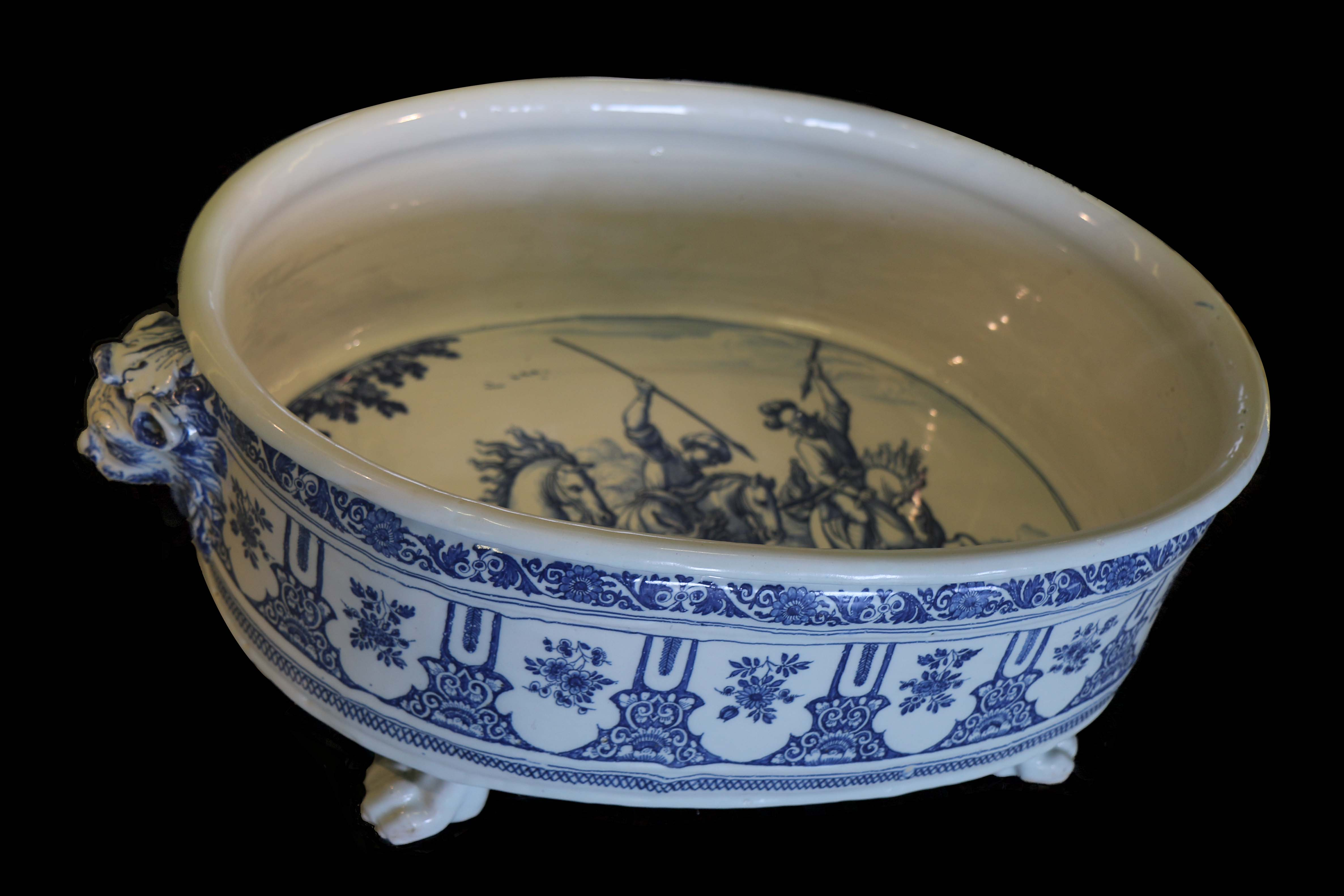
Bassin ovale, fabrique Héraud-Leroy.
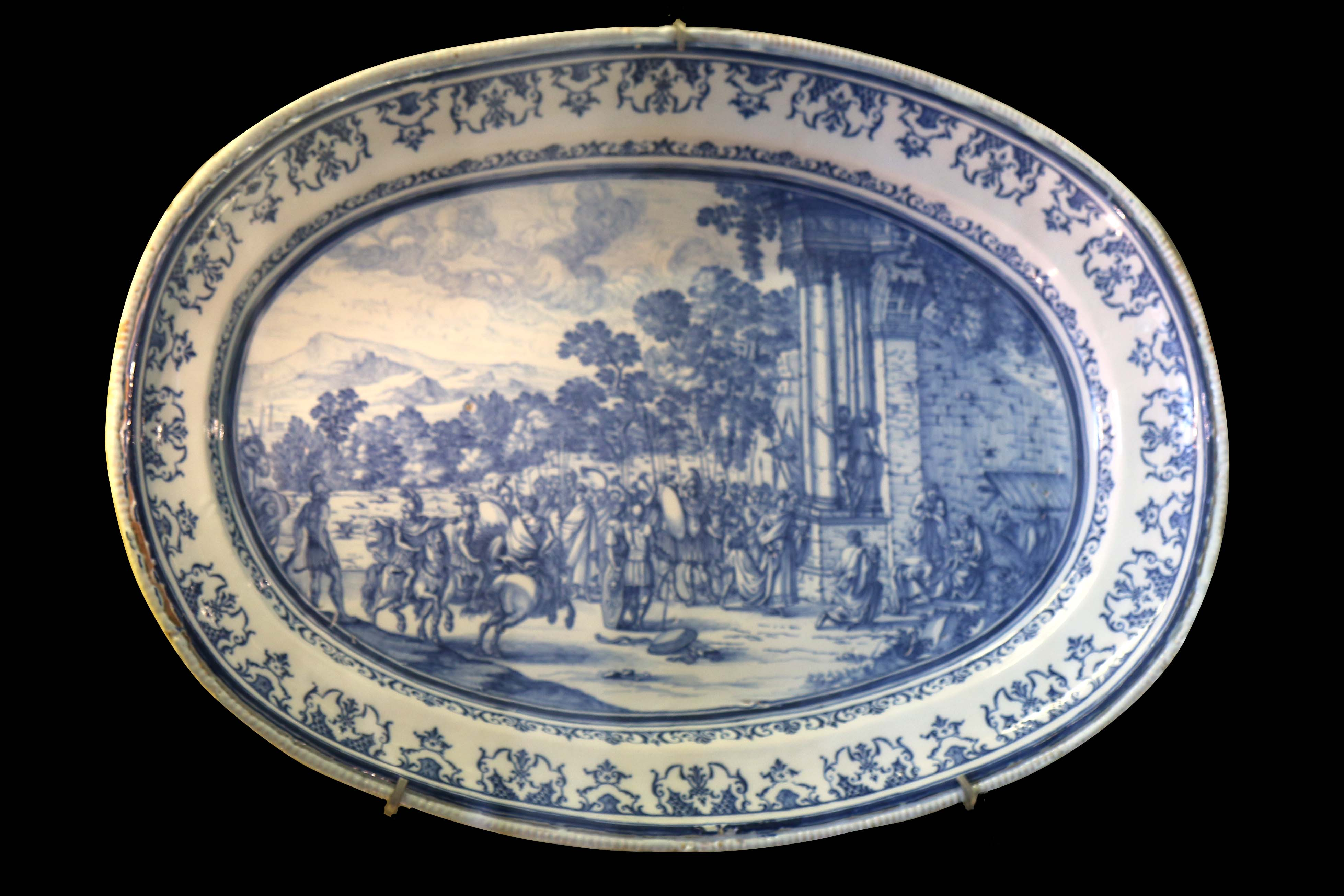
Plat ovale représentant l'adoration des mages, fabrique Clérissy Moustiers.
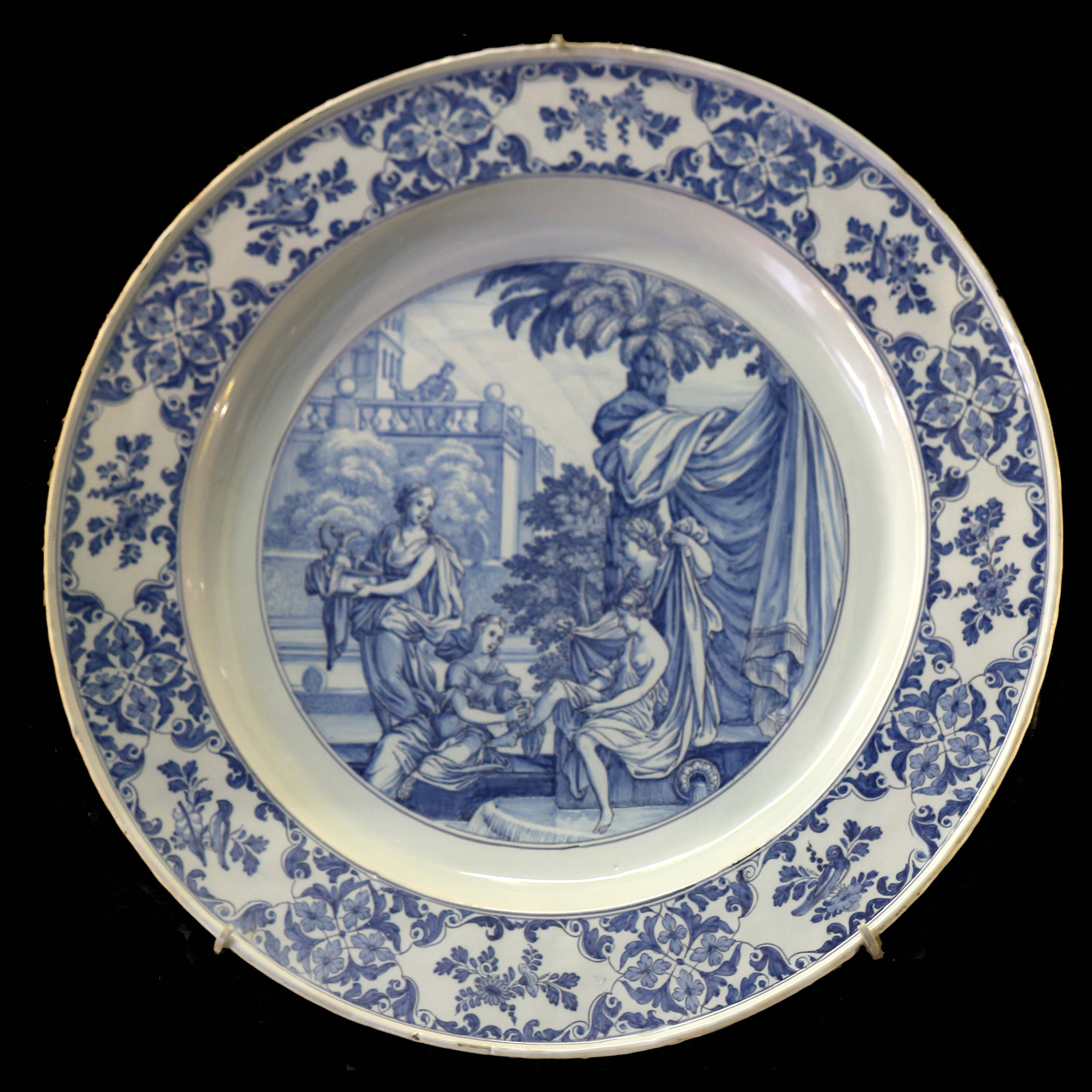
Plat circulaire représentant Bethsabée au bain, fabrique Clérissy Saint-Jean-du-désert.
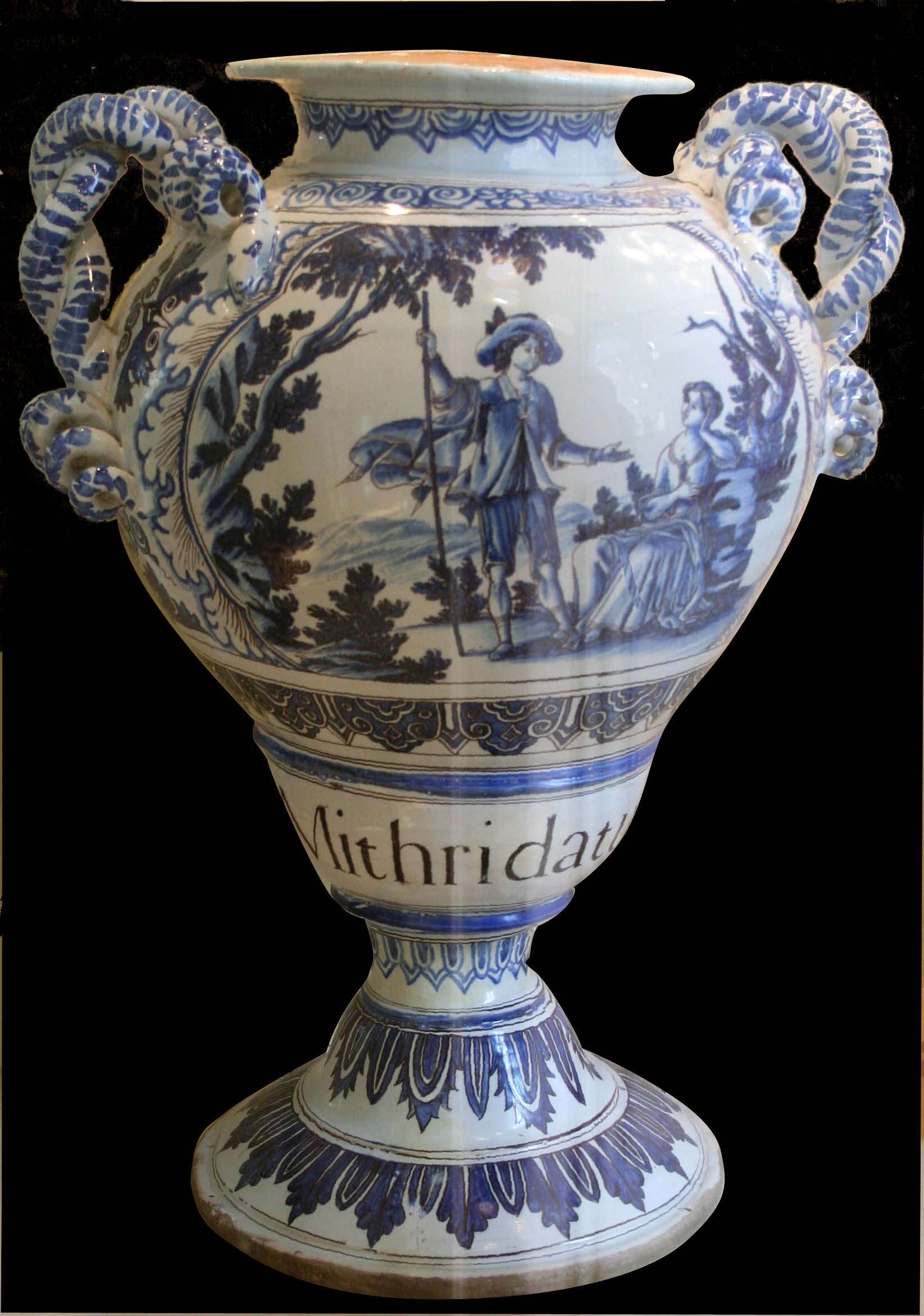
Vase à Pharmacie, fabrique Clérissy Saint-Jean-du-désert.
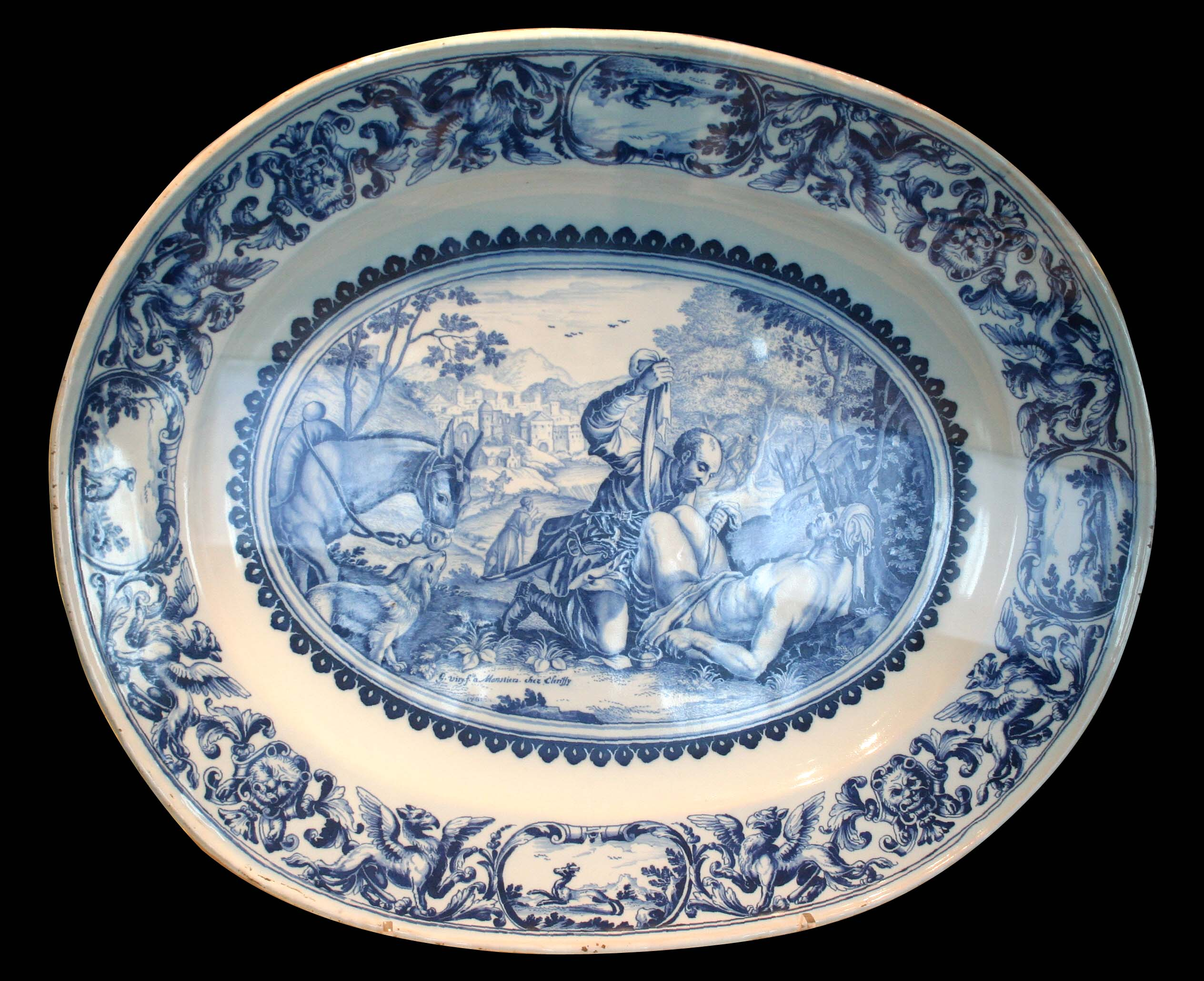
Plat ovale représentant le bon Samaritain, fabrique Clérissy Moustierrs.
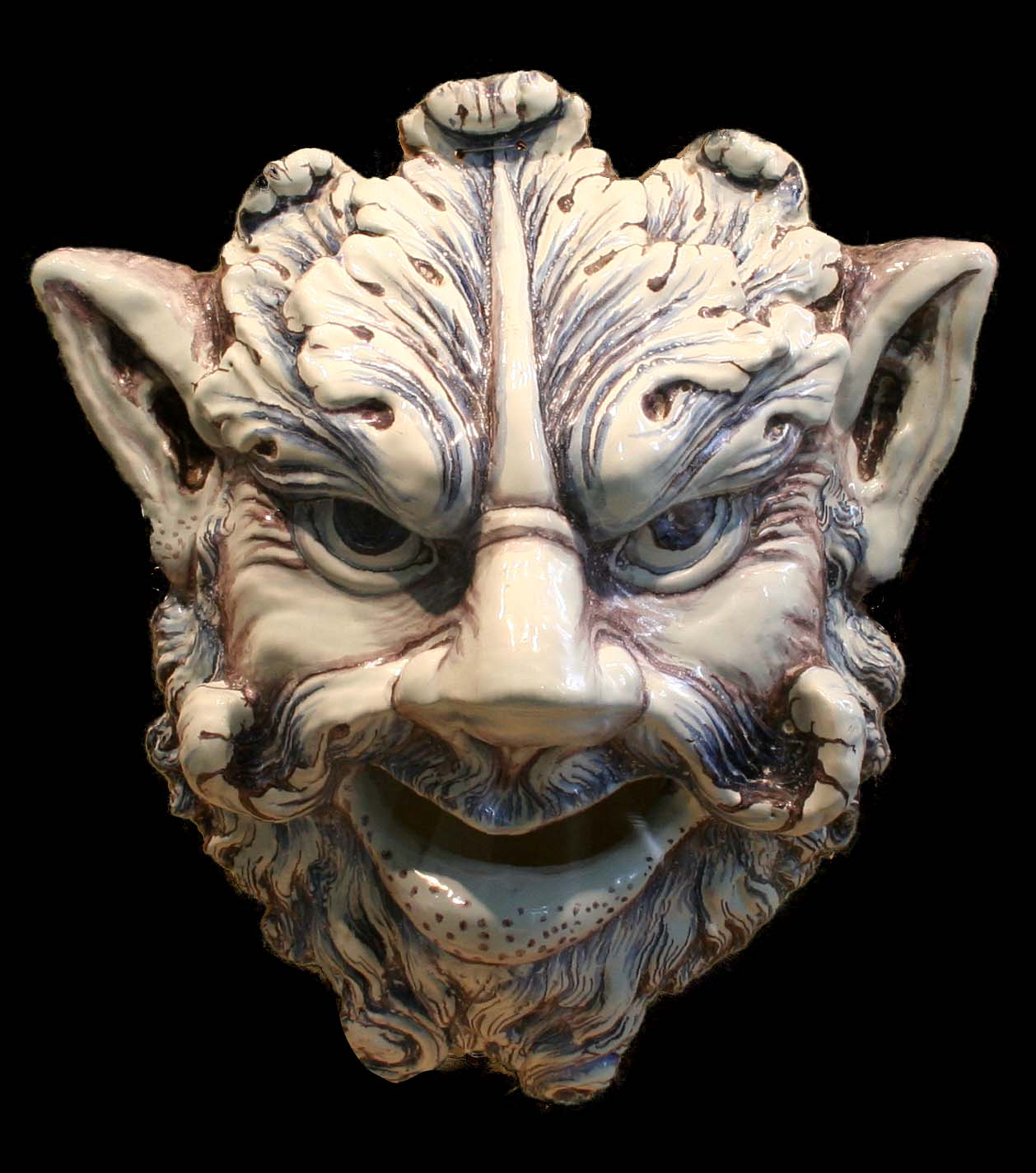
Mascaron, fabrique Clérissy.

### Salle à manger du nord
Cette salle (repère 3) a conservé son décor de gypserie qui couvre essentiellement la partie supérieure des murs. Les deux dessus de porte sont décorés de panneaux polychromes peints par Louis Chaix ; ils sont consacrés aux héros de la Jérusalem délivrée : Renaud (ou Rinaldo) et Armide. Armide a séduit Renaud et le retient dans ses jardins enchantés, loin de l'armée des croisée. Ce thème, très en vogue au XVIIIe siècle, a inspiré de nombreux artistes dont les peintres italiens Pierre de Cortone et Le Guerchin, auxquels Chaix a fait de nombreux emprunts.
Cette salle à manger est actuellement décorée de grandes toiles réalisées à la détrempe et attribuées à Philippe Rey. Elles décoraient une autre bastide contemporaine du château Borély et représentent des vues relatives à l'activité maritime sur le littoral marseillais : retour de la pêche, accostage d'une chaloupe, entrée dans le port de Marseille, pêche à la ligne et levée des filets.
Au centre de la pièce une table dressée donne une idée de ce que pouvait être une réception du temps des Borély. Le service provient de la fabrique Joseph Fauchier avec en son centre un surtout de table et tout autour un service de table de 21 pièces décorées en jaune de scènes mythologiques ou tirées de Don Quichotte. Sur cette table se trouvent également une paire de flambeaux en argent et une saucière artichaut de la fabrique Gaspard Robert. Au fond de la pièce, deux petites consoles reçoivent le service de verres à pied.
À gauche, une cheminée surmontée d'une glace est décorée d'une paire de pots-pourris de la fabrique de la veuve Perrin et d'une paire de flambeaux. La salle est éclairée par un lustre moderne composé de 25 carafes du XIXe siècle.

Salle à manger du nord
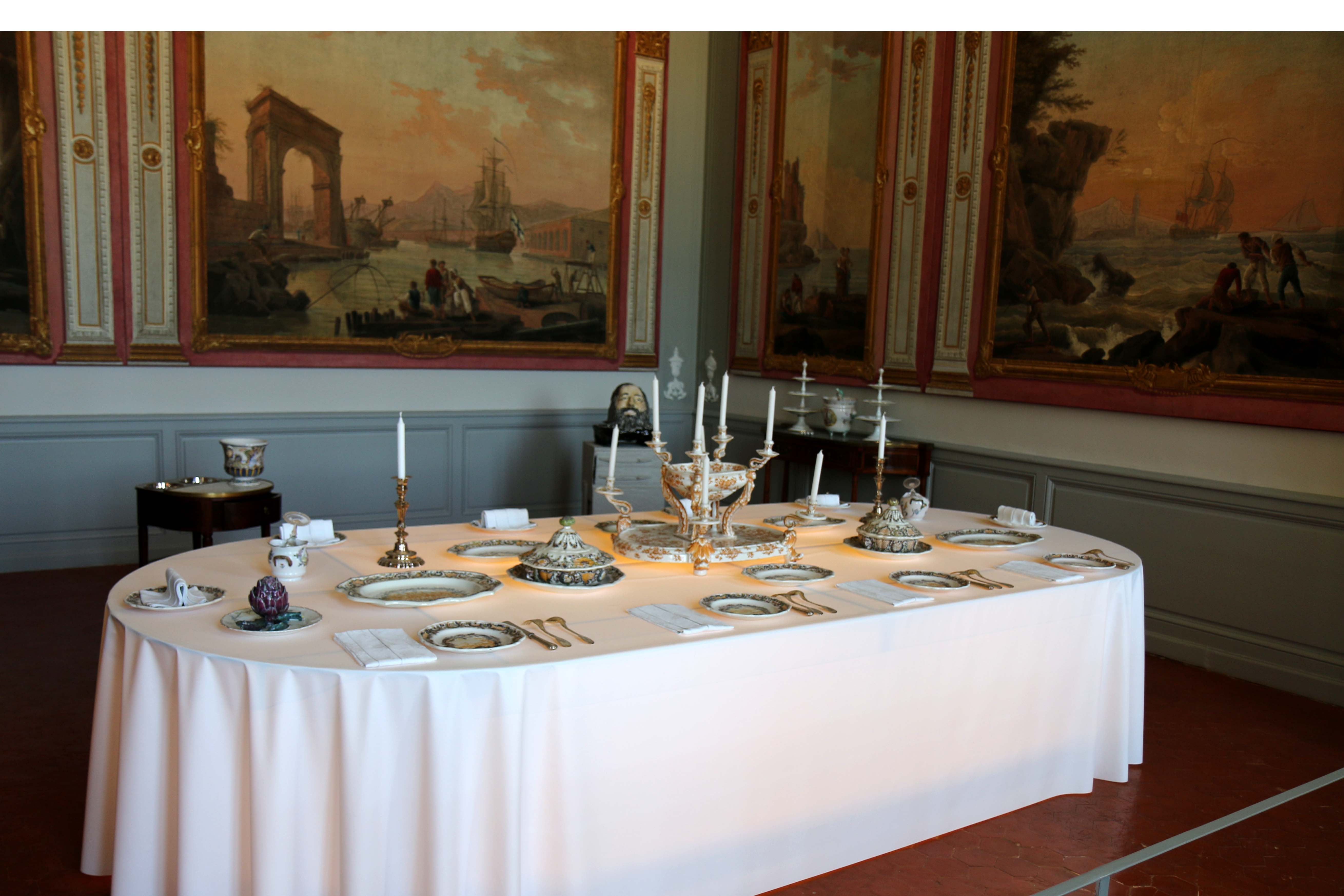
Table avec service en faïence.
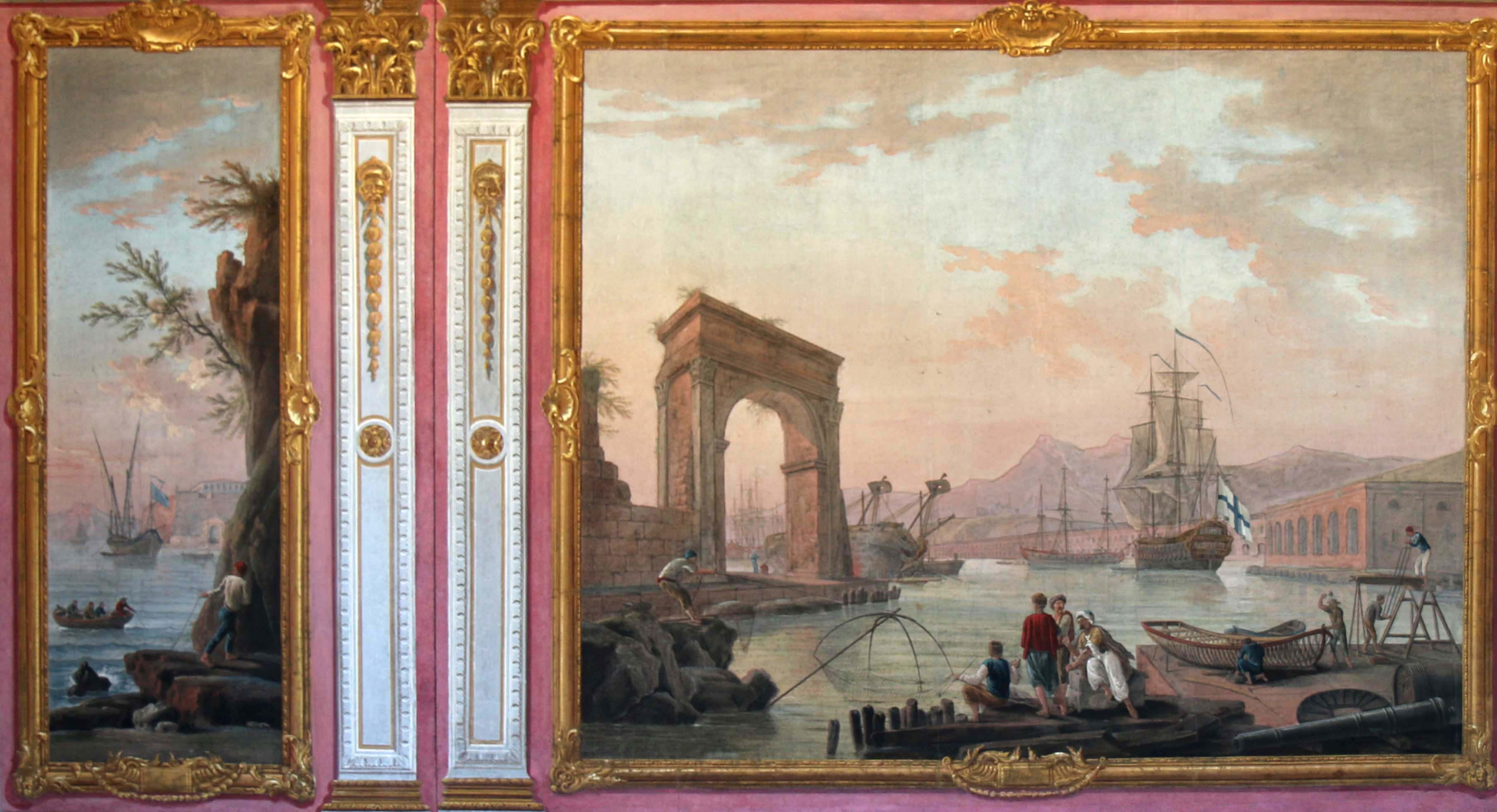
Peintures de Philippe Rey.
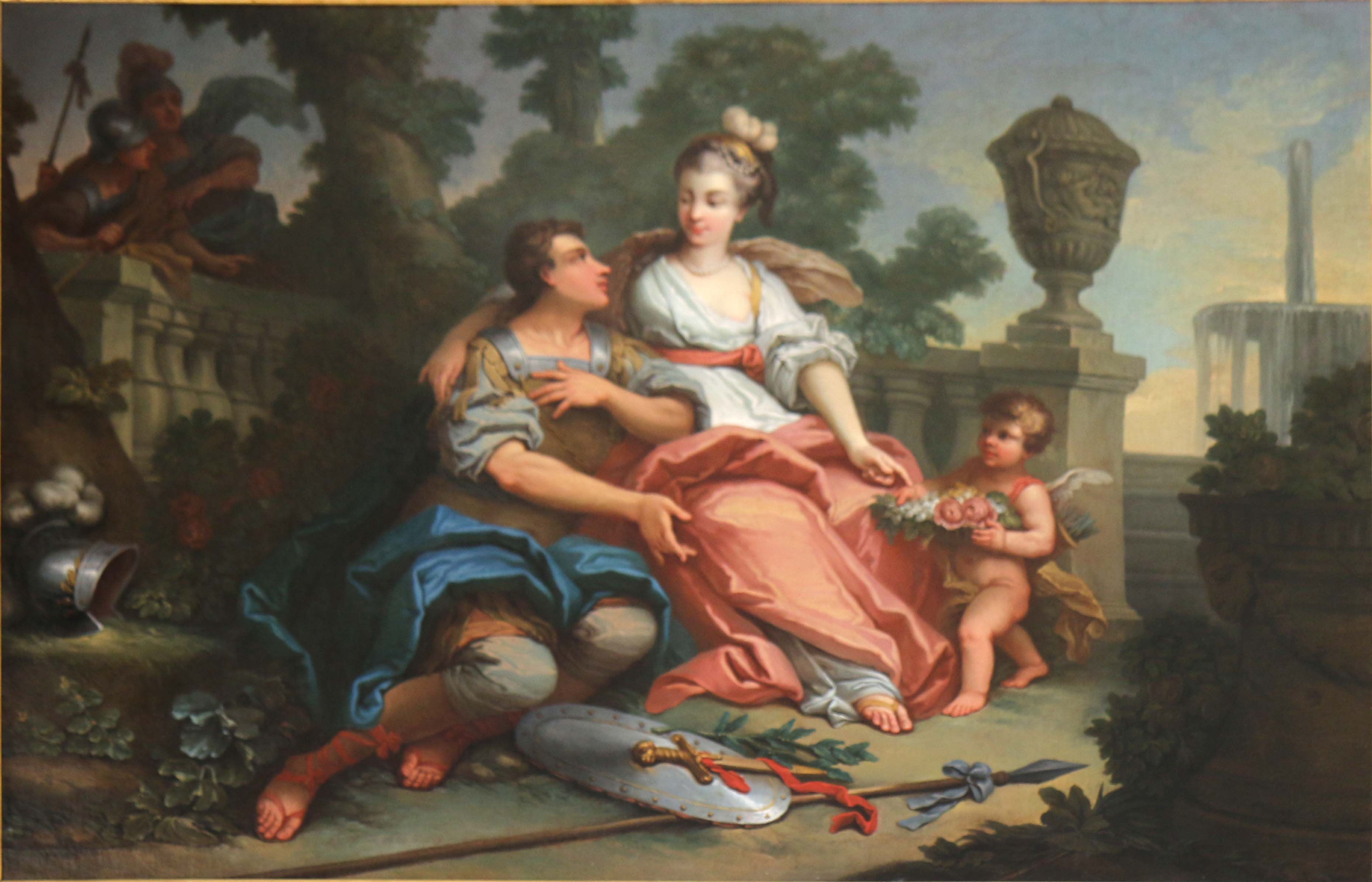
Louis Chaix, Renaud et Armide surpris par Ubaldo et Carlo, dessus de porte.
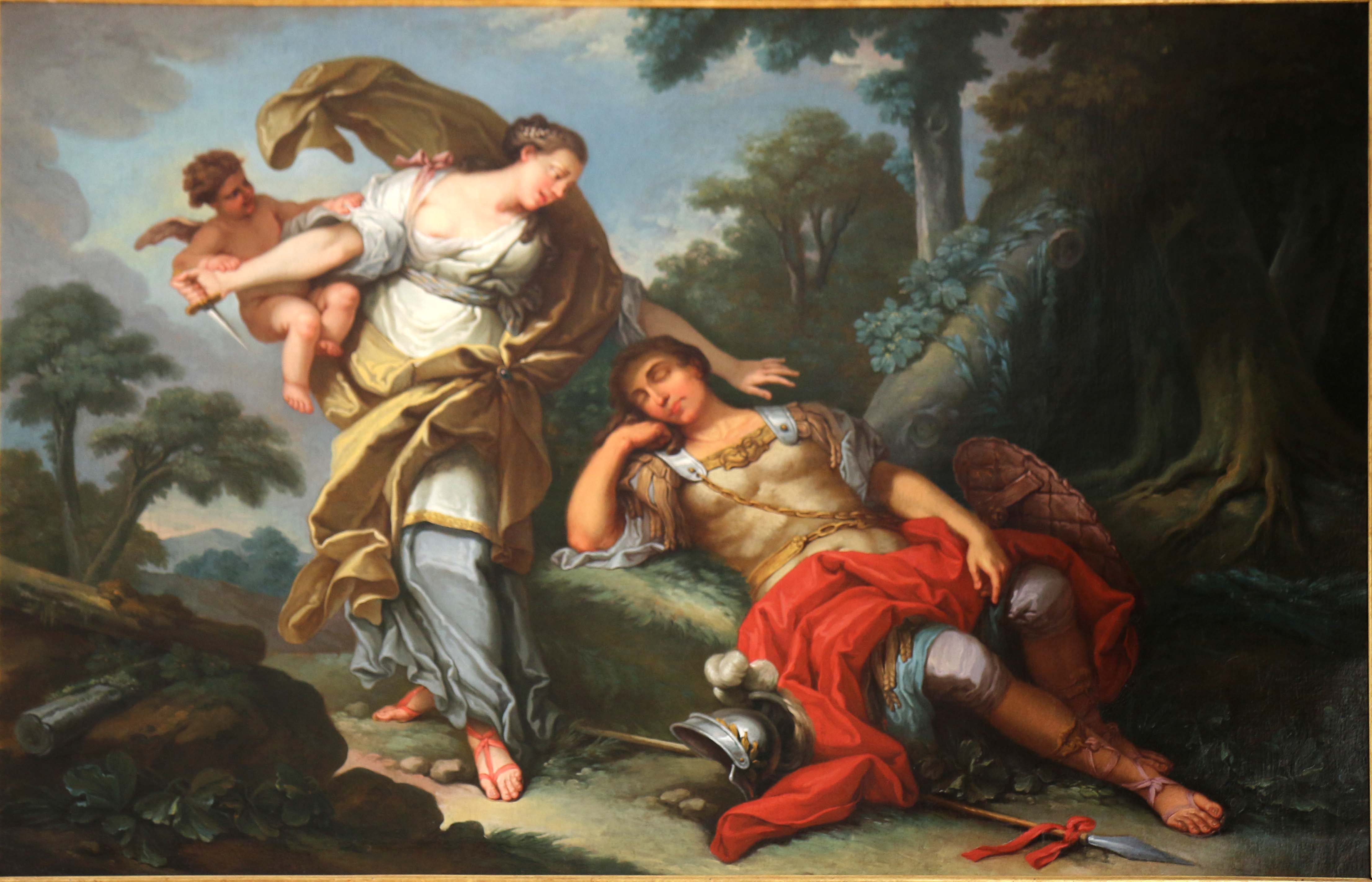
Louis Chaix, L'Amour empêchant Armide de tuer Renaud dans son sommeil, dessus de porte.

### Petit cabinet et salle de bains
Le cabinet des bains comprend deux pièces : un petit cabinet (repère 4) ou alcôve pour le repos et une salle de bains (repère 5) avec baignoire. Ce cabinet des bains est une particularité du château Borély qui possédait un système perfectionné d'adduction d'eau jusqu'à l'intérieur du bâtiment.
Dans l'alcôve sont exposés seize peintures miniatures sous verre représentant divers personnages : Incroyable, Merveilleuse, Mademoiselle Duclos, Le Duc de Berry futur Louis XVI, Le Duc d'Artois futur Charles X, Miss chance, Miss Fortune, une femme au chapeau de paille, un portrait d'homme et deux portraits de femme.

Peintures sous verre
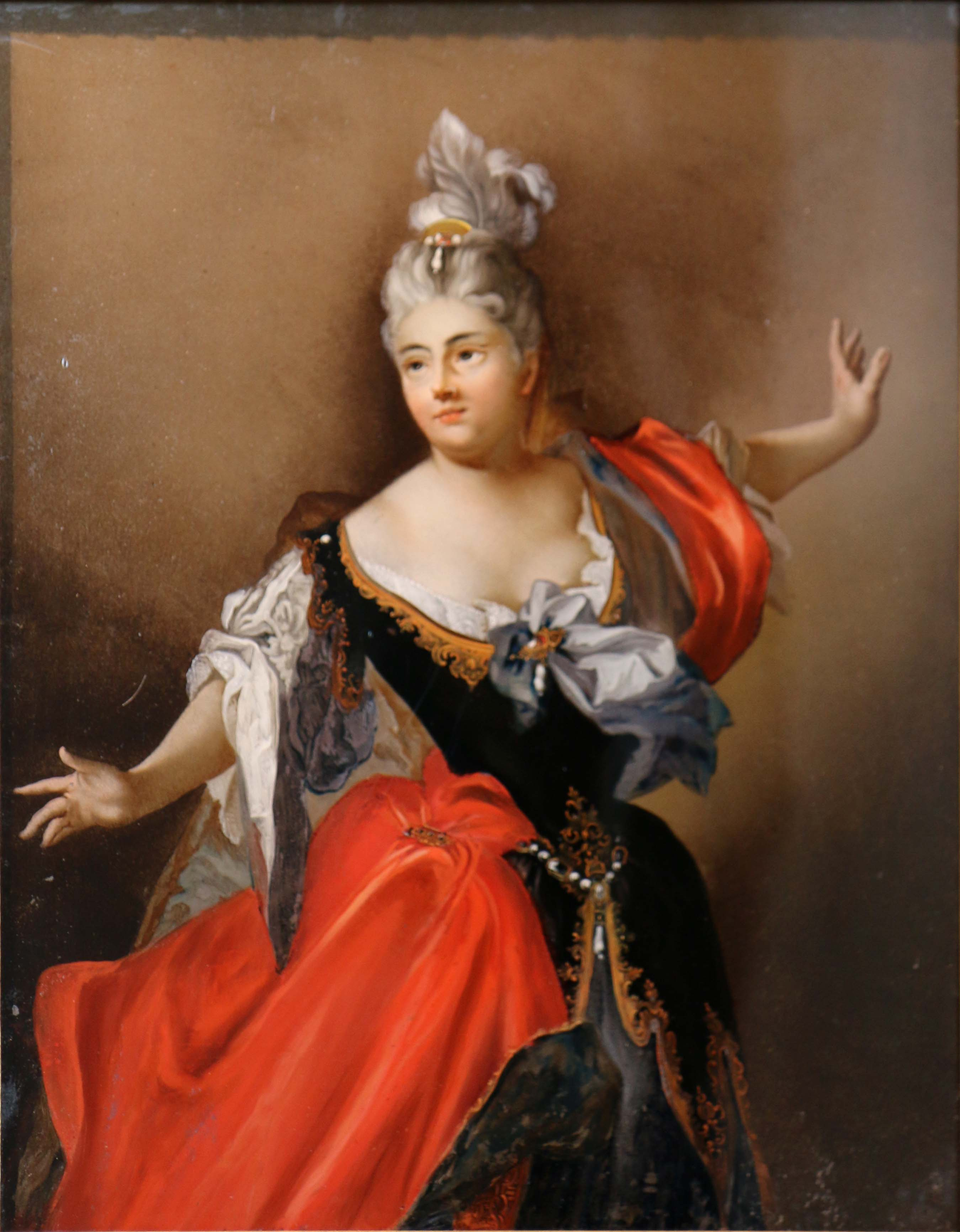
Anonyme, Mlle Duclos (XVIIIe siècle).
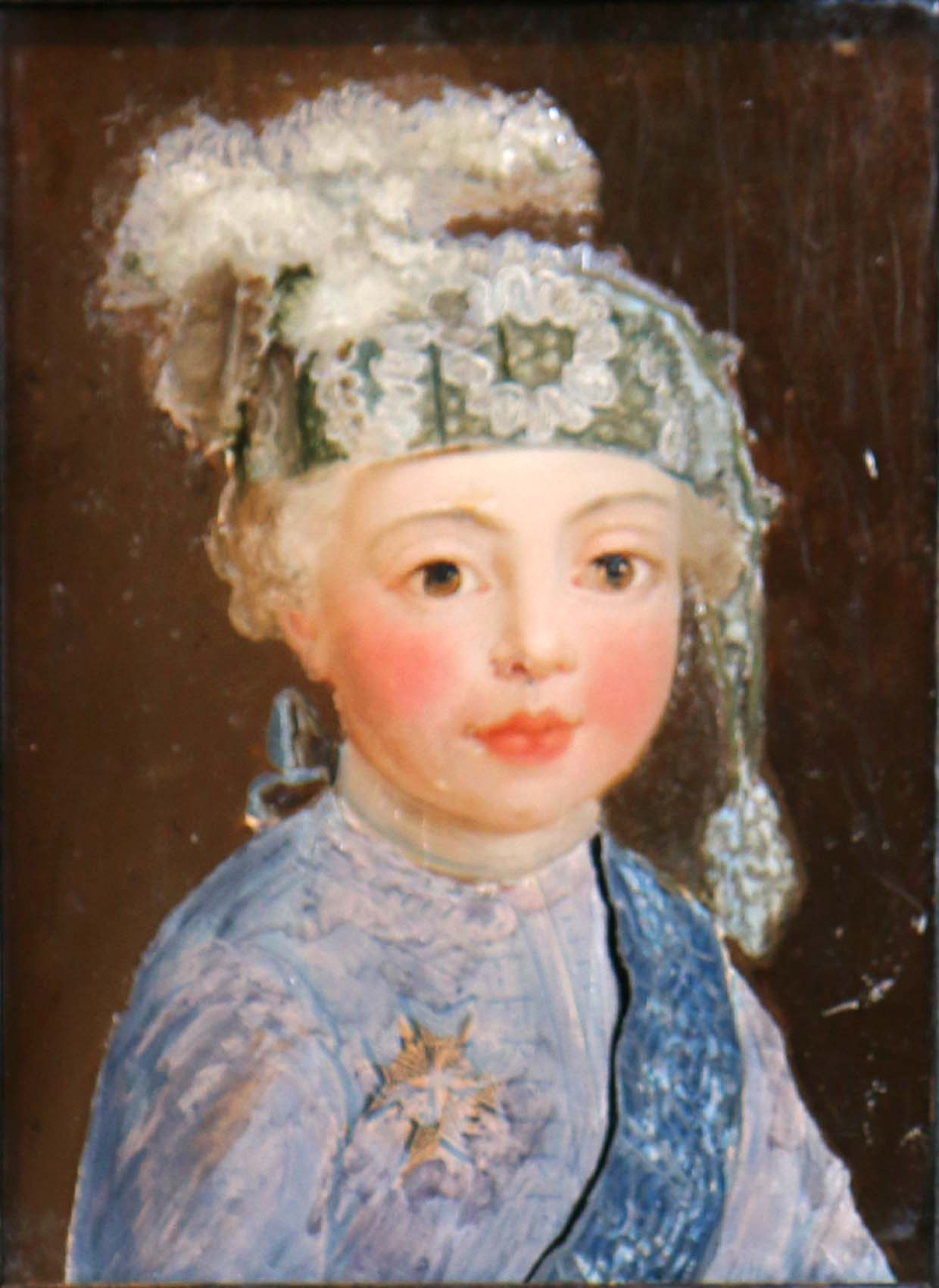
Attribué à Pierre Jouffroy, Le Duc de Berry, futur Louis XVI (XVIIIe siècle).
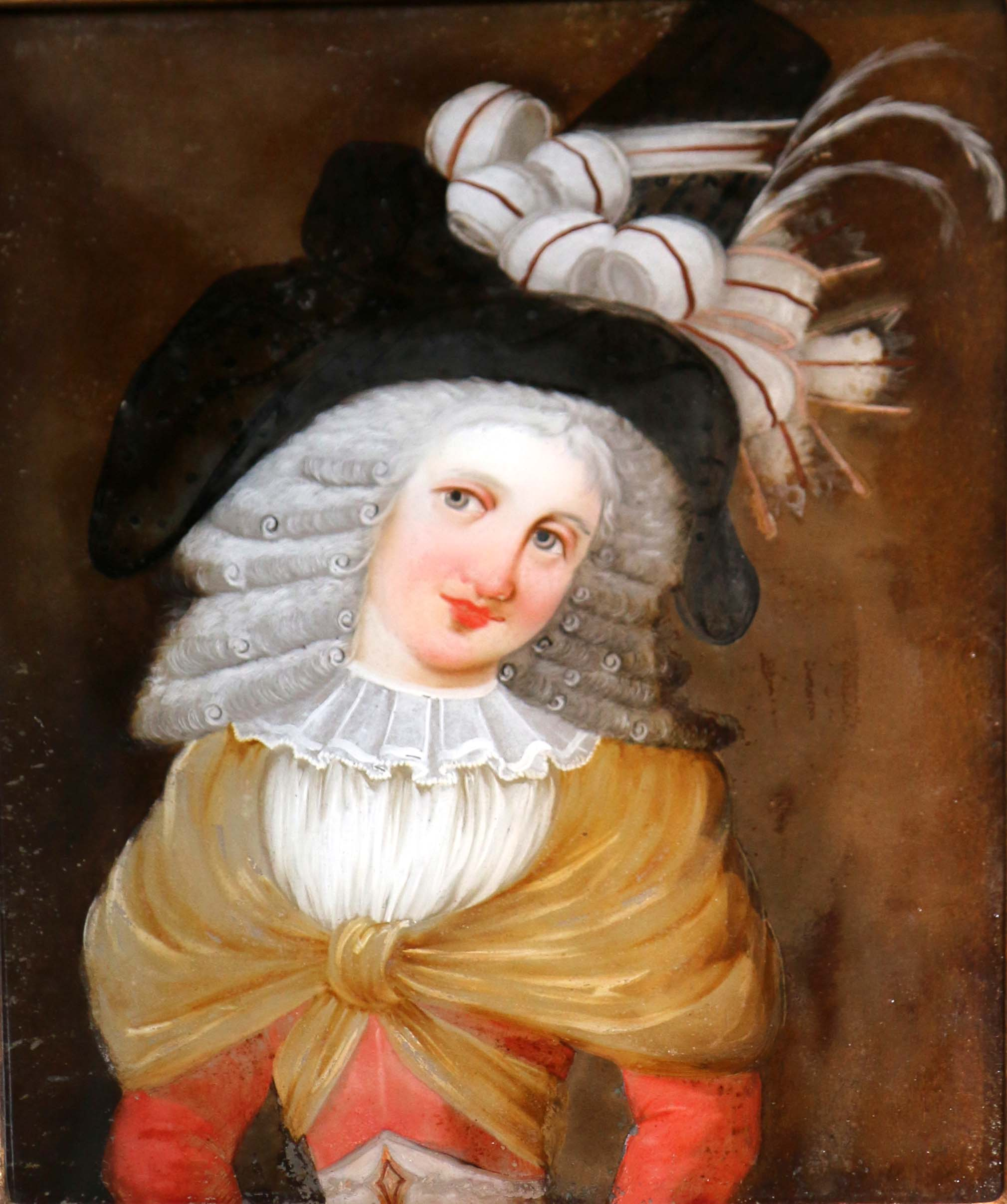
Anonyme, Merveilleuse (début XIXe siècle).
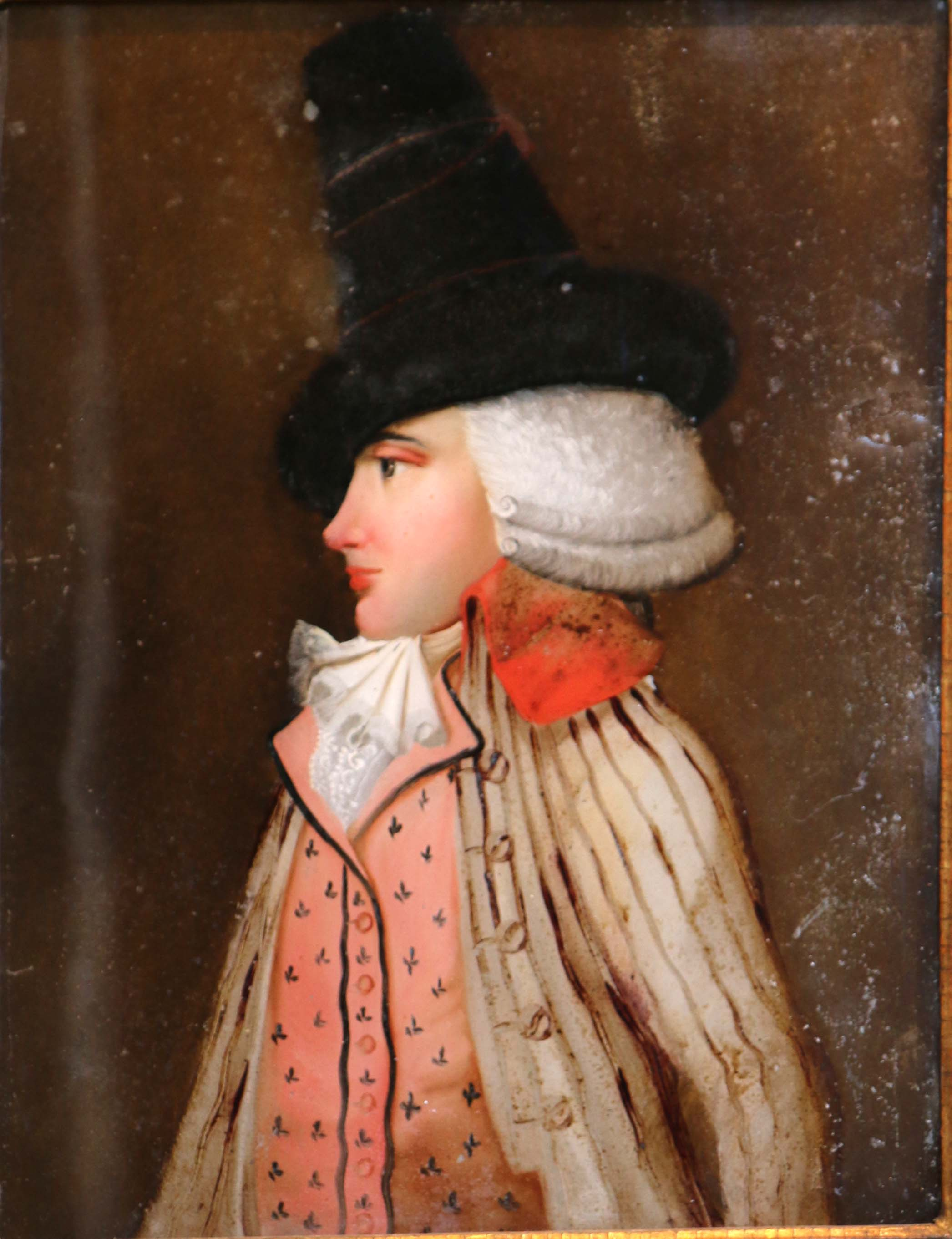
Anonyme, Incroyable (début XIXe siècle).

Dans la salle des bains où se trouve une baignoire, est présentée une collection de flacons à parfum ou à sels confectionnés en cristal, opaline ou verre, de formes diverses avec des bouchons plus ou moins ouvragés. Les sels étaient le plus souvent du carbonate d'ammonium destinés à ranimer les personnes évanouies.

Flacons à parfum ou à sels
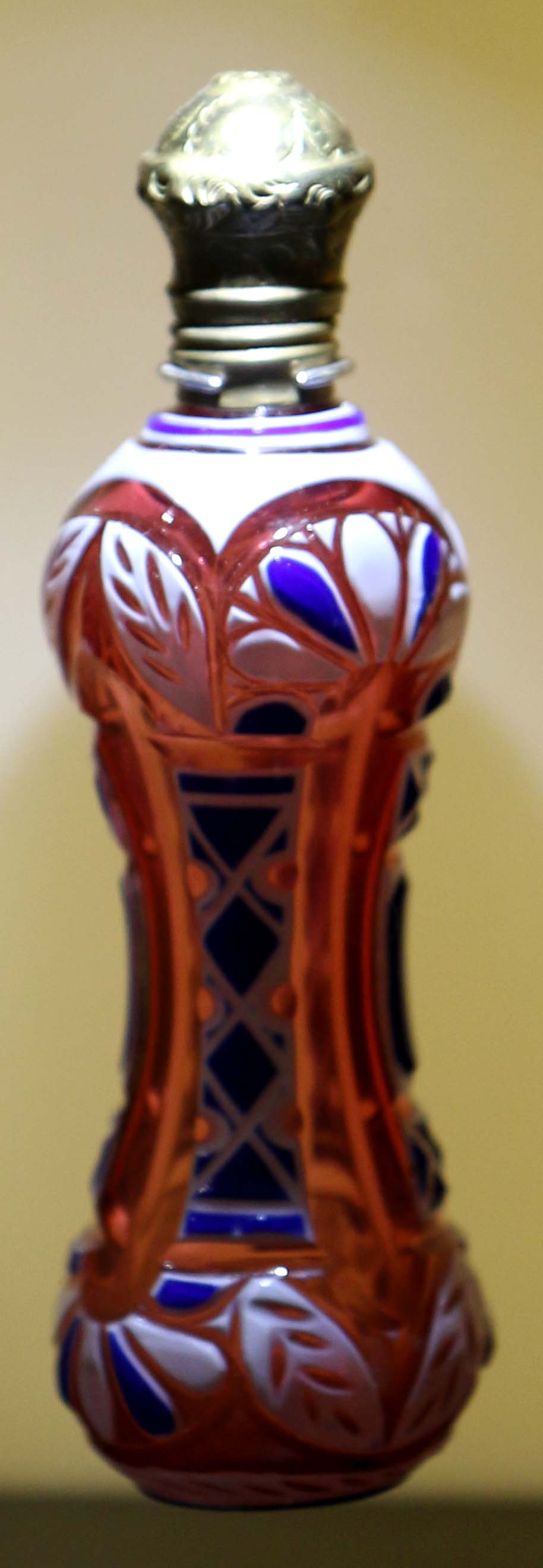
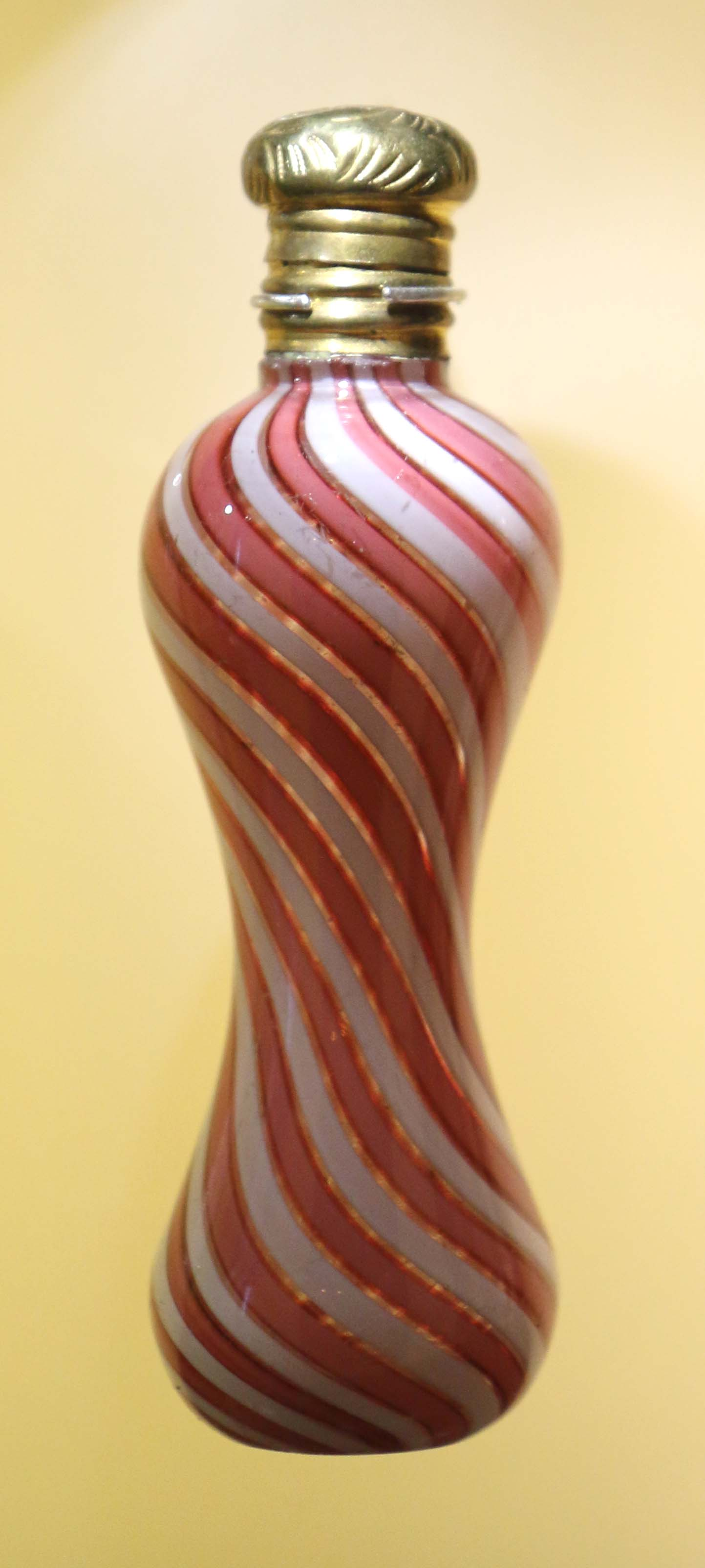
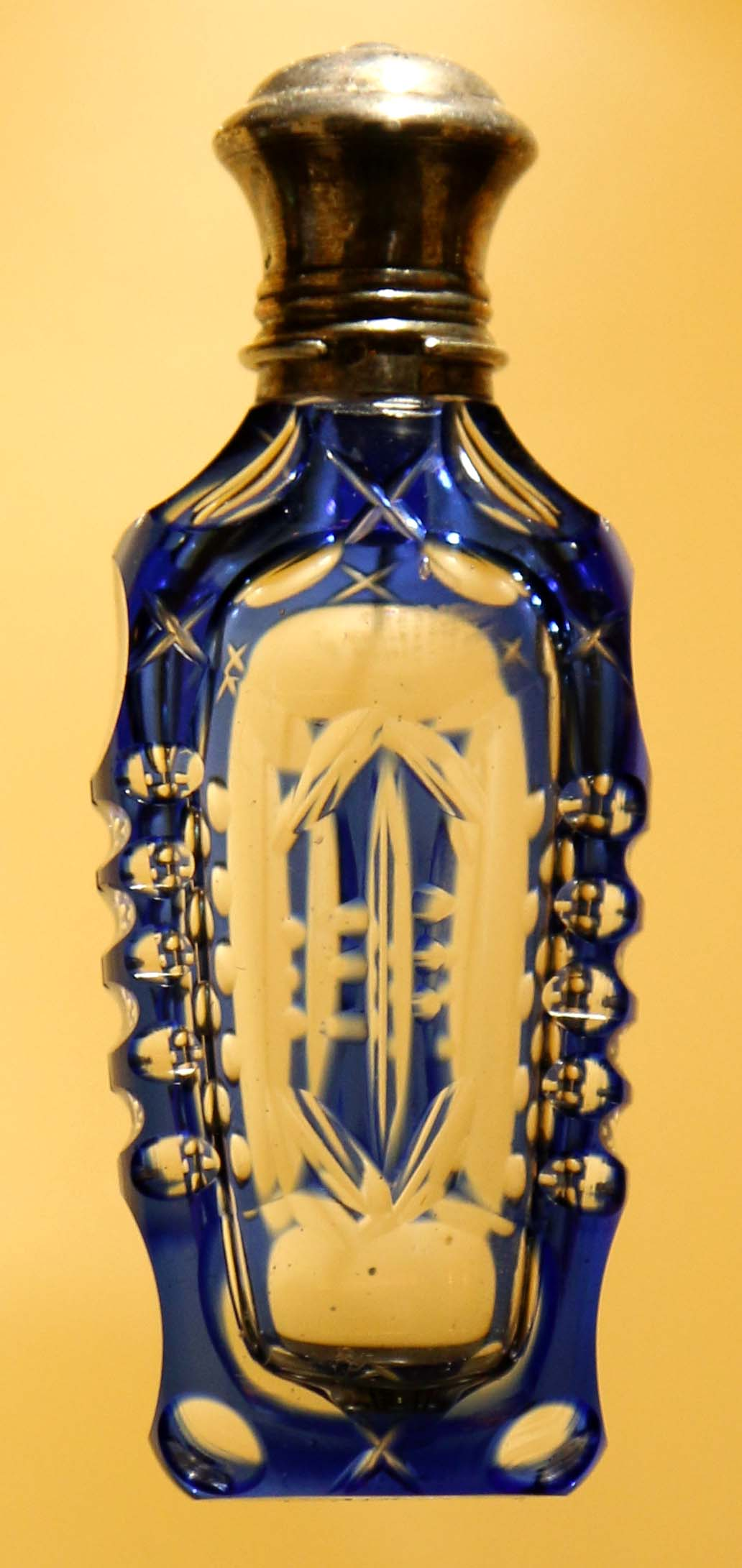
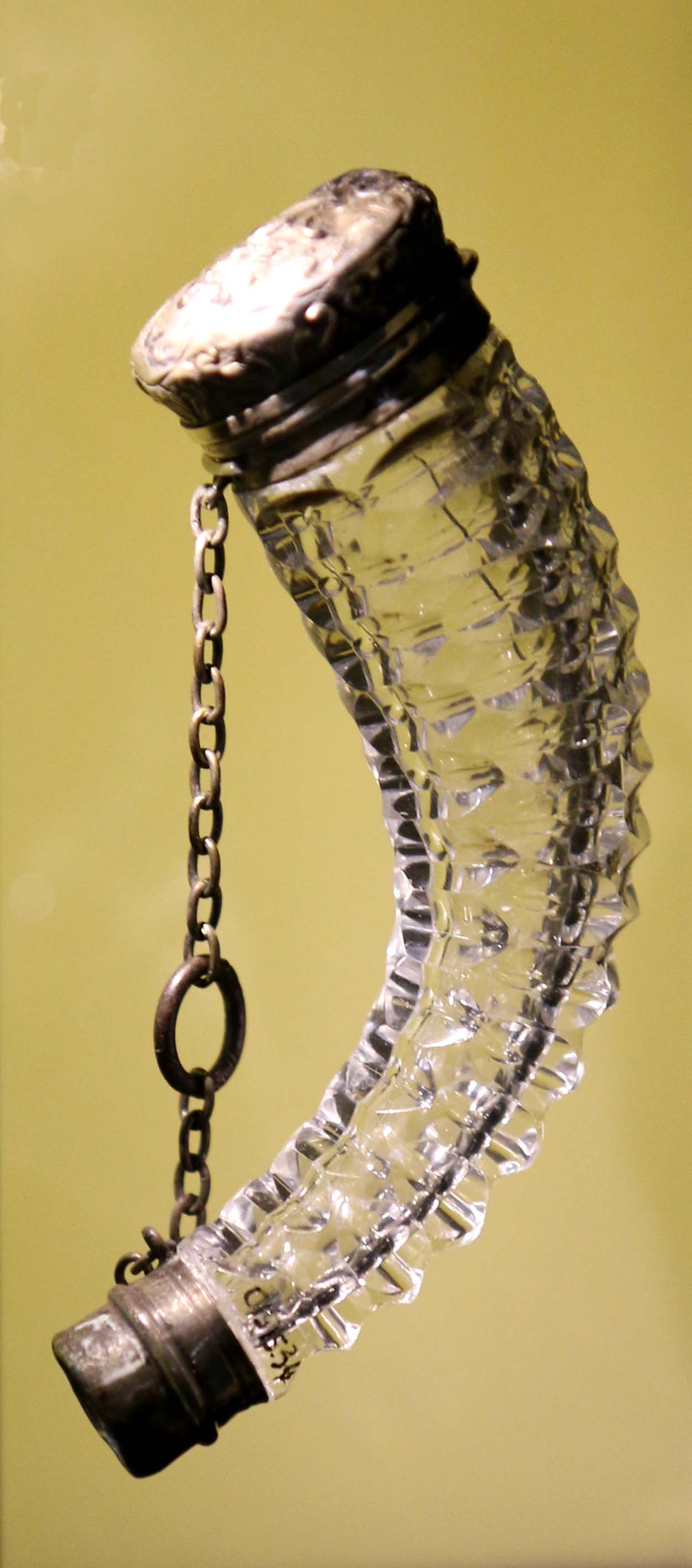
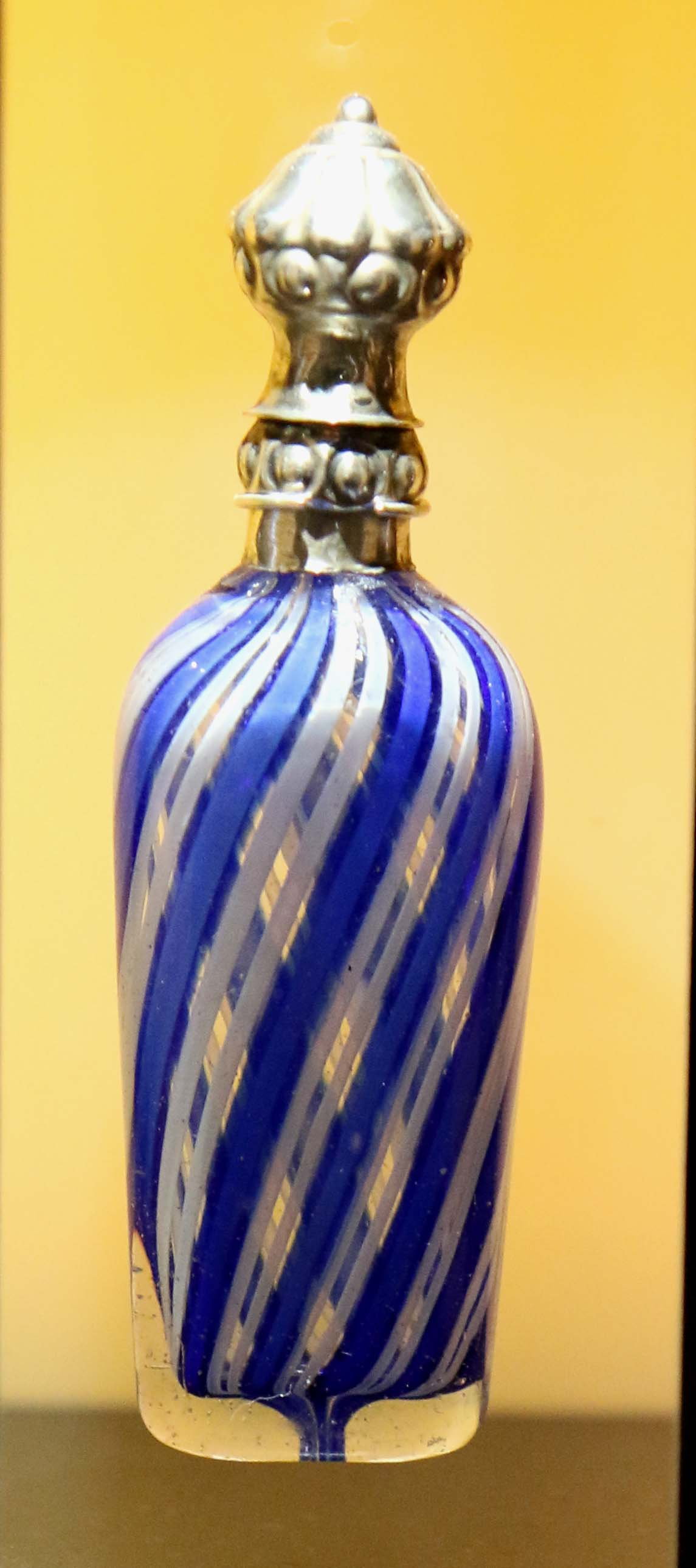

### Salon doré
Ce salon (repère 6) qui était destiné aux réceptions donne sur la façade nord avec vue sur les jardins du parc. C'est, avec la chapelle du 1er étage, la pièce qui a reçu le décor le plus somptueux du château. Une restauration minutieuse entreprise pendant la fermeture du château a permis de la restituer à l'identique ou presque.
Au fond de la pièce et dans une alcôve délimitée par des colonnes dorées, se trouve un très long sofa à huit coussins, appelé « radassière » en Provence. Au-dessus de cette banquette est accroché un tableau représentant L'Enlèvement des Sabines peint par Louis Chaix d'après une œuvre de Pierre de Cortone (1596-1669). Sur la gauche, une console en bois doré avec dessus de marbre est surmontée d'une glace. Elle supporte des chandeliers en bronze doré et une paire de vases avec couvercle en porcelaine de Chine de la famille rose. Sur la droite, une cheminée en marbre est décorée d'un cartel en bronze, émail et bois avec de part et d'autre des vases avec couvercle en porcelaine du Japon du XVIIIe siècle.
Dans ce salon destiné à la détente et au jeu, se trouvent deux tables de jeu pour le trictrac et une suite de dix fauteuils à la reine en bois doré recouverts recouverts de tapisserie. Enfin, le plafond est décoré d'une vaste composition représentant L'Apothéose de Psyché, également réalisée par Chaix.

Salon doré
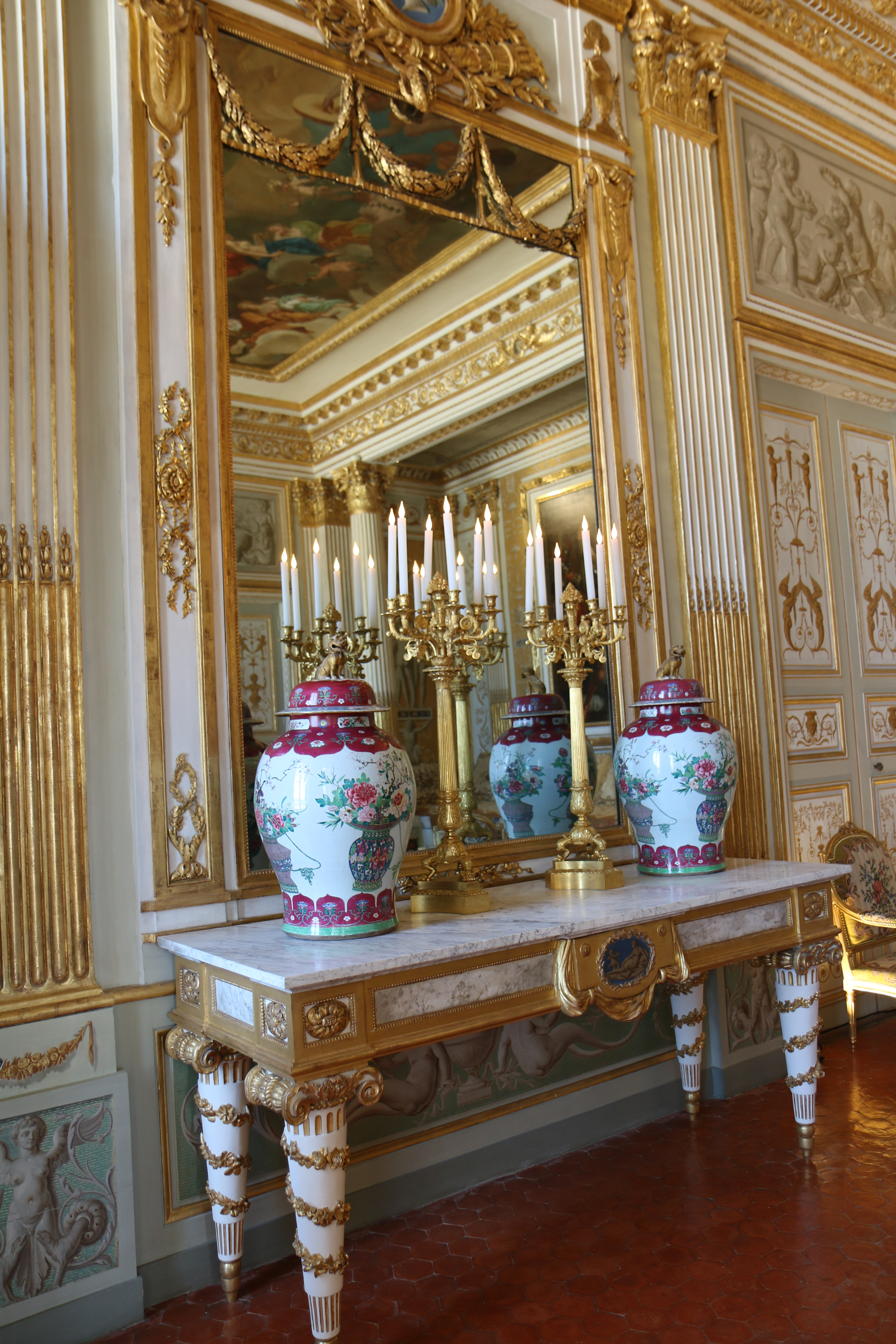
Console avec vases chinois.
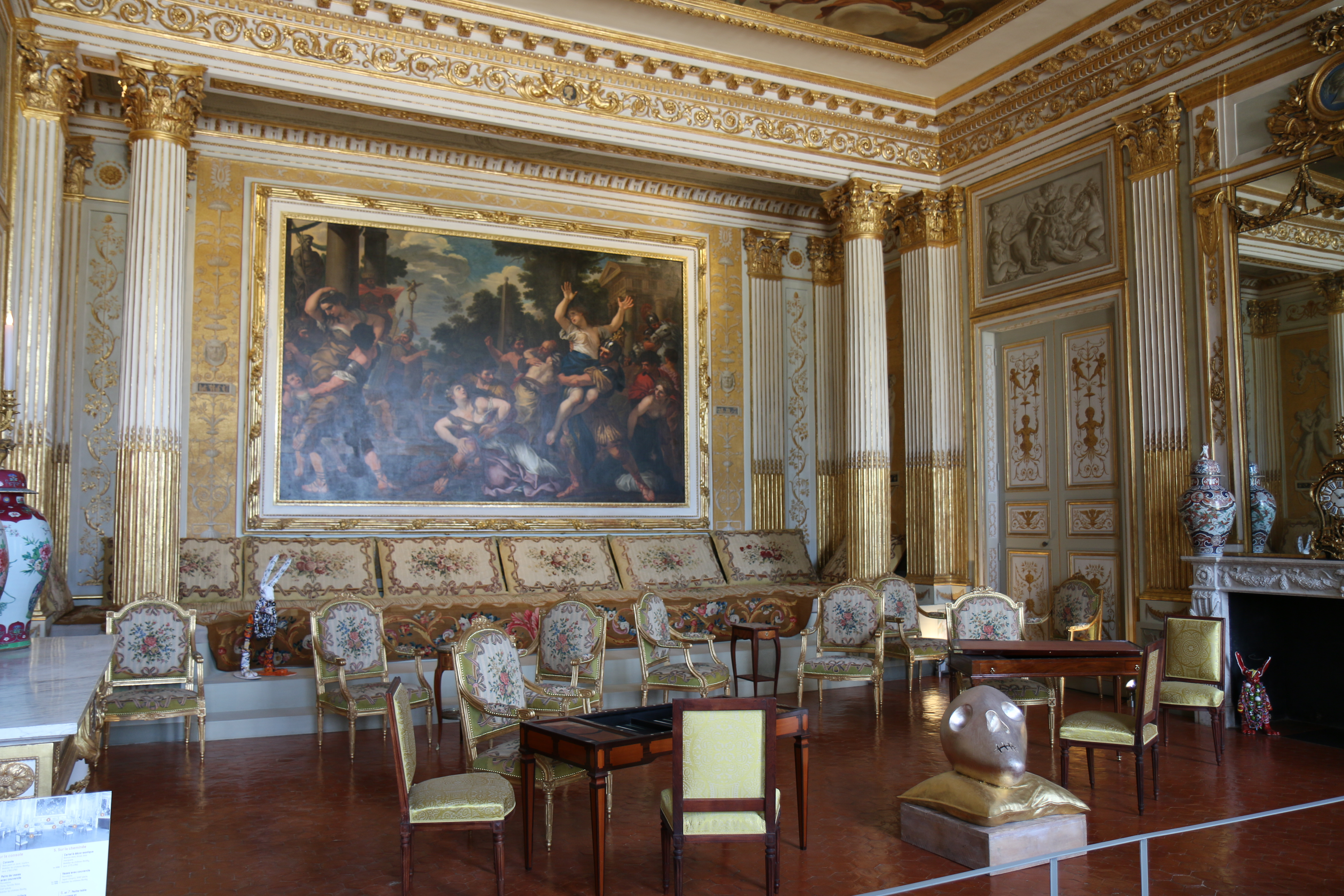
Le salon doré avec, au fond, la radassière et L'Enlèvement des Sabines de Louis Chaix.
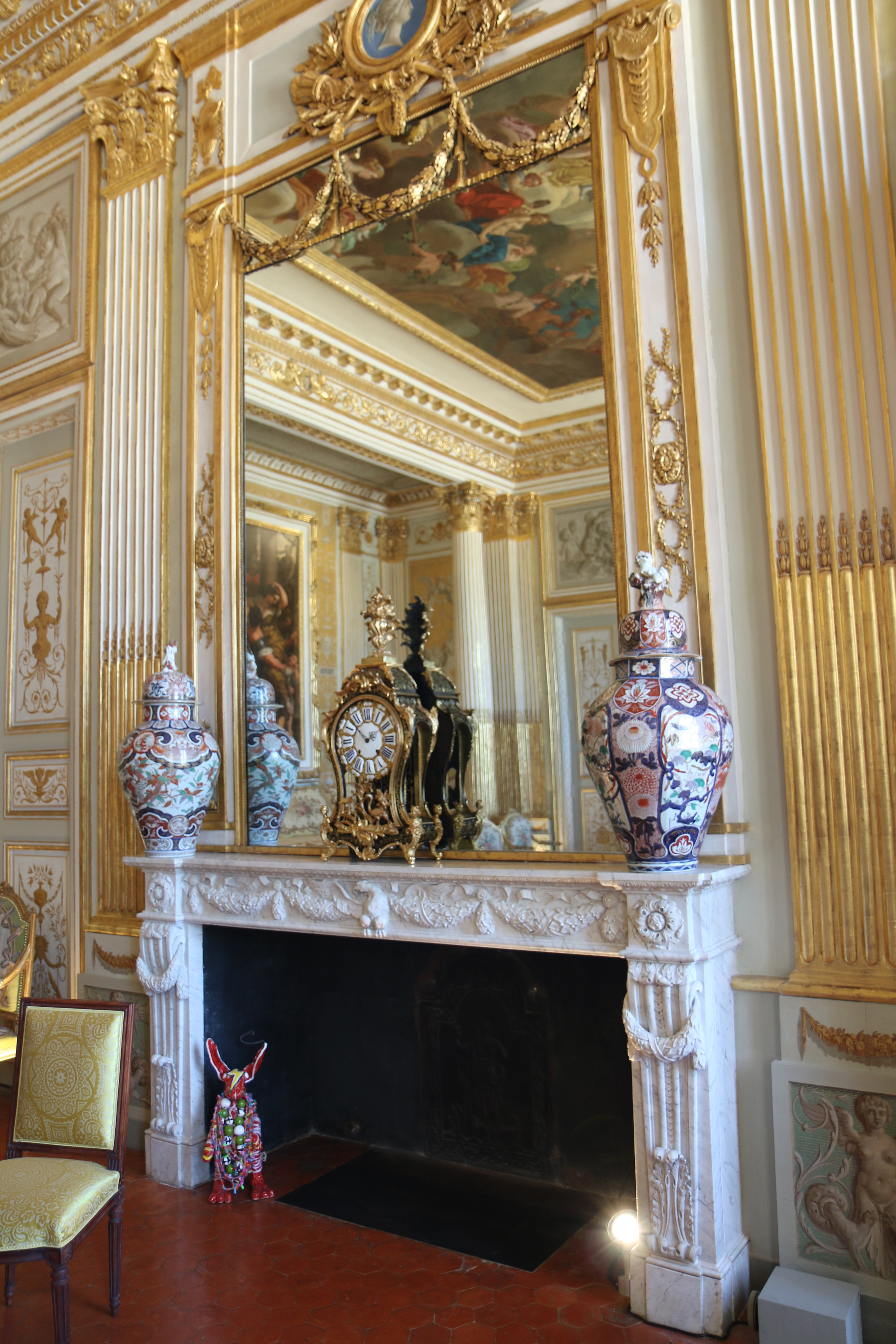
Cheminée avec cartel et vases japonais en porcelaine.

### Galerie des céramiques
Cette galerie (repère 7) occupe toute la façade ouest du château ouvrant par cinq fenêtres sur la mer. Dans cette pièce étaient présentés de nombreux tableaux dont la suite de L'histoire de Tobie peinte par Pierre Parrocel. Ces peintures au nombre de seize avaient été commandées par le duc de Noailles ; une partie avait été exécutée à Avignon, l'autre chez le duc à Saint-Germain-en-Laye. Étienne Parrocel, dans son livre Les annales de la peinture, raconte dans quelles circonstances l'acquisition de ces tableaux a été faite. Louis XV chassant dans la forêt de Saint-Germain-en-Laye est hébergé par le duc de Noailles ; le roi n'apprécie pas ces œuvres et dit à son hôte : « Savez-vous Monsieur le duc que vous avez là des tableaux fort peu réjouissants ? ». En courtisan zélé, le collectionneur met ses tableaux en vente après avoir commandé à François Boucher une série plus aimable. Louis-Joseph Denis Borély de passage à Paris s'en rendit acquéreur en 1770 pour le prix de 12 000 livres alors qu'ils en avaient coûtés 30 000 au duc de Noailles. Ces tableaux sont aujourd'hui conservés au musée des beaux-arts de Marseille.
Cette galerie est maintenant entièrement consacrée à la présentation de faïence marseillaise dont la production connaît son plein épanouissement durant la première moitié du XVIIIe siècle. Malgré une dispersion des manufactures de faïence sur le territoire, leur production présente une réelle homogénéité avec des pièces d'une grande qualité avec un émail blanc et brillant.
Entre les cinq fenêtres de la façade ouest sont placées quatre vitrines, chacune consacrée à un thème particulier : le choix du vert (Gaspard Robert), le décor aux poissons (Veuve Perrin et Honoré Savy), formes et détails animés (toutes manufactures) et décor de rocaille (Joseph Fauchier). Contre le mur faisant face à la façade ouest et de part et d'autre d'une cheminée en marbre blanc de style Louis XVI, deux longues vitrines permettent de comparer les innombrables variations du thème floral. Enfin, sur une longue table centrale, sont présentées des œuvres d'une grande qualité technique et artistique. 

Faïences marseillaises de la galerie (première moitié du XVIIIe siècle)
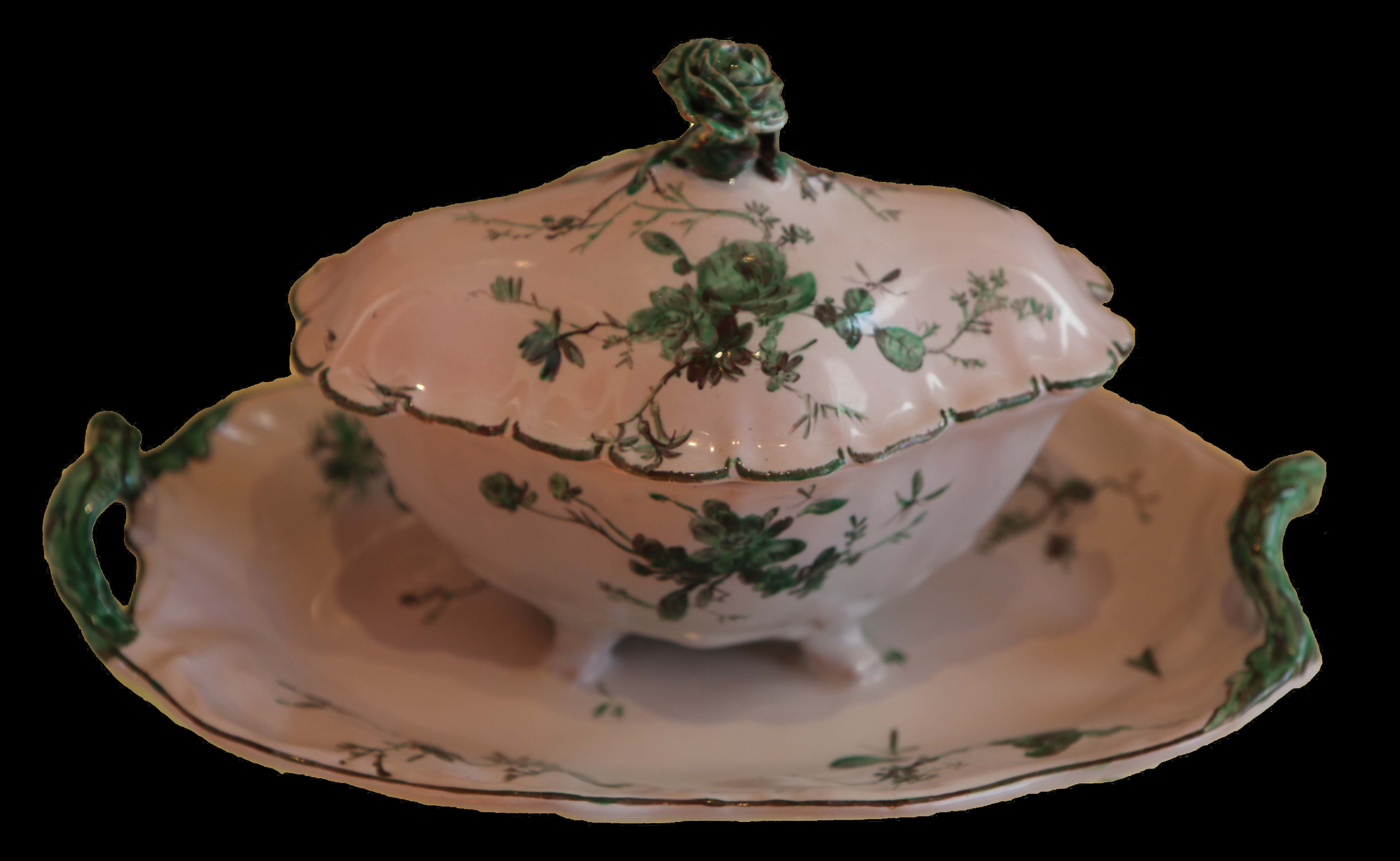
Gaspard Robert, saucière.
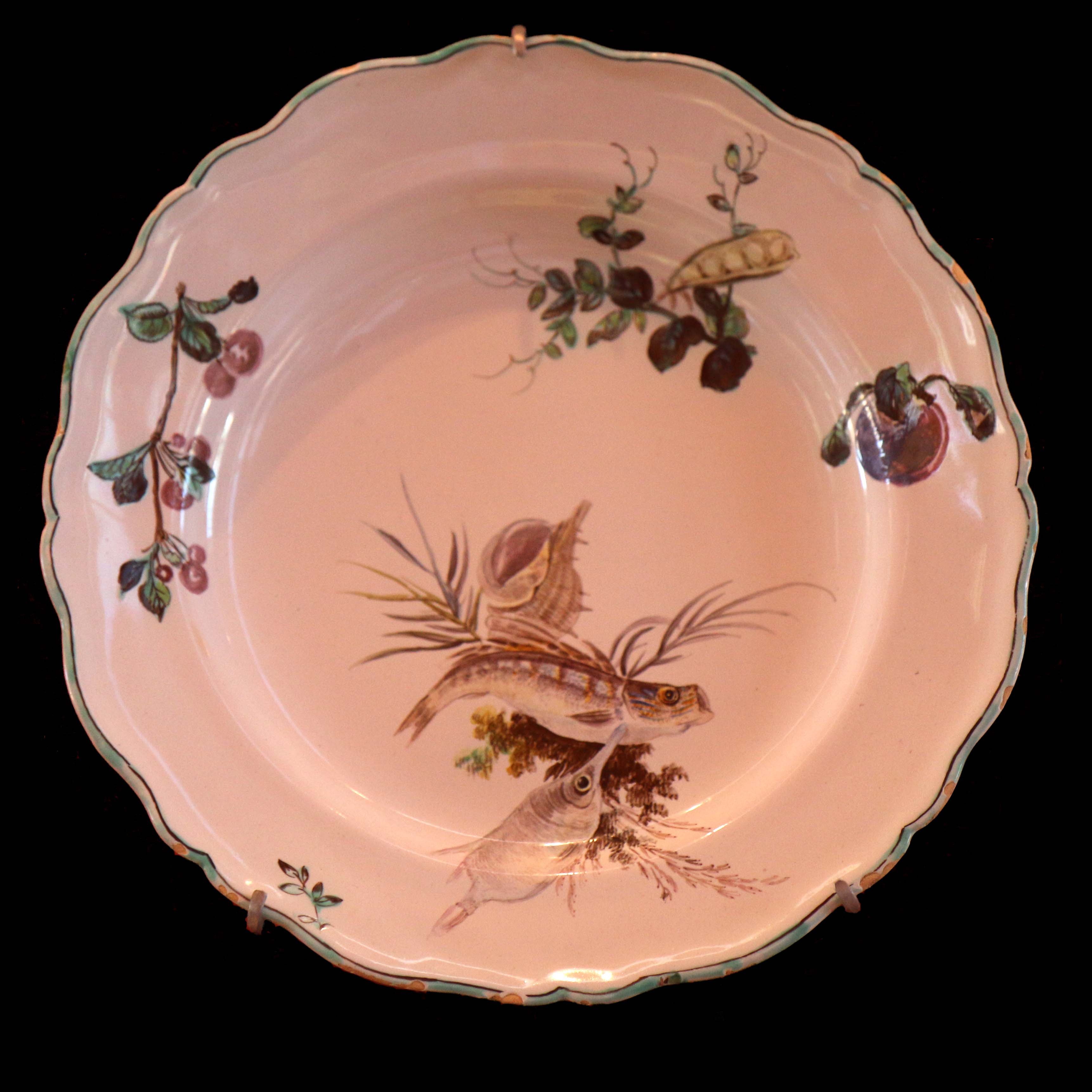
Honoré Savy, assiette.
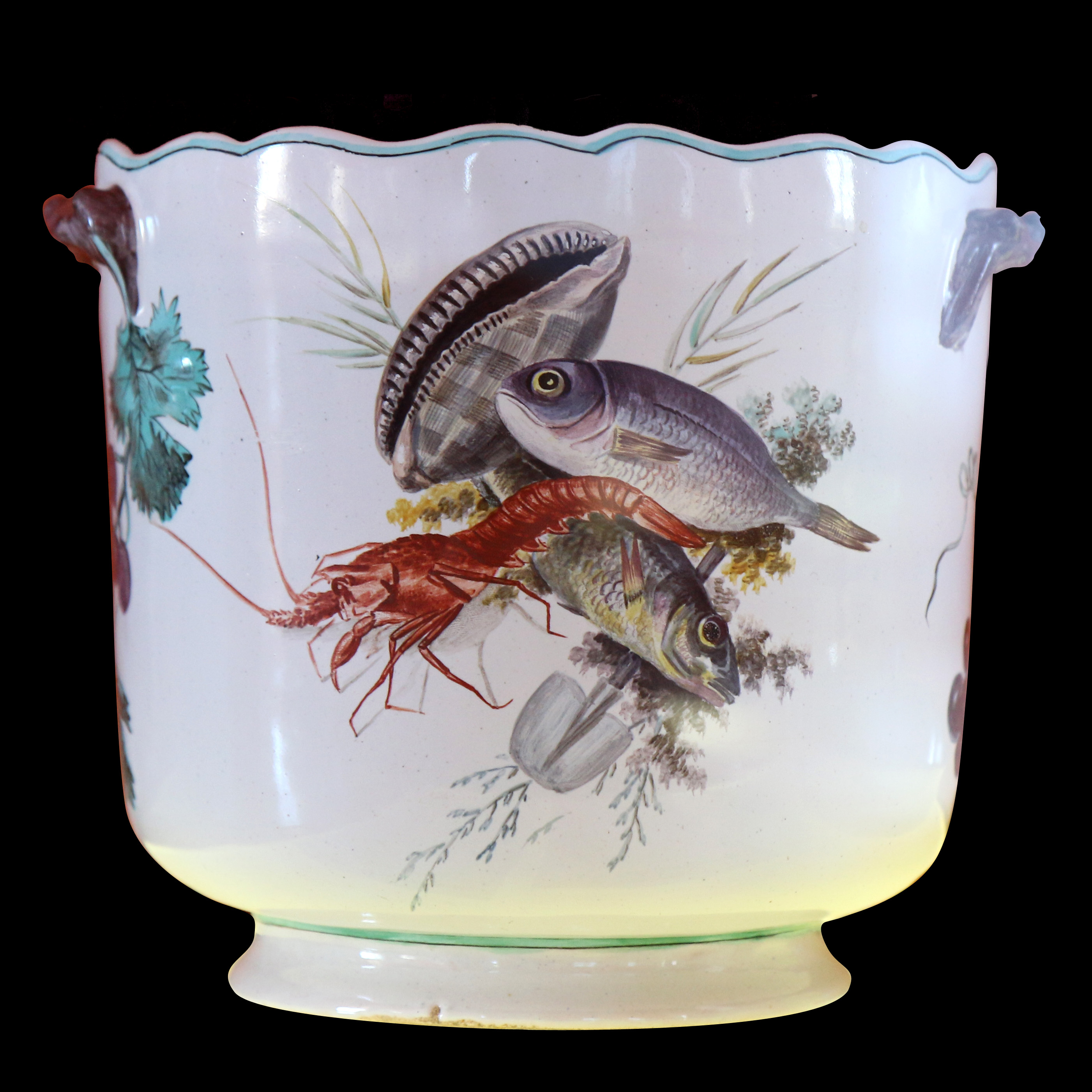
Honoré Savy, seau à bouteille.
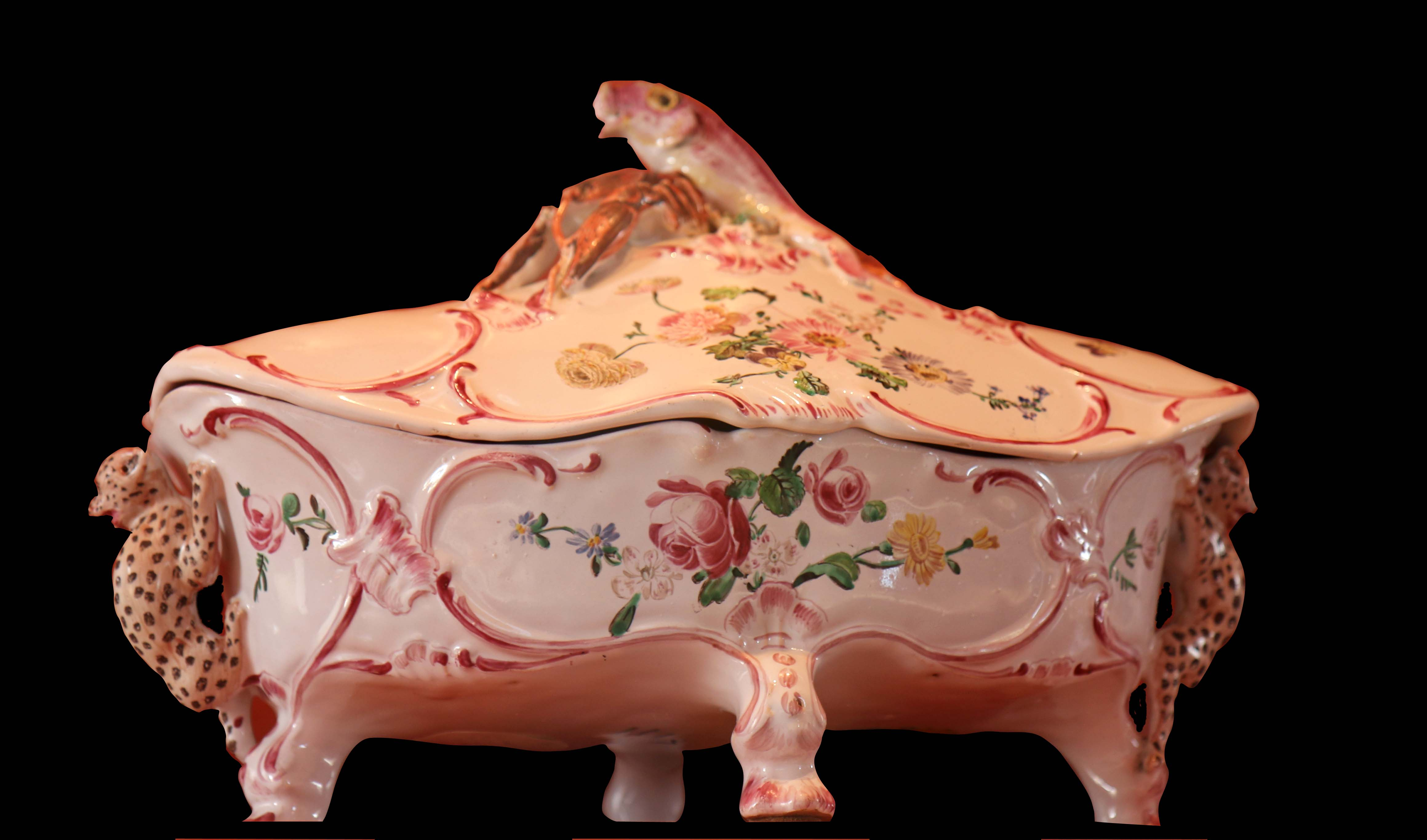
Veuve Perrin, terrine oblongue.
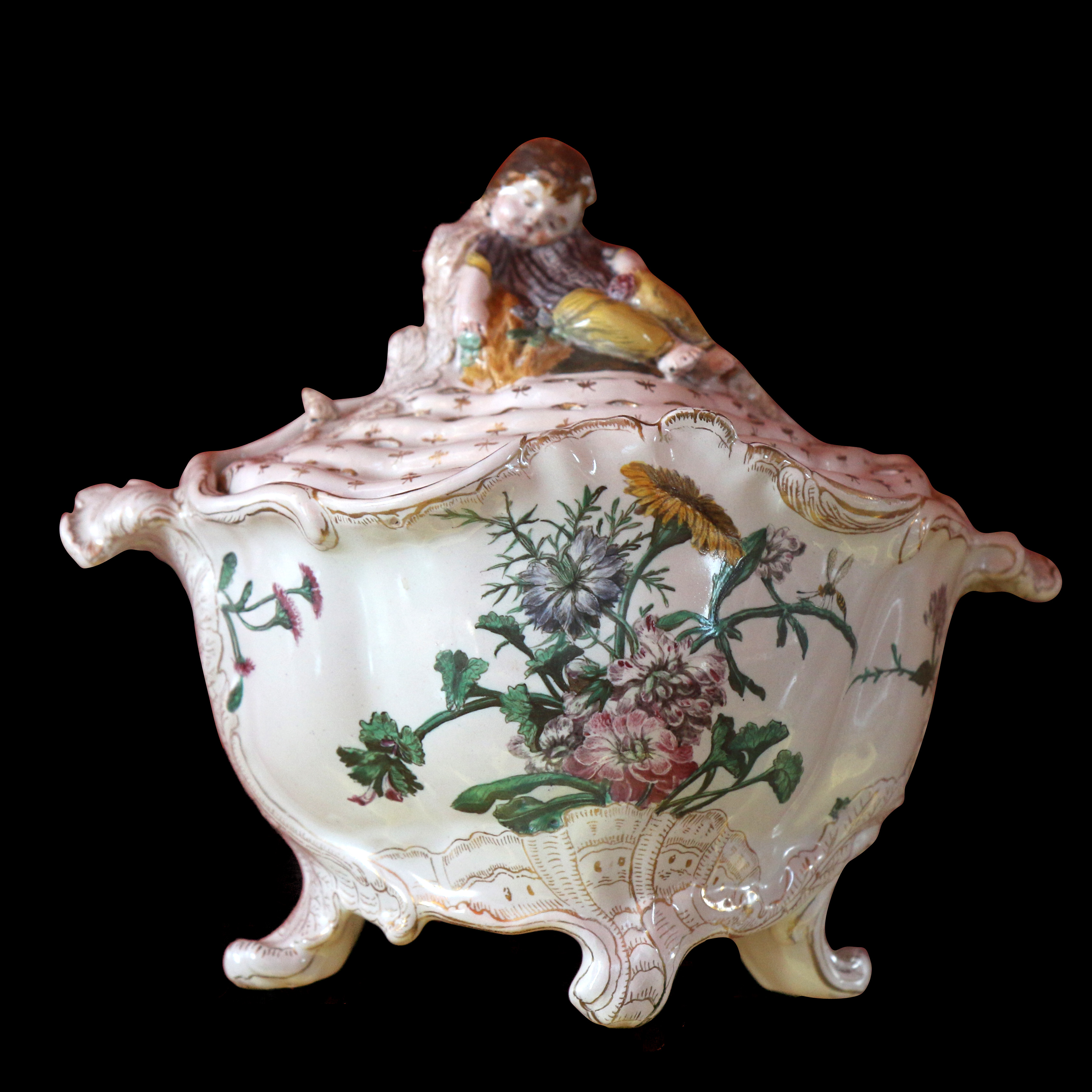
Gaspard Robert, pot-pourri.
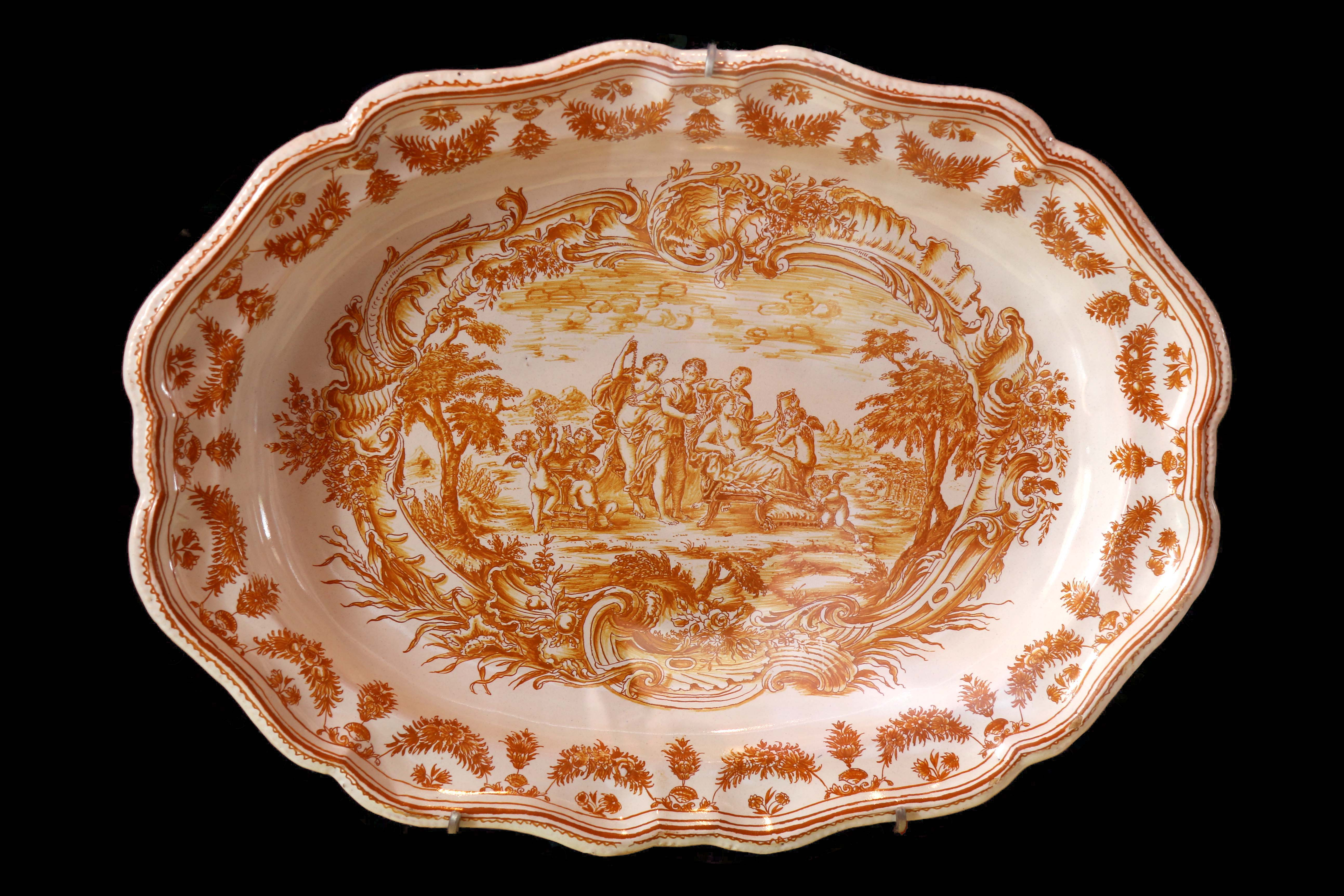
Joseph Fauchier, Vénus à sa toilette, plat oblong.
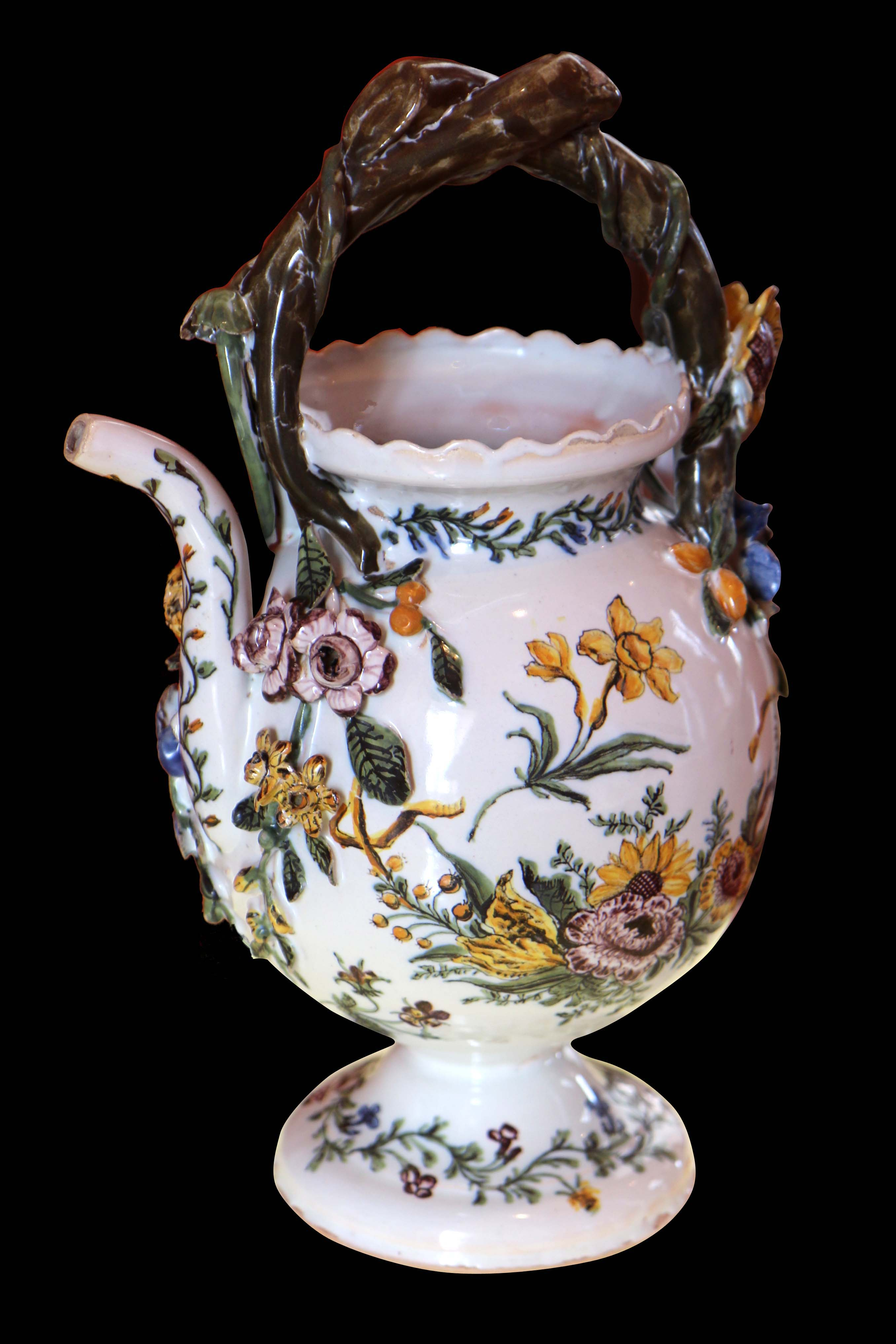
Joseph Fauchier, cruche.
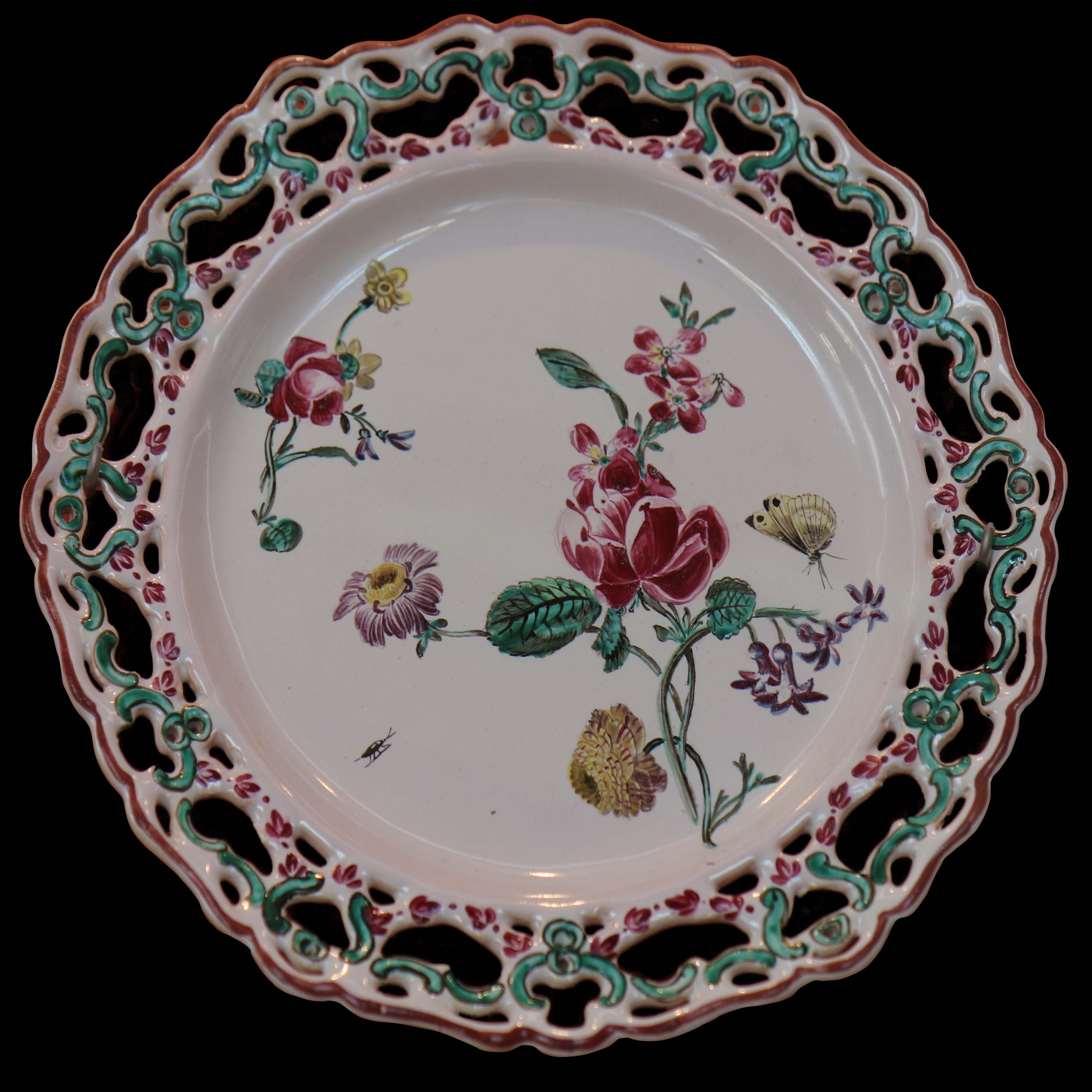
Veuve Perrin, assiette à aile ajourée.
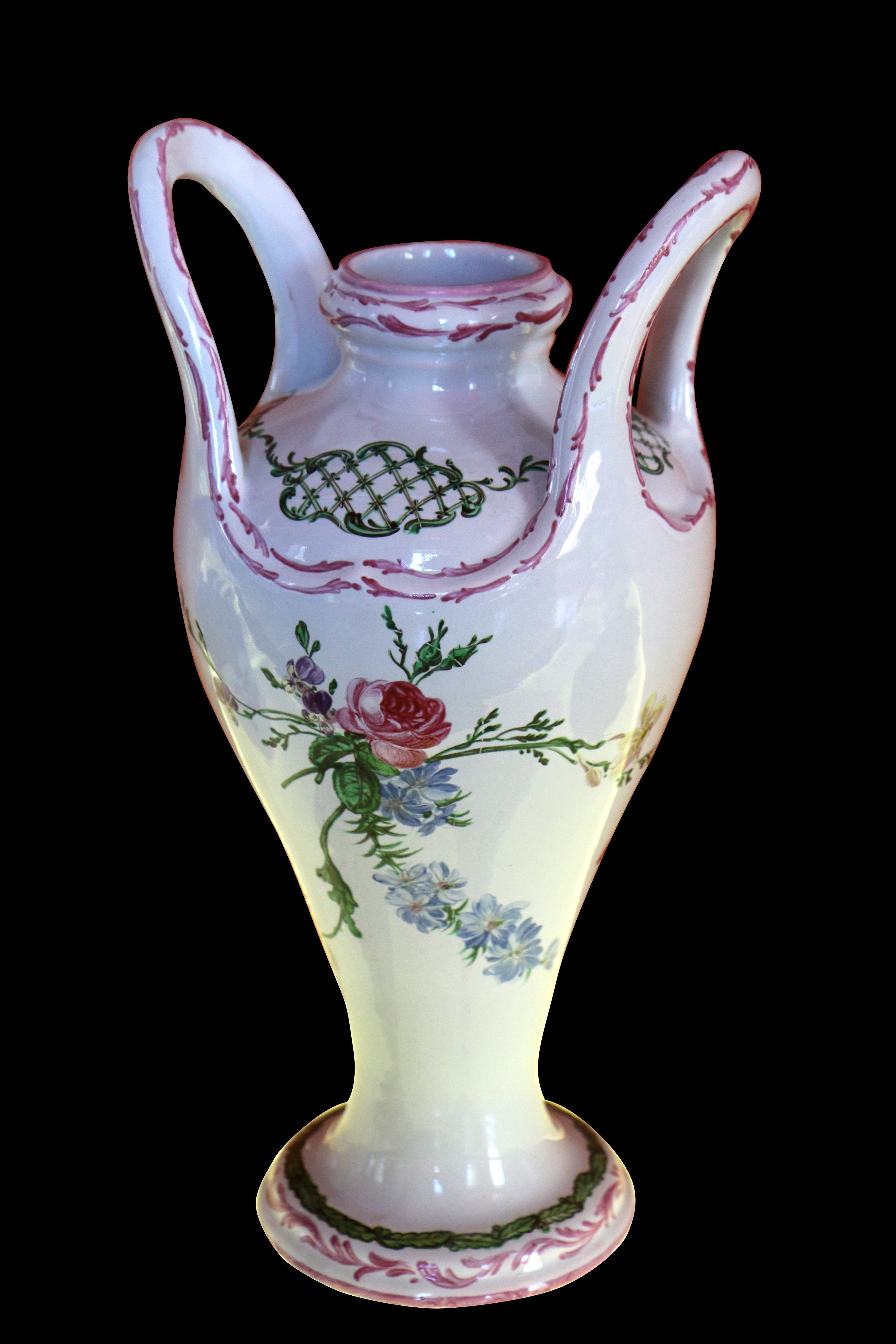
Gaspard Robert, vase balustre à anses.
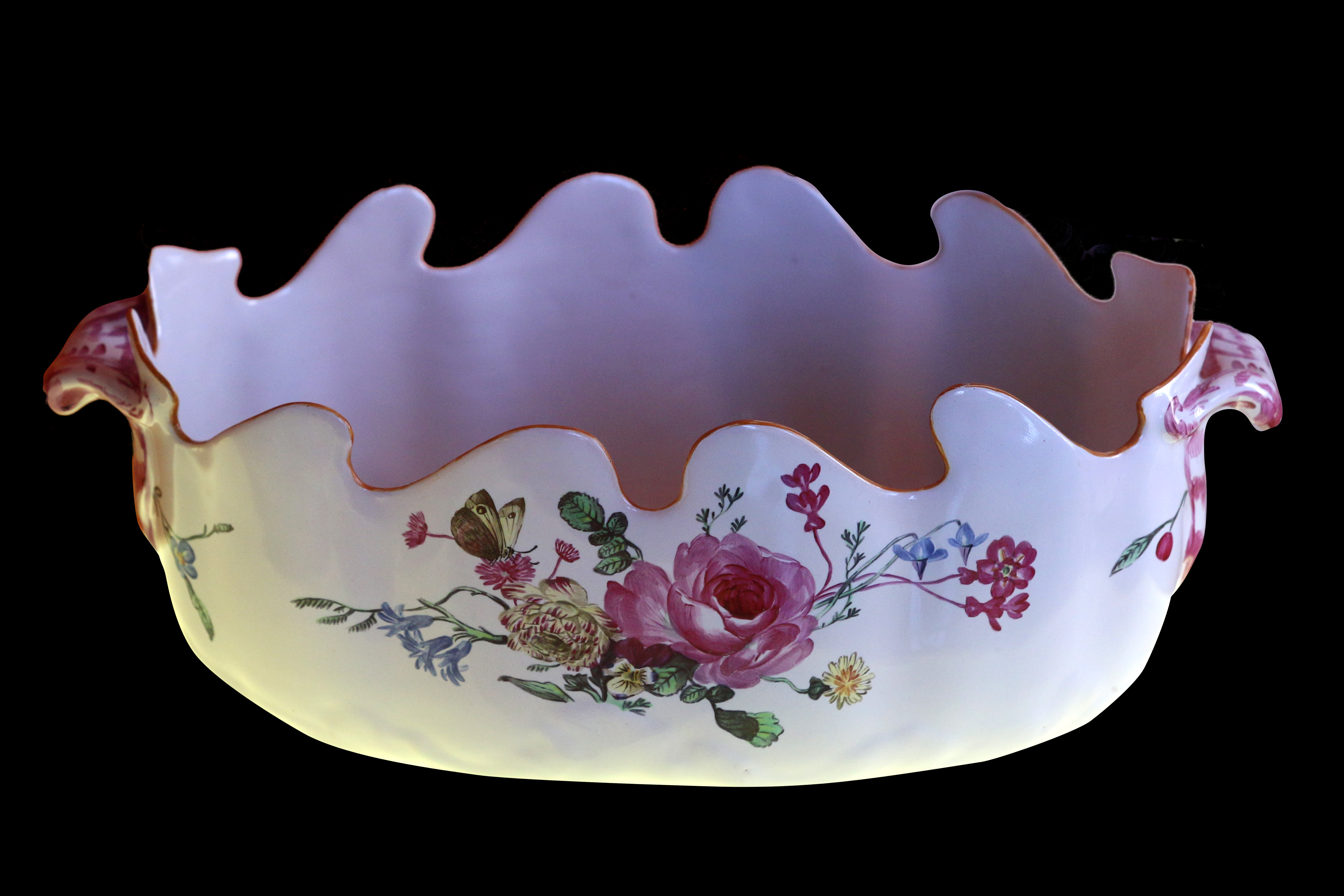
Gaspard Robert, rafraîchissoir à verre.
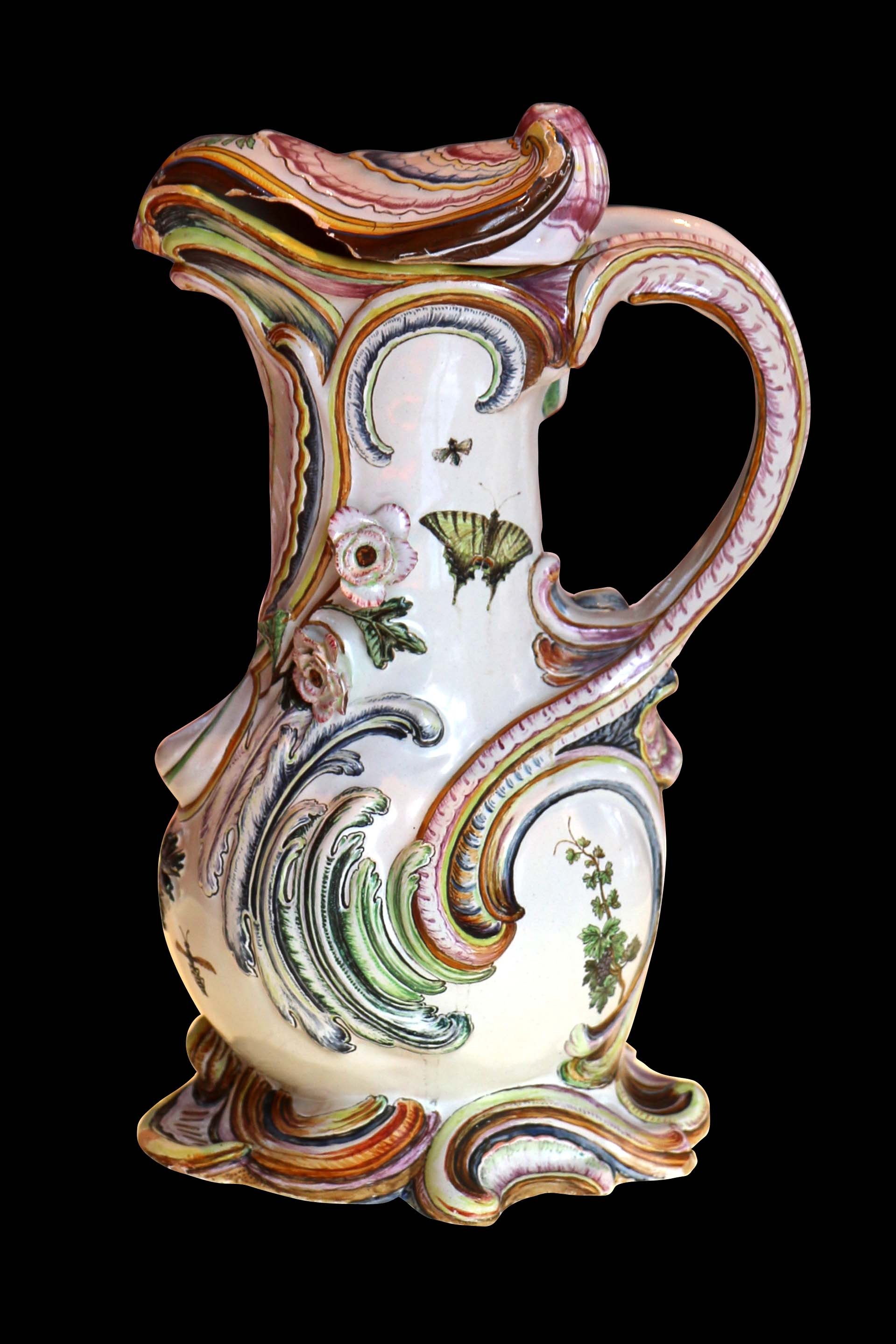
Gaspard Robert, aiguière avec couvercle.

### Salon de compagnie ou salle des cuirs
Cette salle (repère 8) était primitivement un salon. Les dessus-de-portes sont décorés de peintures ou grisailles consacrées à Apollon et à sa sœur jumelle Diane. Entre les deux fenêtres se trouve un miroir dont le cadre en bois doré représente les attributs d'Apollon : une lyre encadrée de deux cygnes. Une cheminée, située en face des fenêtres, est surmontée d'une glace dont le sommet est décoré d'un médaillon représentant la nymphe Mélia, aimée d'Apollon, encadré de guirlandes de feuilles de chêne et de laurier.
Les murs de ce salon sont recouverts d'une grande tenture de cuir polychrome d'origine italienne datant de 1710 environ. Cette tenture provient d'un salon de la villa Luce du boulevard Michelet à Marseille.
Dans ce cadre particulier sont exposées des faïences de Moustiers-Sainte-Marie, village proche de Digne-les-Bains. Recherchée par la noblesse et la bourgeoisie, cette faïence connut un remarquable essor au XVIIIe siècle. La première fabrique est celle de Pierre Clérissy fondée en 1679 ; puis la manufacture Olérys-Laugier fondée par Joseph Olérys et son beau-frère Jean-Baptiste Laugier s'impose à partir de 1738. Joseph Olérys crée le motif à « guirlandes et médaillons » polychromes à fleurs de jasmin ou à grotesques.

Faïences de Moustiers-Sainte-Marie (XVIIIe siècle)
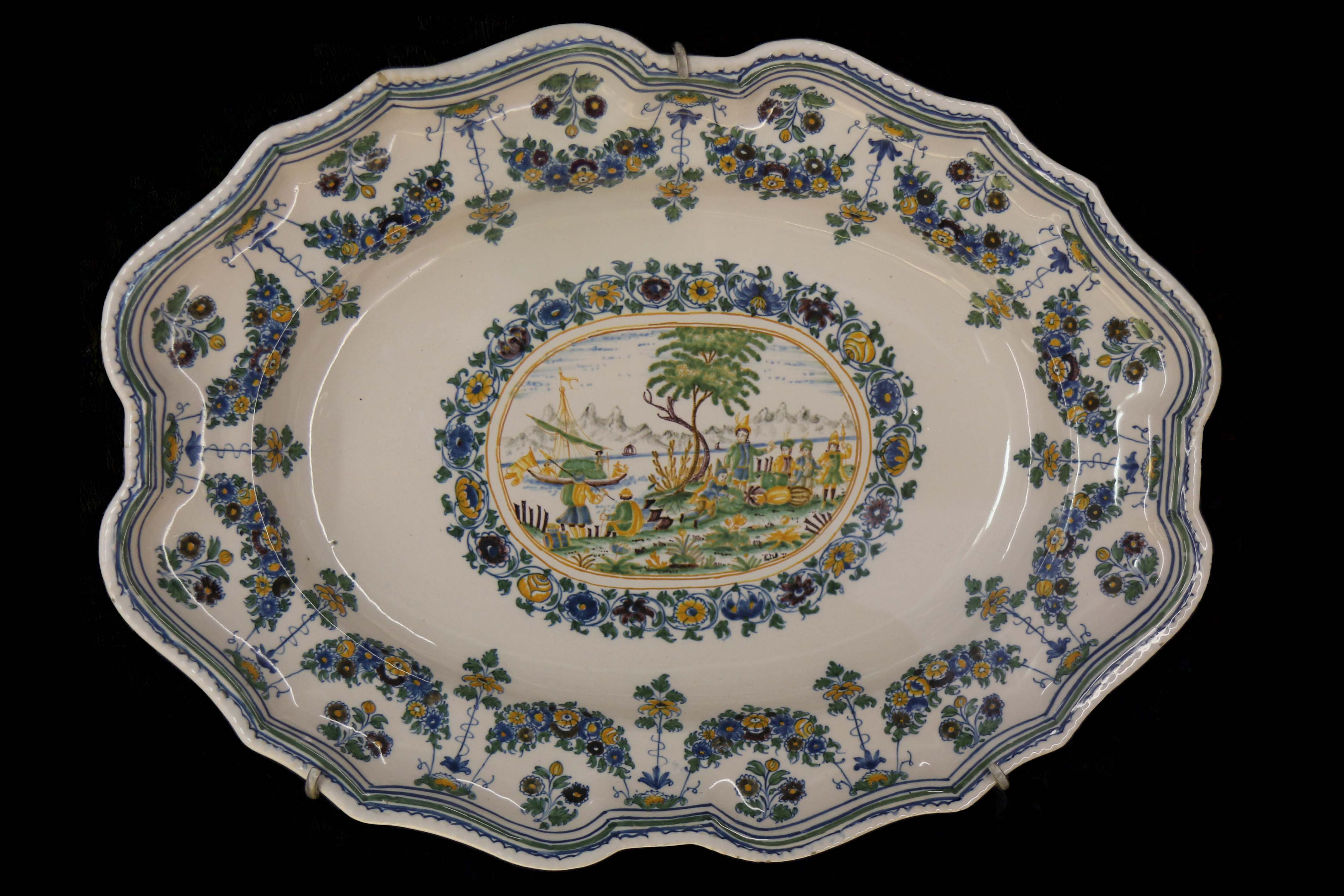
Plat oblong.
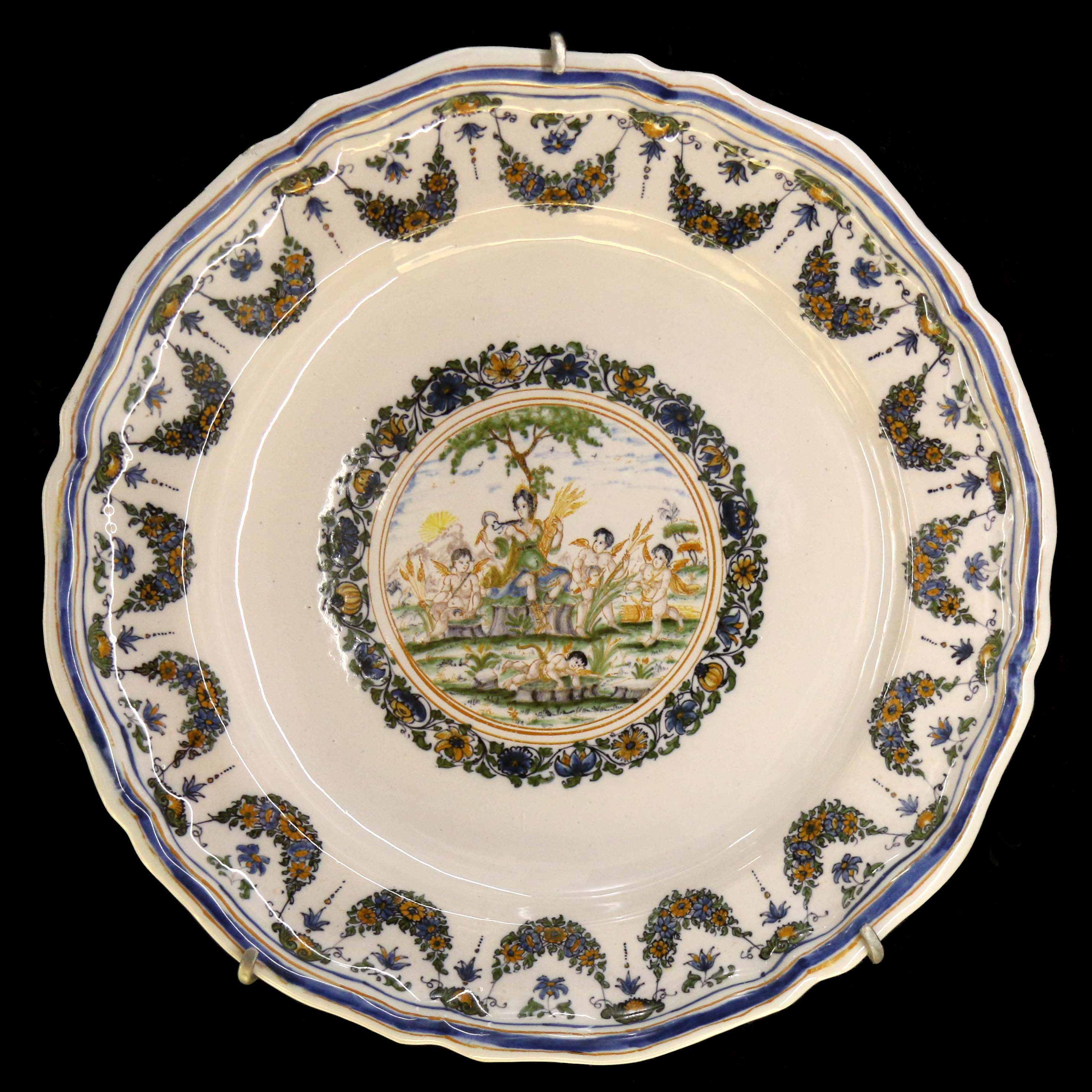
Plat : Cérès entouré de quatre putti.
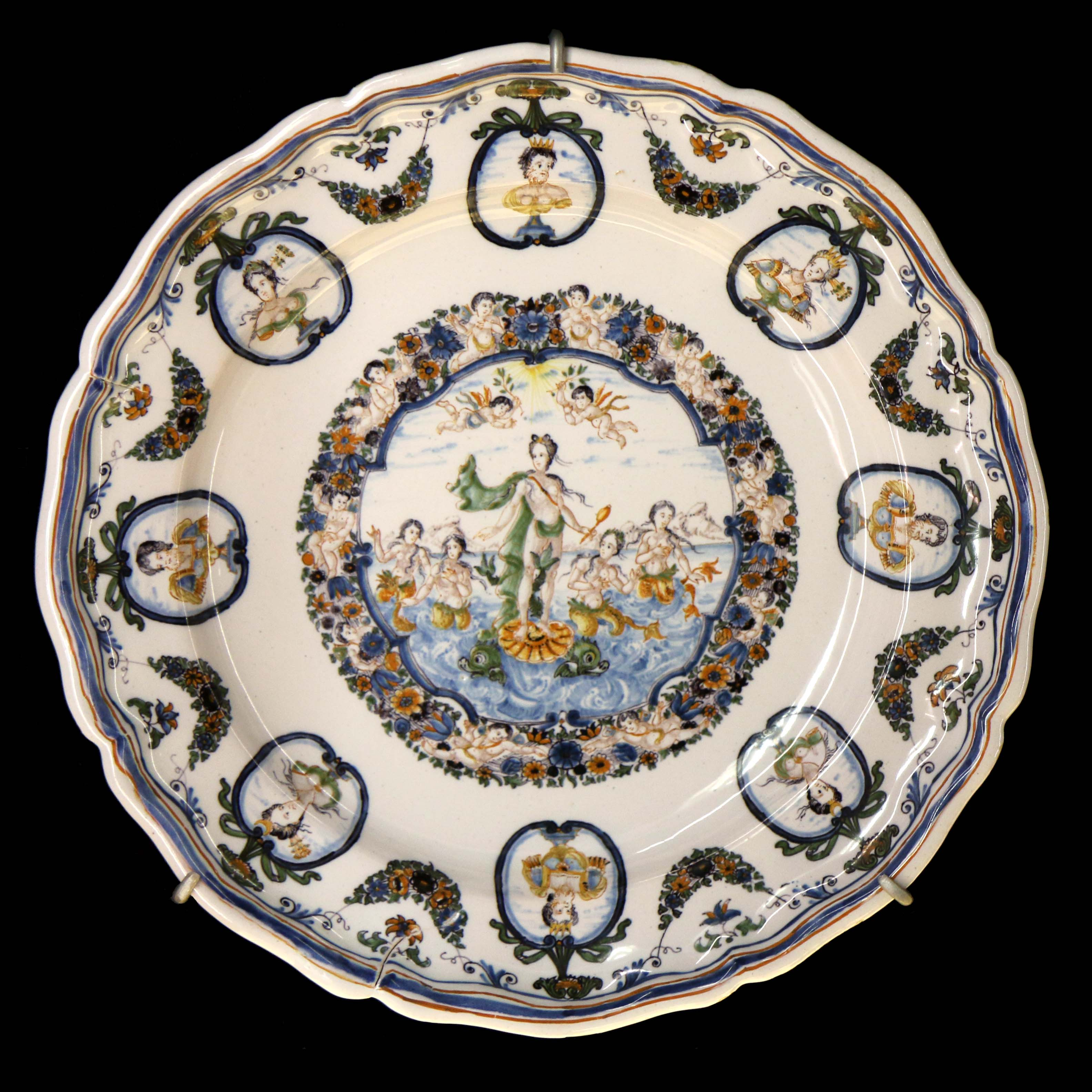
Assiette aux huit médaillons.
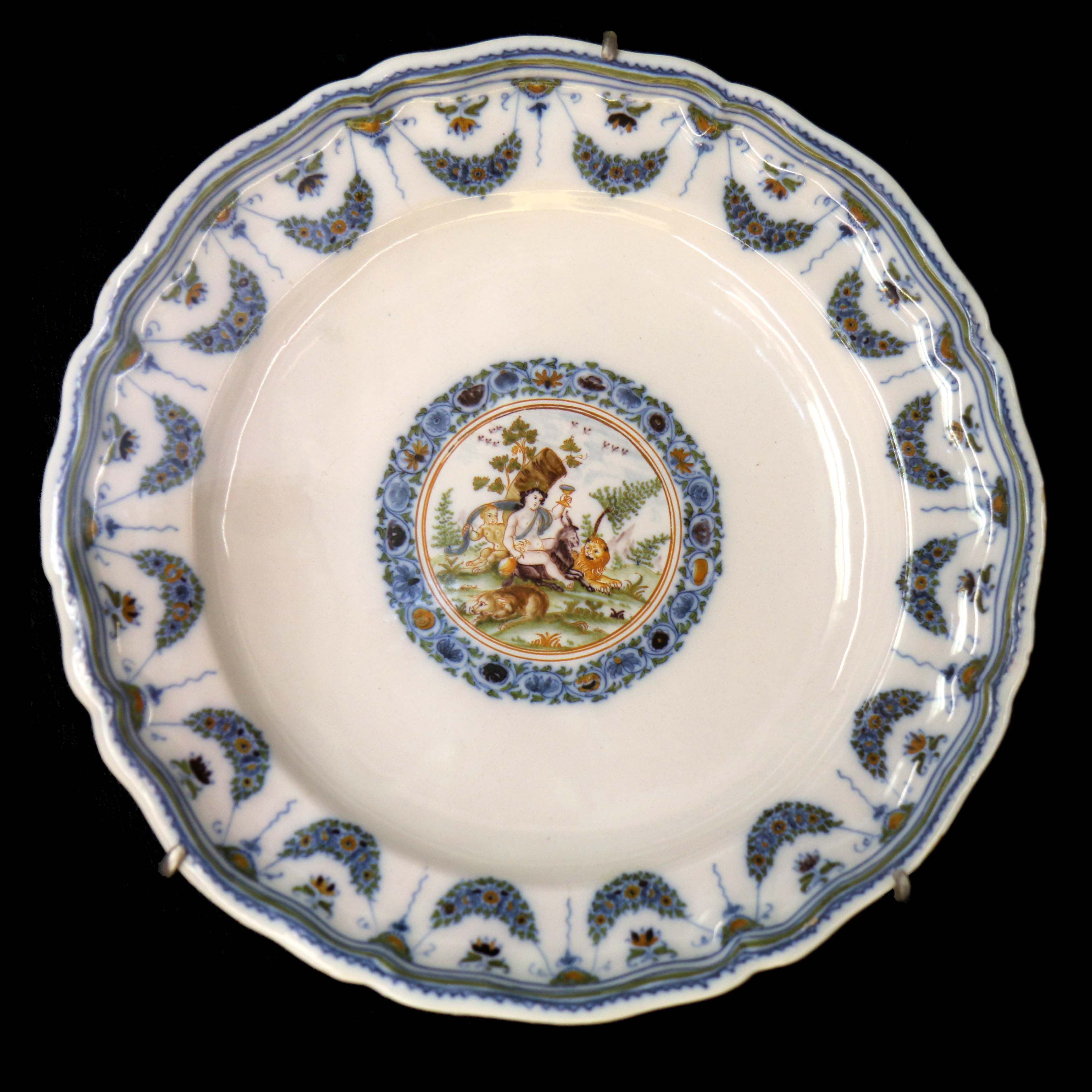
Plat : Bacchus entouré d'un satyre et d'animaux.
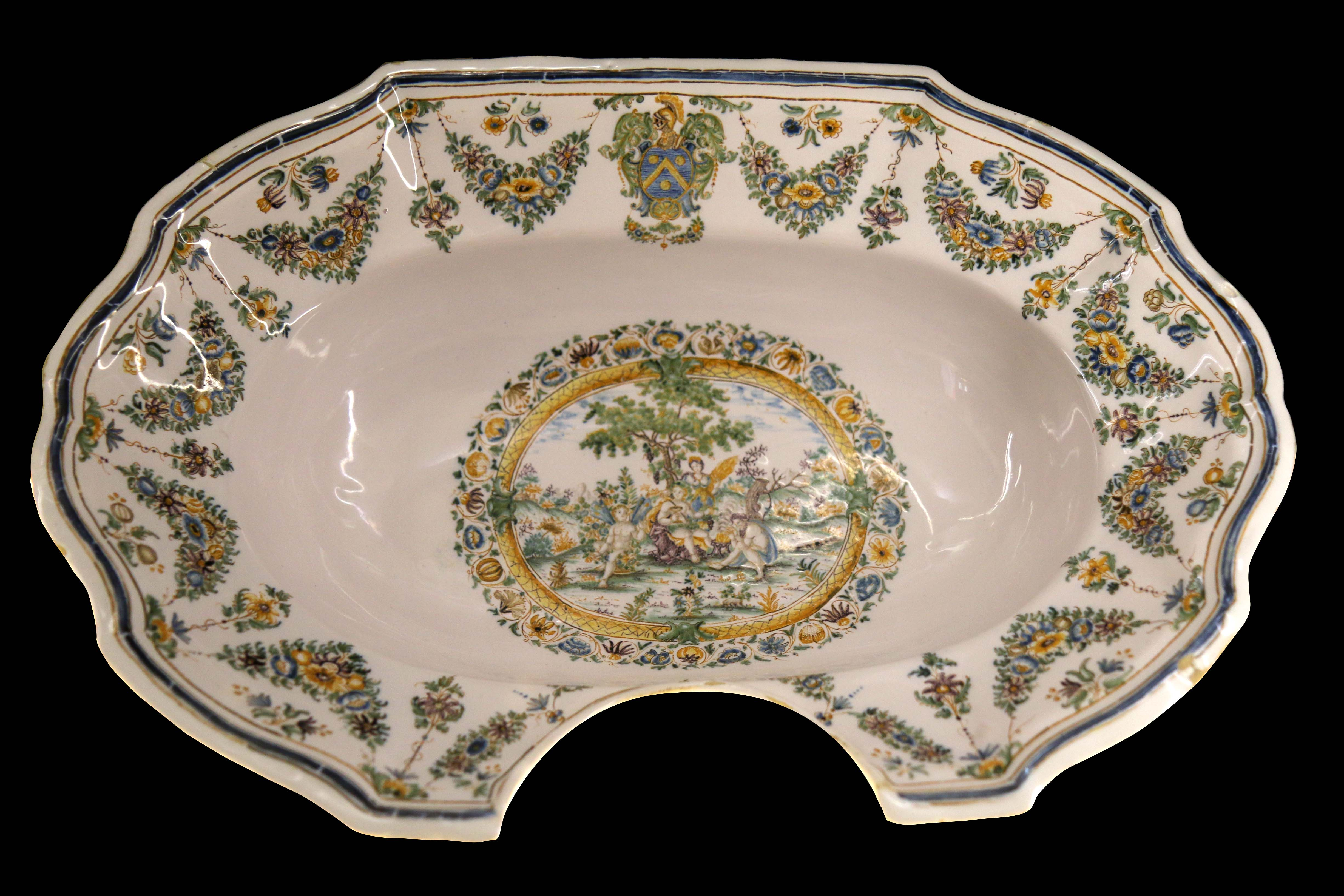
Bassin de toilette ovale.

### Salle à manger du midi
Cette salle (repère 9) est située côté sud donnant sur la cour. Les gypseries des murs qui représentent les cinq sens ont fait l'objet d'une restauration minutieuse. Les cinq médaillons encadrés de guirlandes sont de la même composition, des putti illustrent par leur activité et les objets qui les entourent chacun des cinq sens, à savoir :
- L'Ouïe avec trois Amours jouant de la musique ; à l'extérieur du médaillon un luth, un cor de chasse et une partition de musique sont enchevêtrés ;
- La Vue : sous une branche trois Amours lisent et observent le ciel ; à l'extérieur du médaillon un télescope et un miroir ;
- L'Odorat : devant un autel trois Amours font une offrande ; deux d'entre eux présentent une guirlande de fleurs tandis que le troisième offre un panier de fleurs ;
- Le Goût : trois angelots mangent et boivent ; à l'extérieur du décor on reconnait lapins, faisans et hure de sanglier ;
- Le Toucher : des angelots chantent ; à l'extérieur du médaillons deux pigeons se becquettent.

Entre les deux fenêtres une autre gypserie évoque Le Temps : un Amour sur un nuage et tenant une faux présente un sablier à un vieillard barbu et ailé, tenant au-dessus de sa tête une draperie.

Gypseries
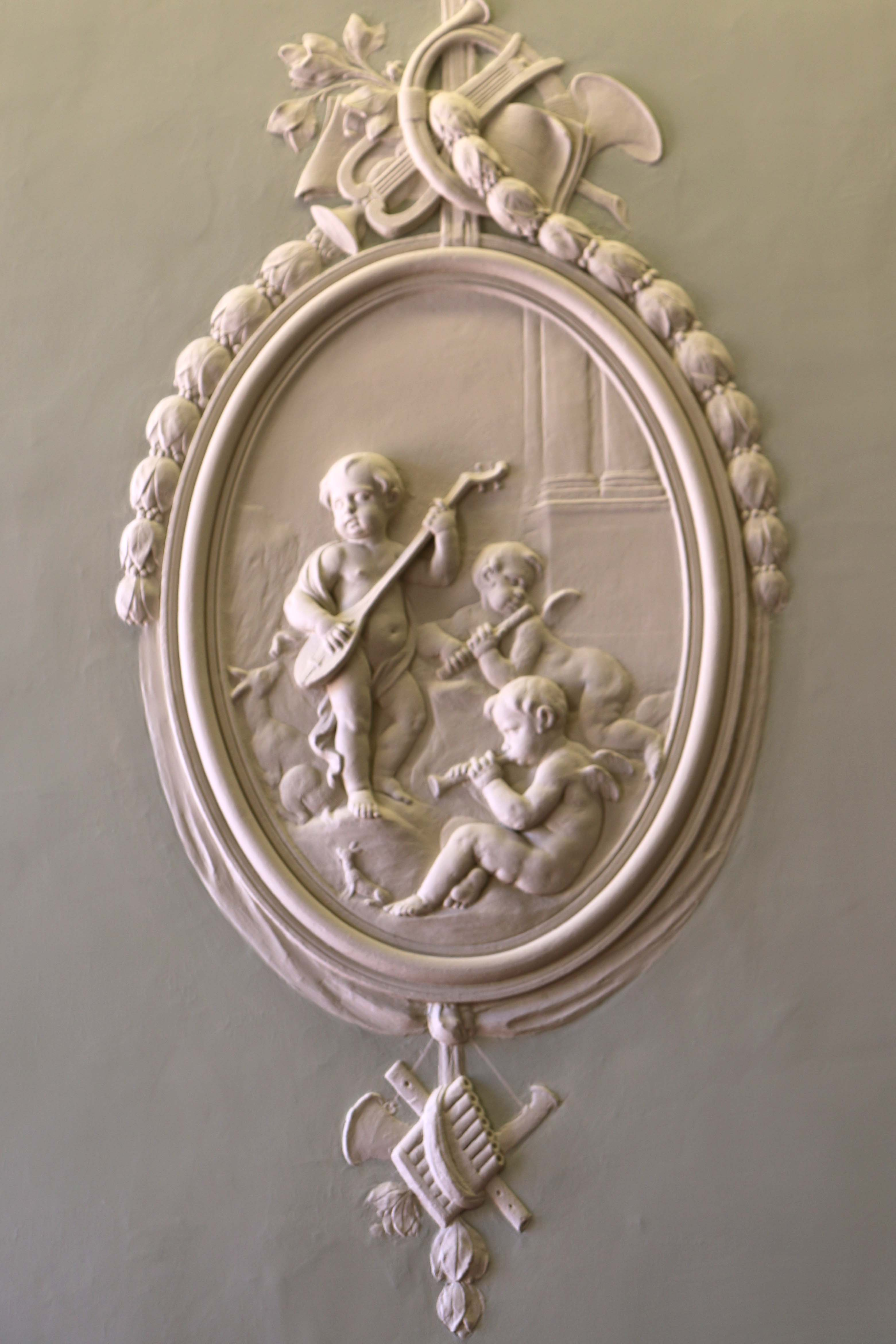
L'Ouïe.
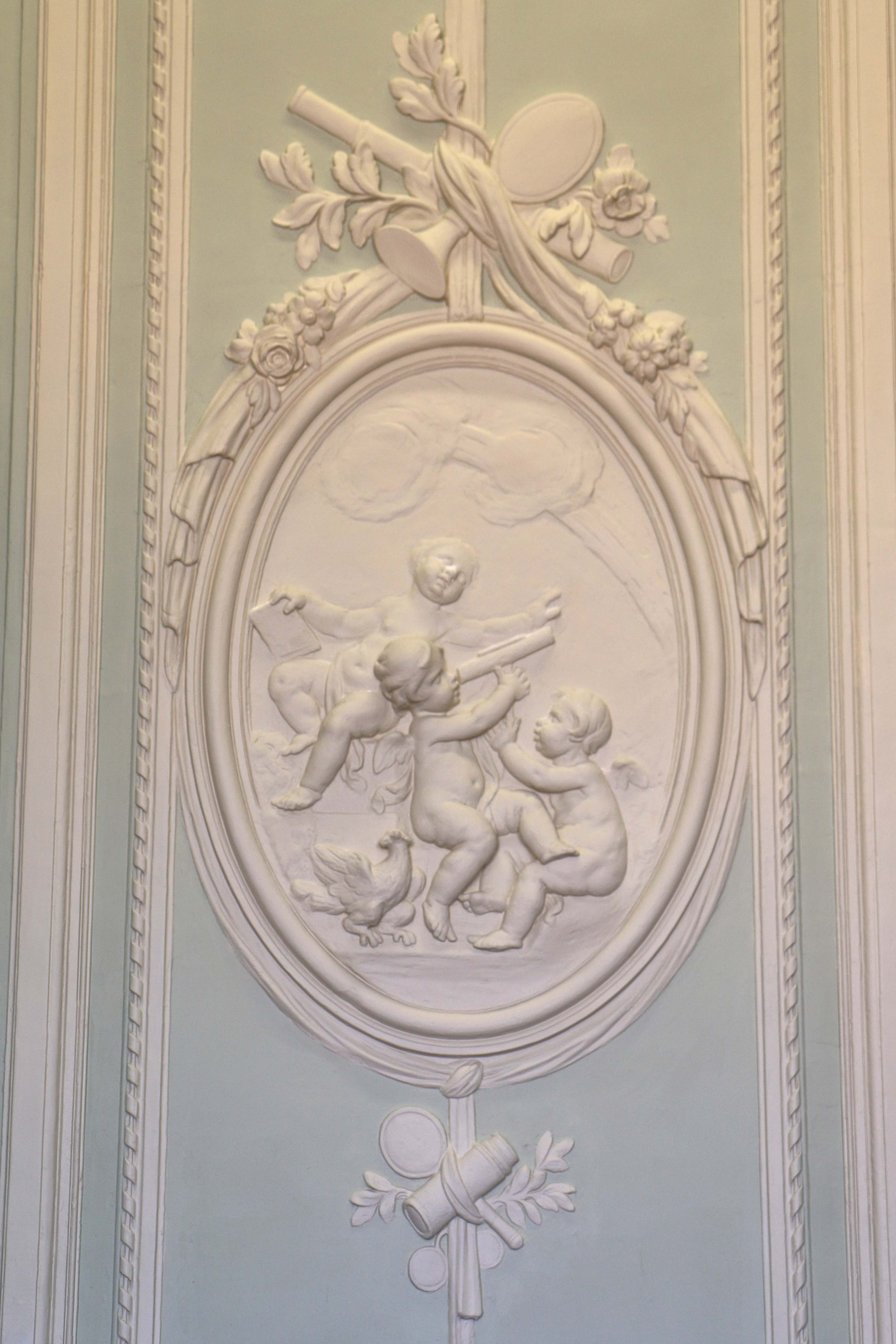
La Vue.
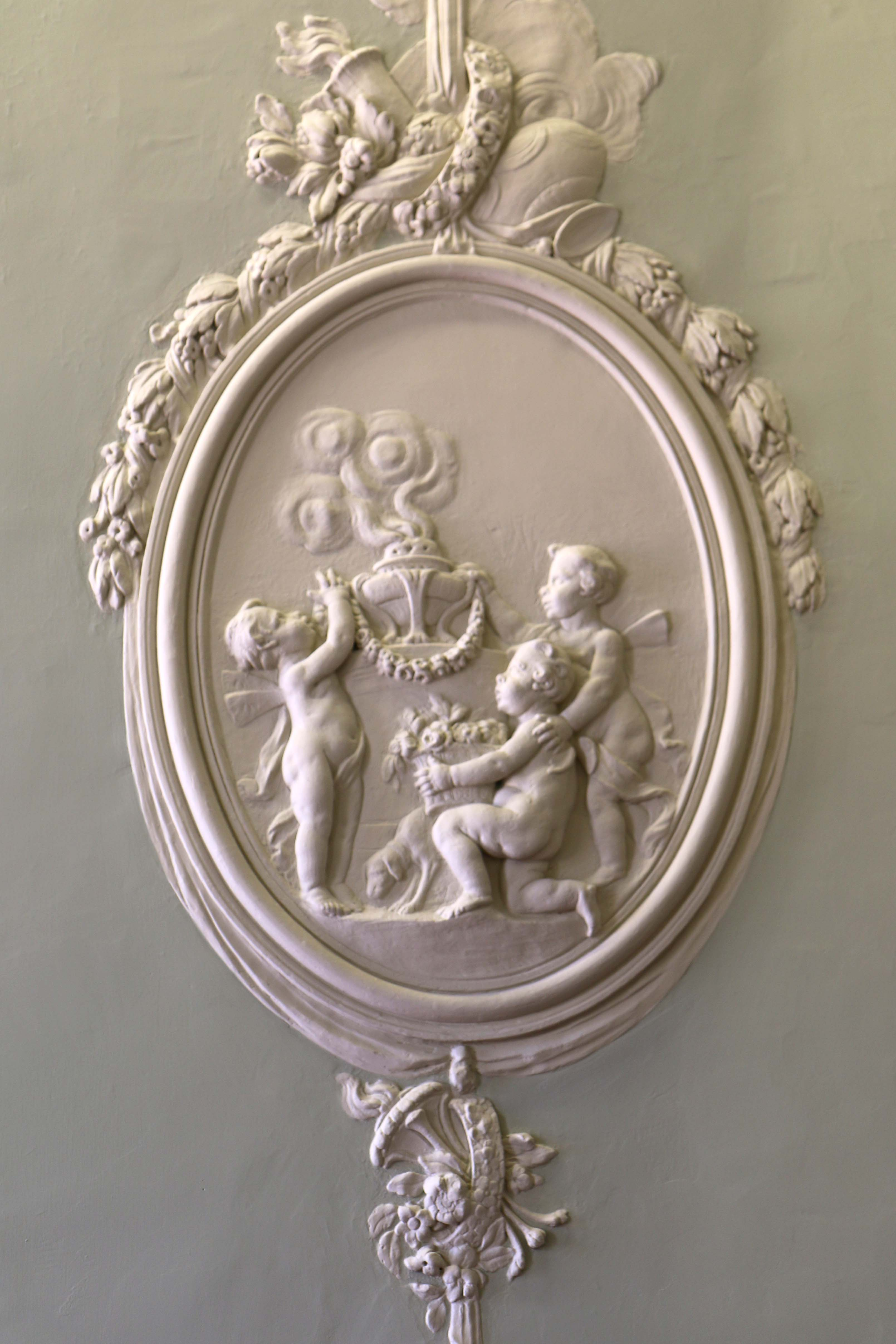
L'Odorat.
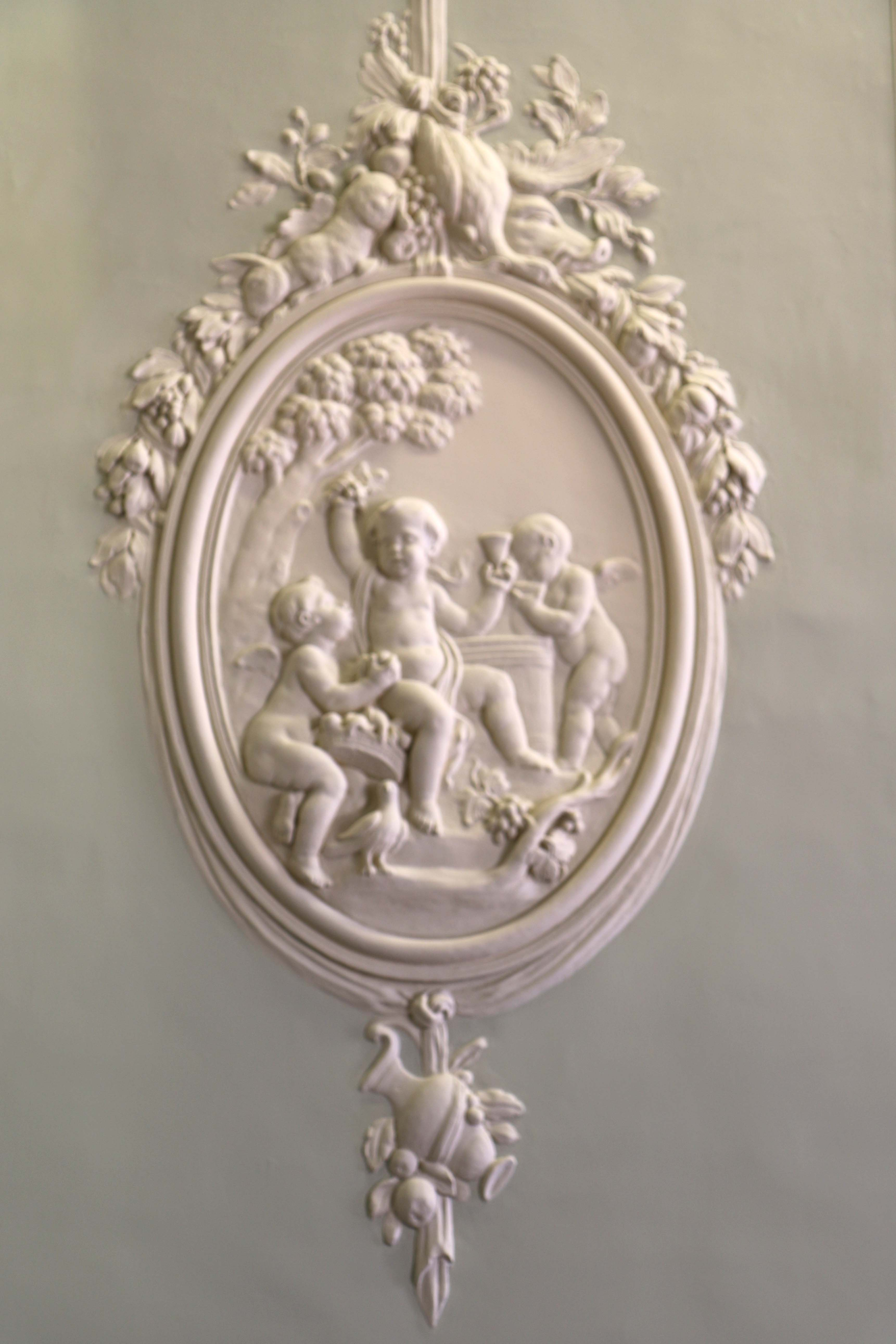
Le Goût.
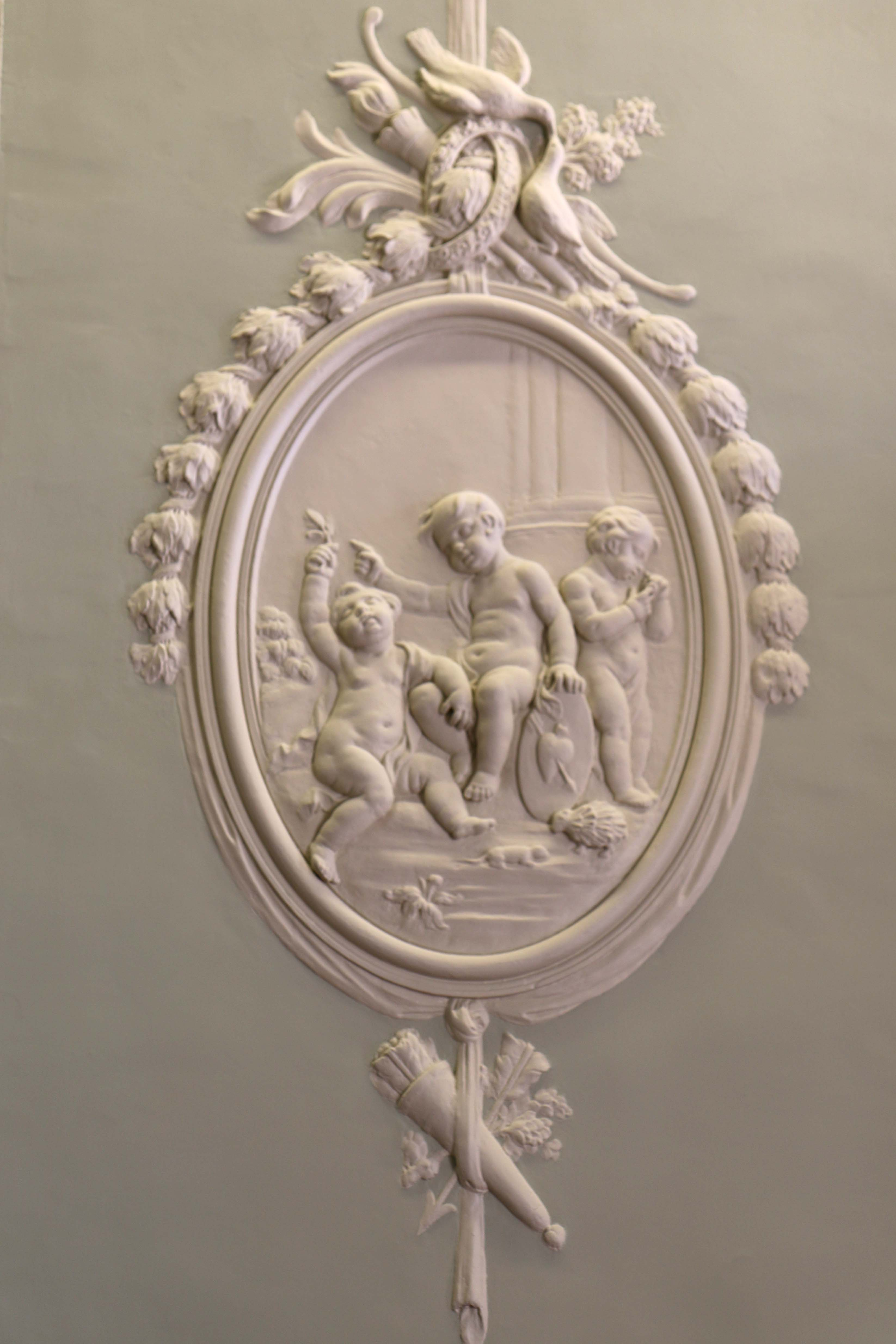
Le Toucher
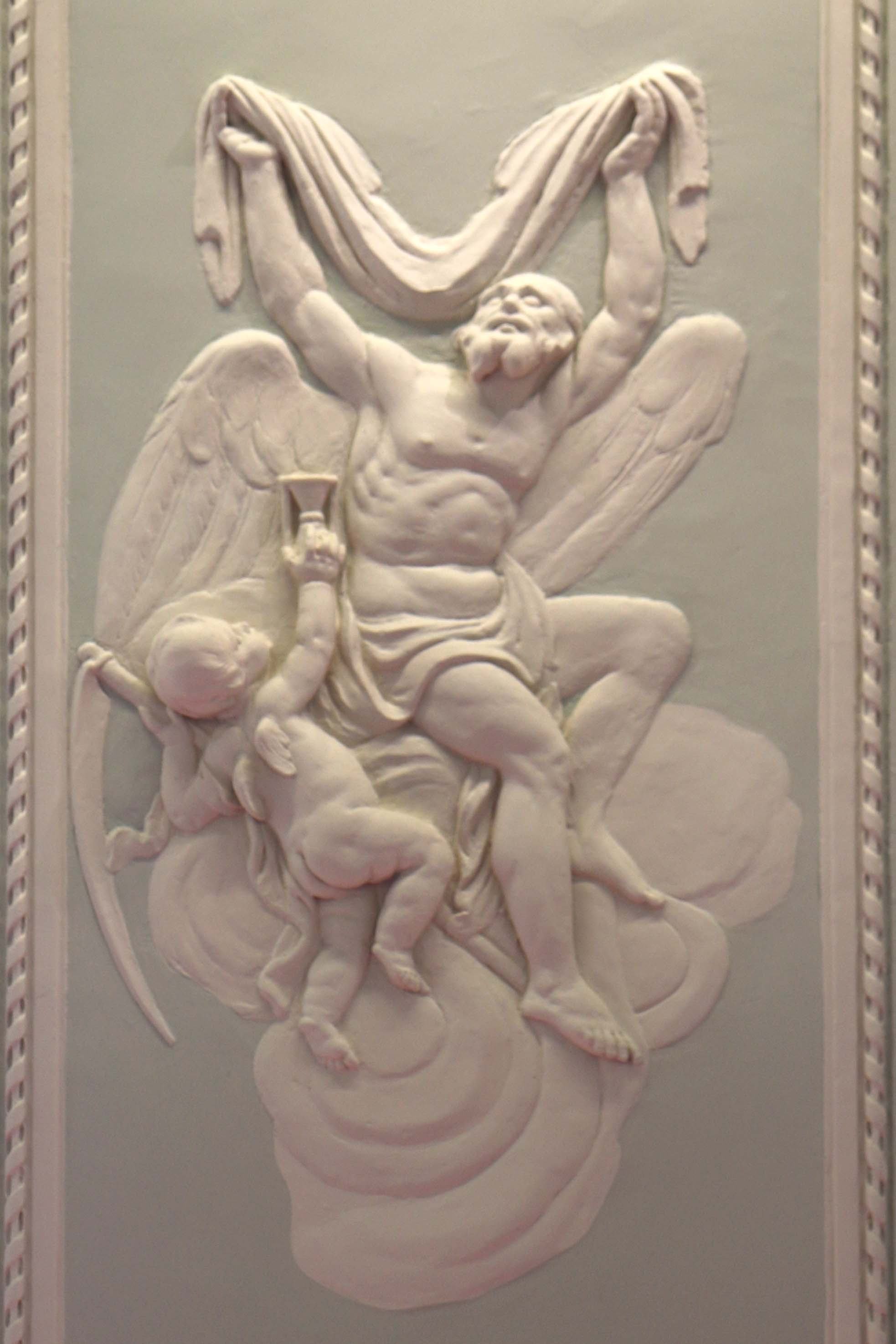
Le Temps.

Dans cette pièce sont exposés des porcelaines de la collection Pierre et Lison Jourdan-Barry. Très prisée par l'aristocratie marseillaise, cette porcelaine est souvent décorée de paysages avec divers personnages. Cette porcelaine de Marseille est fabriquée essentiellement par les ateliers de Gaspard Robert et Antoine Bonefoy. on peut y voir les pièces suivantes : aiguière et bassin de toilette, cafetière, chocolatière, écuelle à bouillon, tasses et soucoupes, drageoir, sucriers, etc.
Sont également exposées des faïences de la veuve Perrin et Honoré Savy : aiguière et bassin de toilette, une paire de plats creux en forme de coquille, plats circulaires, sucrier et pot à lait, tasses et soucoupes, encriers, etc.

Faïences de Marseille
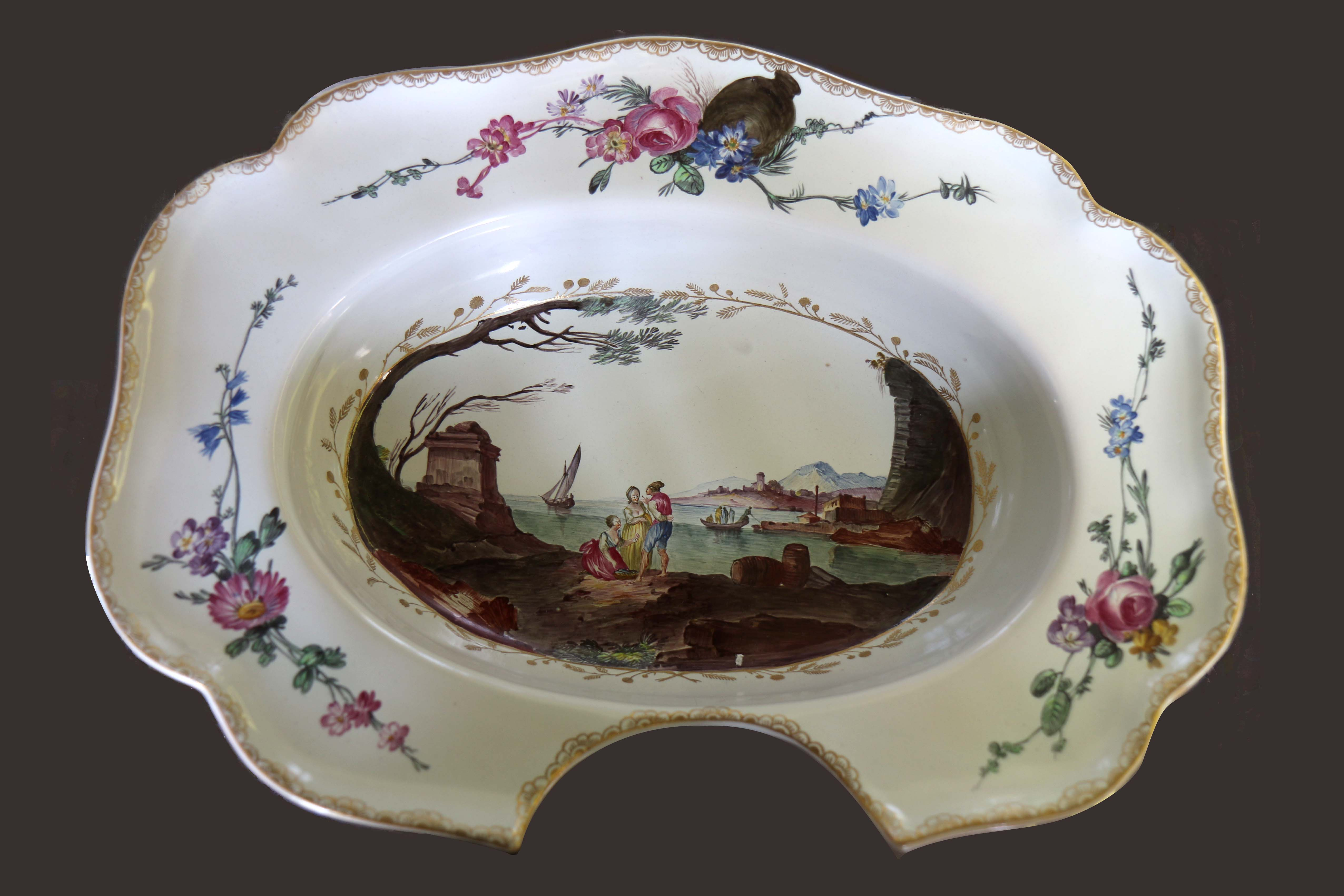
Gaspard Robert, bassin de toilette.
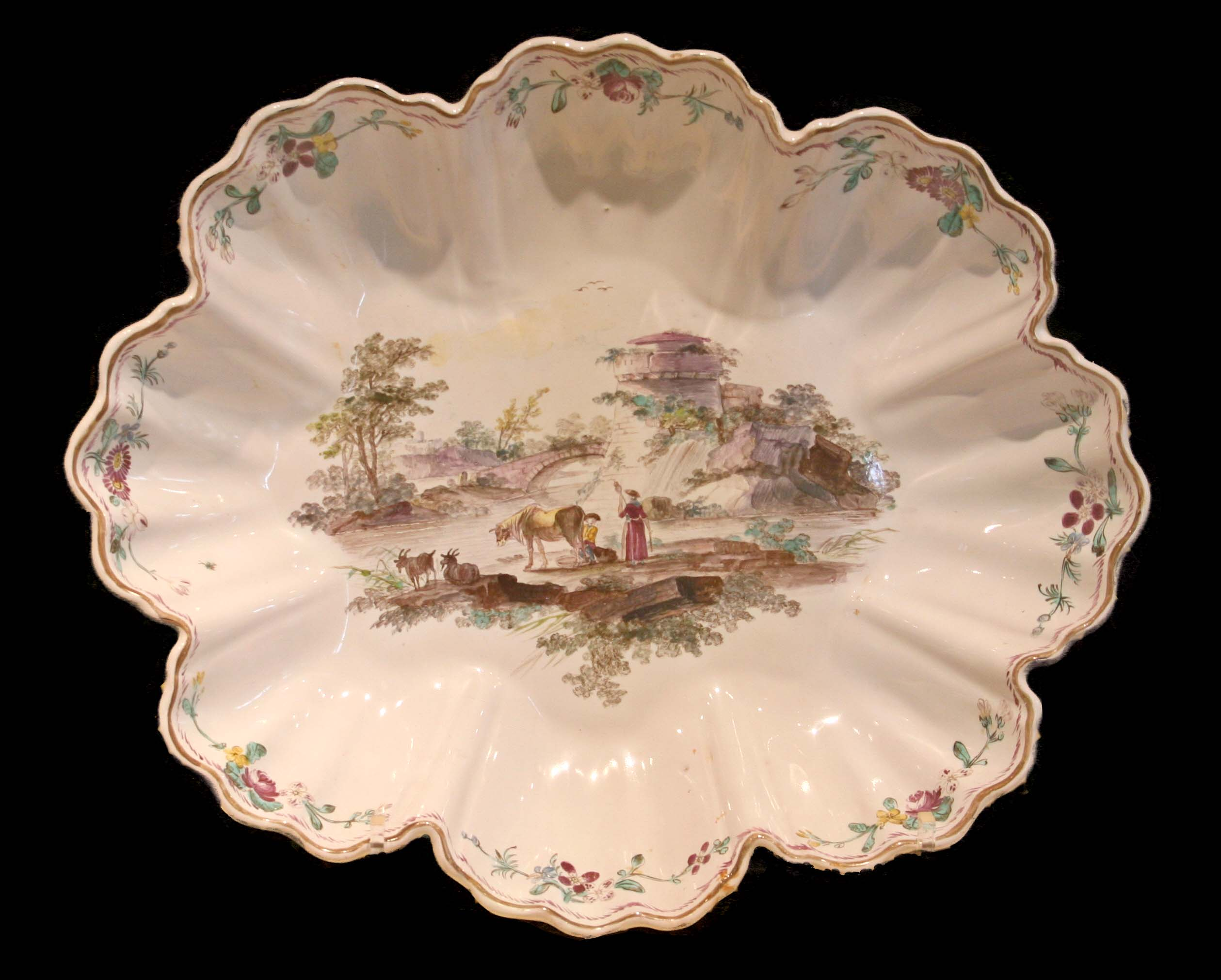
Veuve Perrin ou Honoré Savy, plat creux en forme de coquille.
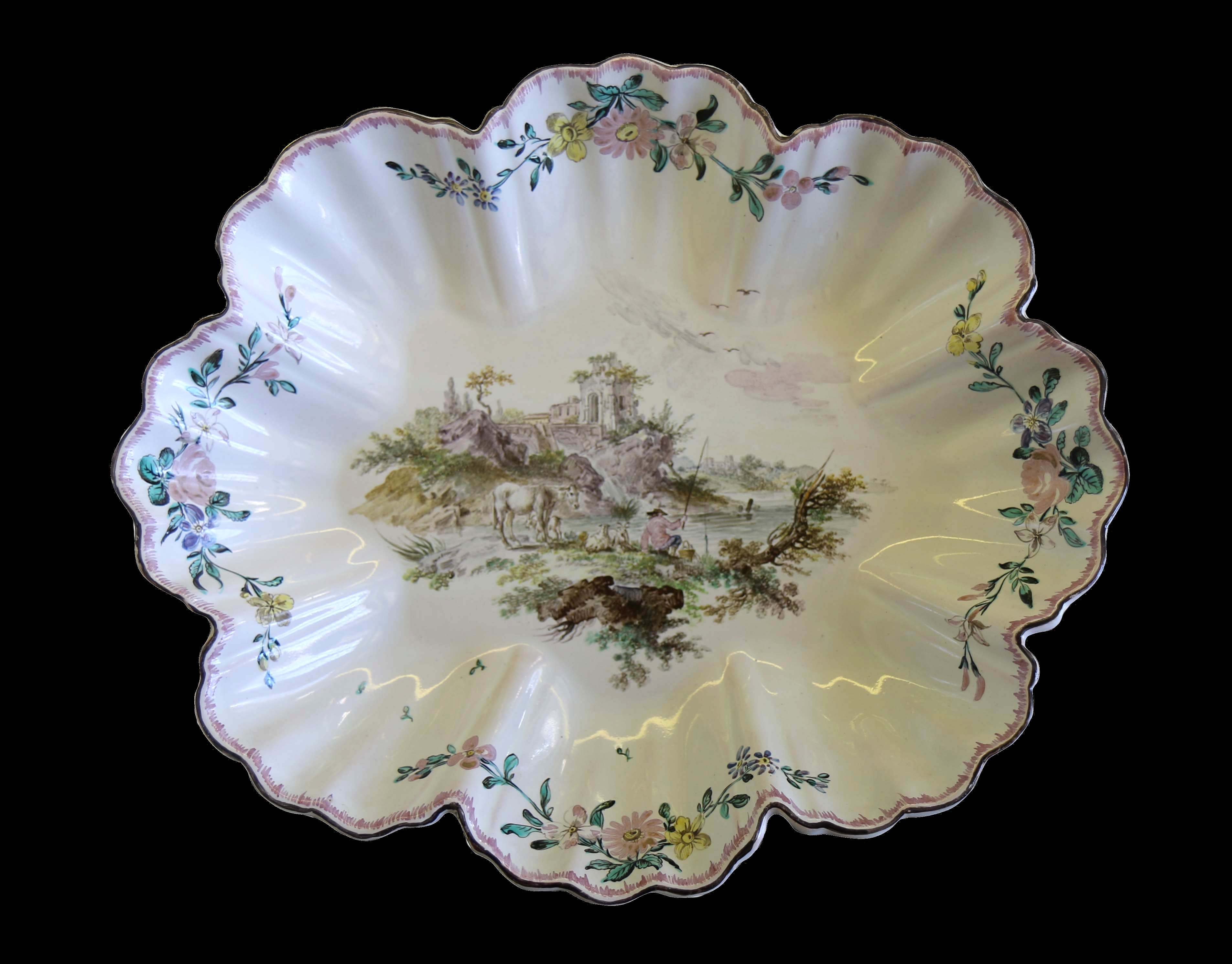
Veuve Perrin ou Honoré Savy, plat creux en forme de coquille
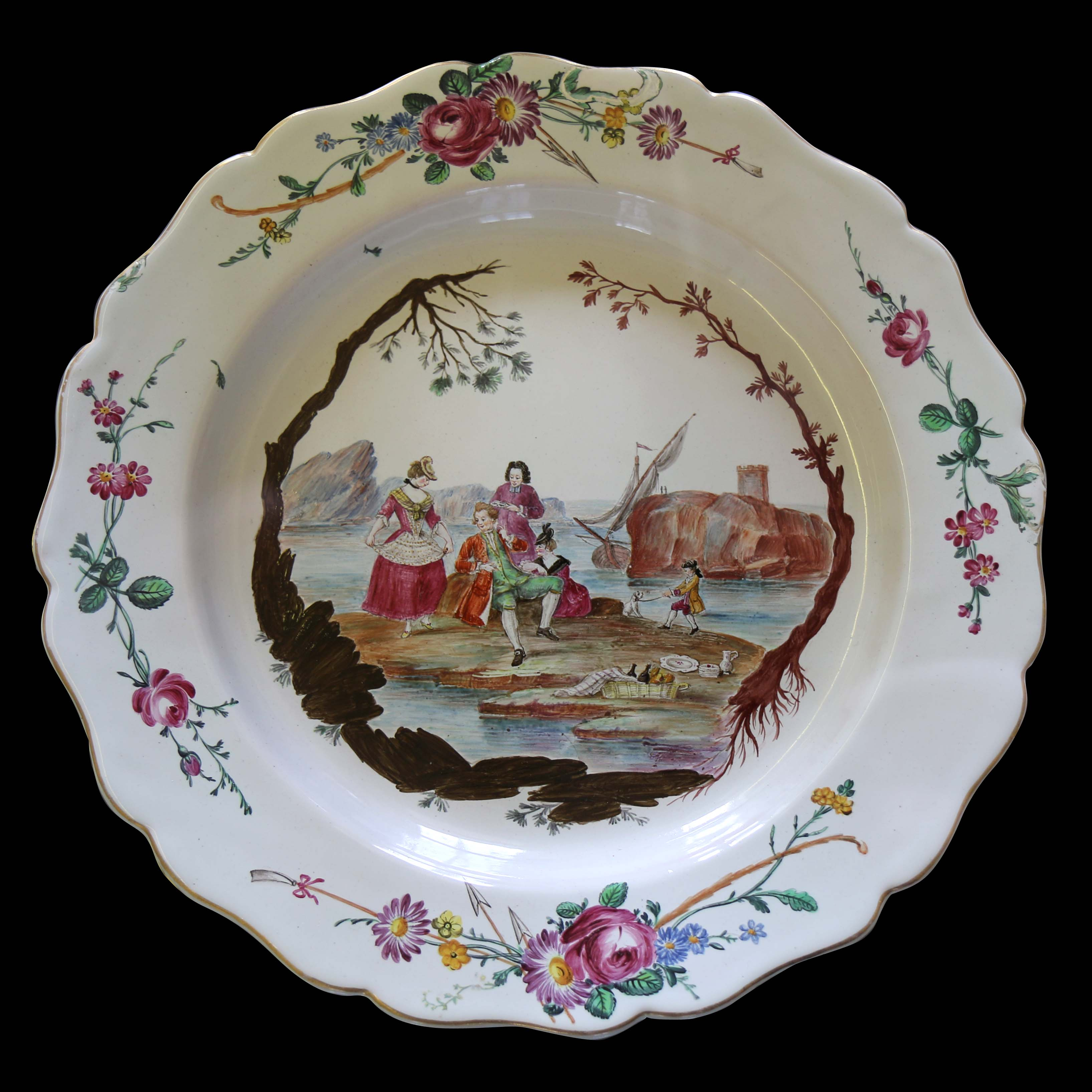
Gaspard Robert, plat circulaire.

## Salles du1erétage
Légende :
- 10 : Hall
- 11 : Grand salon
- 12 : Chambre d'apparat
- 13:  Boudoir
- 14 : Chapelle
- 15 : Petit salon
- 16 : Chambre de Madame
- 17 : Galerie
- 18 : Chambre
- 19 : Chambre à alcôve
- 20 : Bibliothèque
- 21 : Cabinet de la bibliothèque

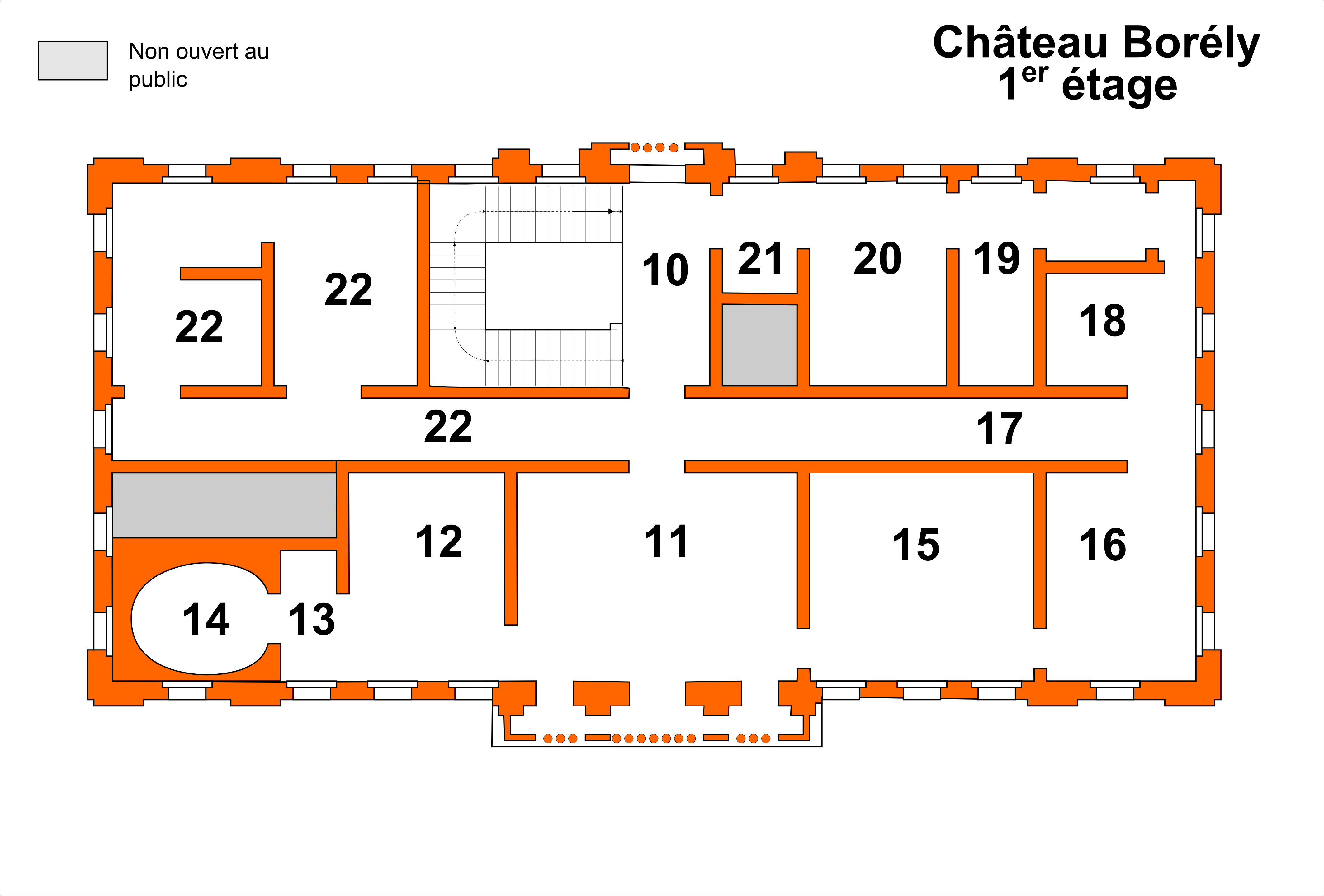
Plan du 1er étage.

- 22 : Salles pour exposition de costumes

### Hall
L'escalier d'honneur qui monte du rez-de-chaussée débouche sur ce hall (repère 10). Les murs de la cage d'escalier s'ornent, à mi-hauteur, d'une décoration architecturale à l'italienne avec six niches ornées de statues féminines de l'Antiquité en trompe-l'œil.

Grisailles de l'escalier
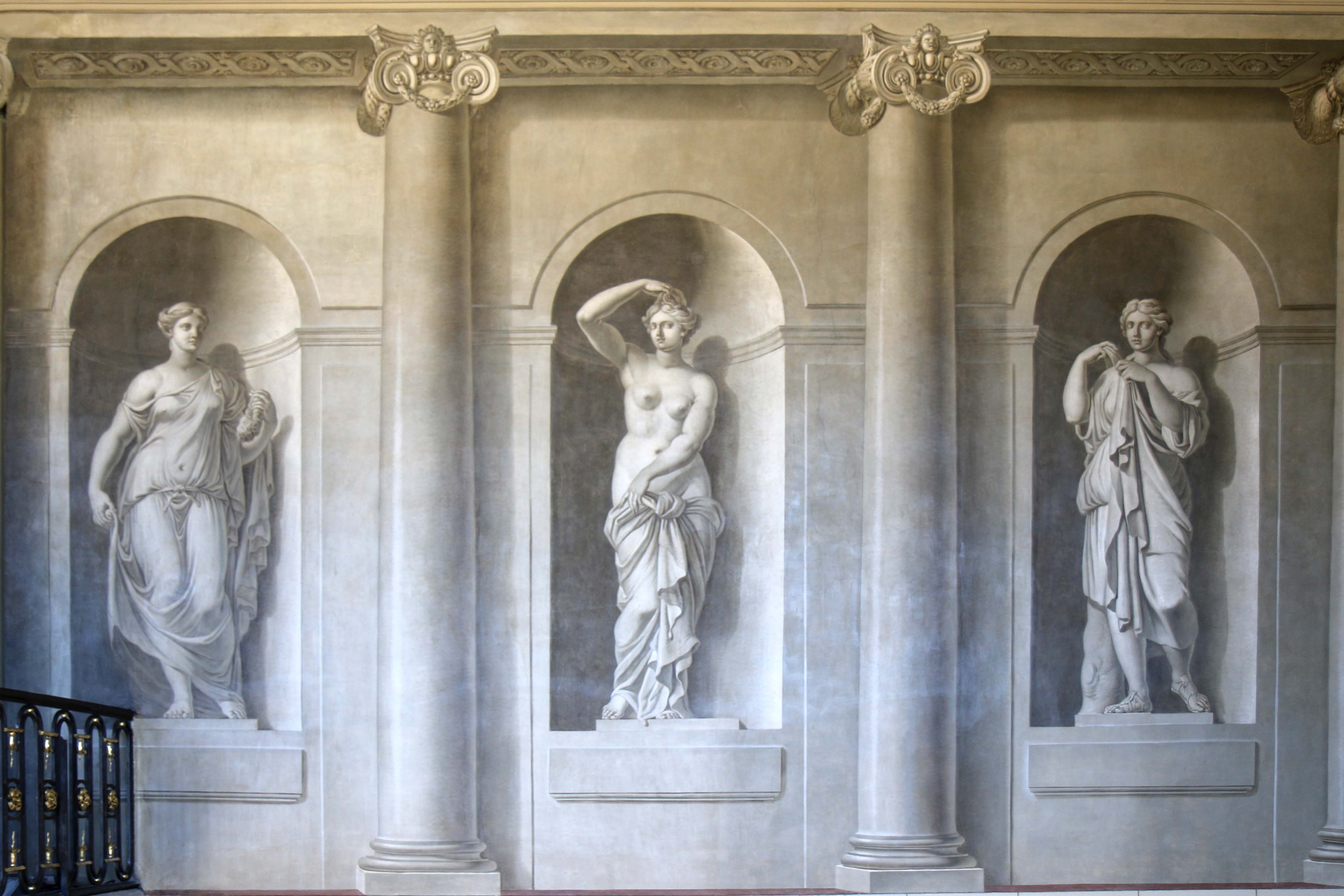
Flore, Aphrodite et une déesse à identifier.
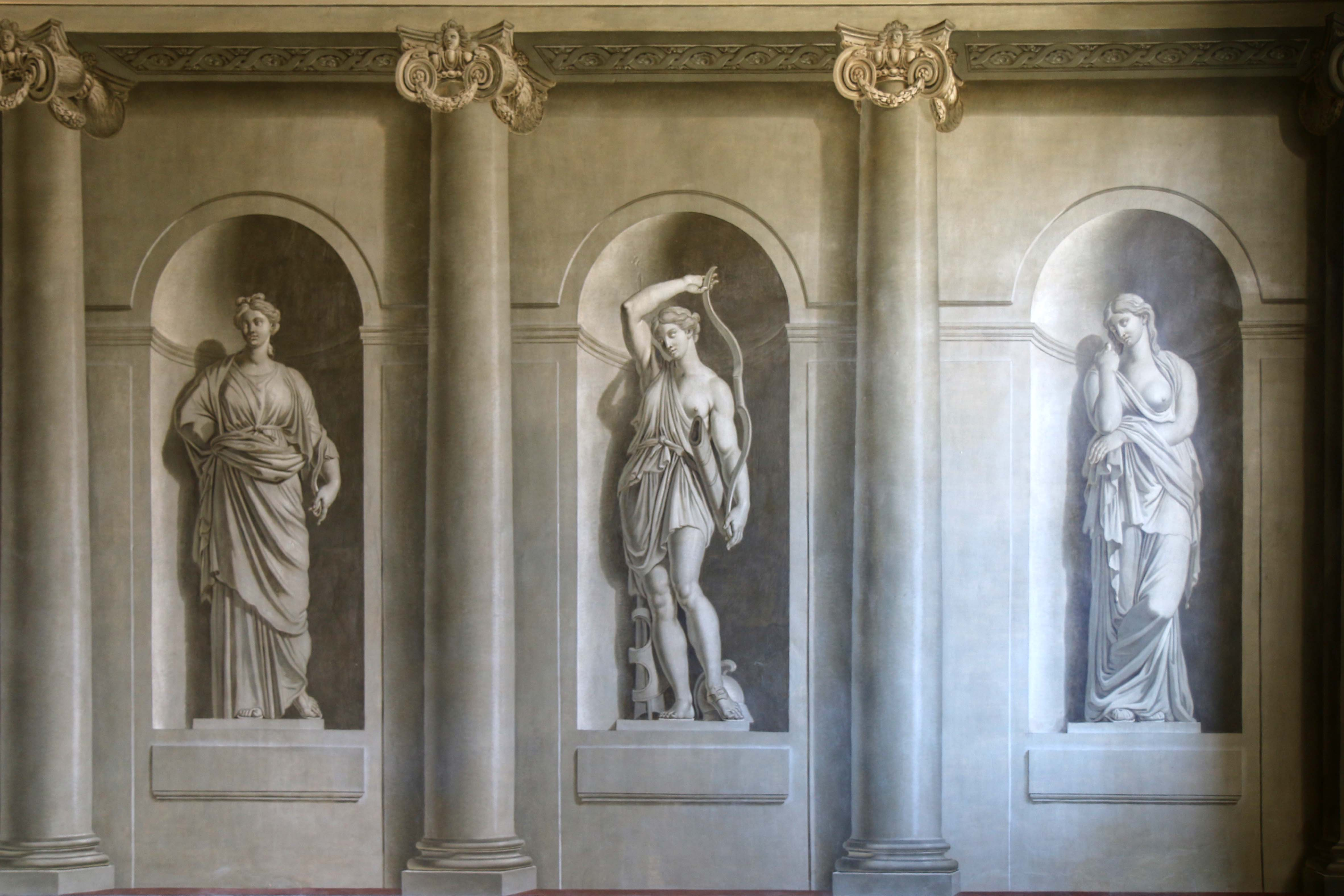
Hygie, Diane et Mnémosyne.

Sur le mur nord on peut reconnaître de gauche à droite :
- Flore représentée avec des vêtements légers et transparents, et tenant dans sa main gauche une couronne de fleurs ;
- Aphrodite à demi nue, les vêtements noués autour des hanches ;
- Une déesse rajustant son vêtement, personnage à identifier.

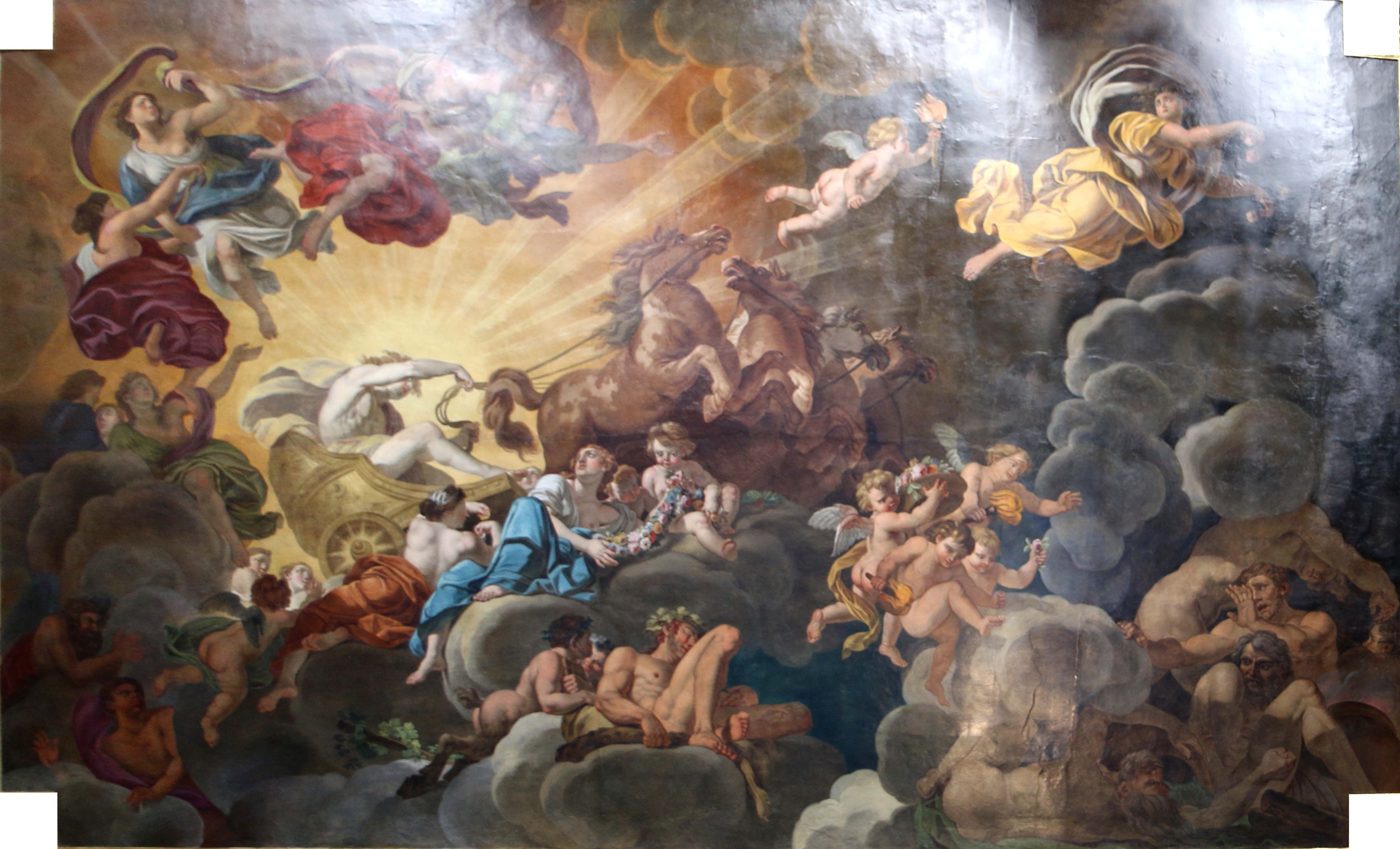
Louis Chaix, L'Aurore, plafond.

Sur le mur est sont figurées de gauche à droite :
- Hygie, fille d'Asclépios dieu de la médecine, représentée tenant dans sa main gauche un serpent ; elle est la personnification de la santé ;
- Diane chasseresse munie d'un arc, d'un carquois et vêtue d'une courte tunique ;
- Mnémosyne mère des neuf muses et personnification de la mémoire, représentée sous la forme d'une femme pensive s'appuyant la tête sur son avant bras droit.

Sur le mur faisant face à la montée d'escalier sont exposées soixante quatre assiettes de l'artiste contemporain Magdaléna Gerber : leur décoration évoque la restauration du château Borély, la vie du parc et l'installation des collections.
Le plafond peint par Louis Chaix représente une scène d'Apollon, inspirée de L'Aurore de Guido Reni pour le palais Rospigliosi à Rome. Apollon, dieu de la lumière, est représenté sur son char dissipant les ténèbres sur son passage. Il est guidé par le point du jour et Aurore semant des roses. Au bas du char des figures féminines incarnent la prospérité et le renouveau apportés par la bienfaisance d'Apollon. Ce plafond a fait l'objet d'une remarquable restauration en 2012-2013.

### Grand salon
Ce grand salon (repère 11), ancienne salle de billard, situé exactement au-dessus de celui du rez-de-chaussée et de même dimension, sert d'exposition temporaire pour des œuvres d'artistes contemporains.

### Chambre d'apparat

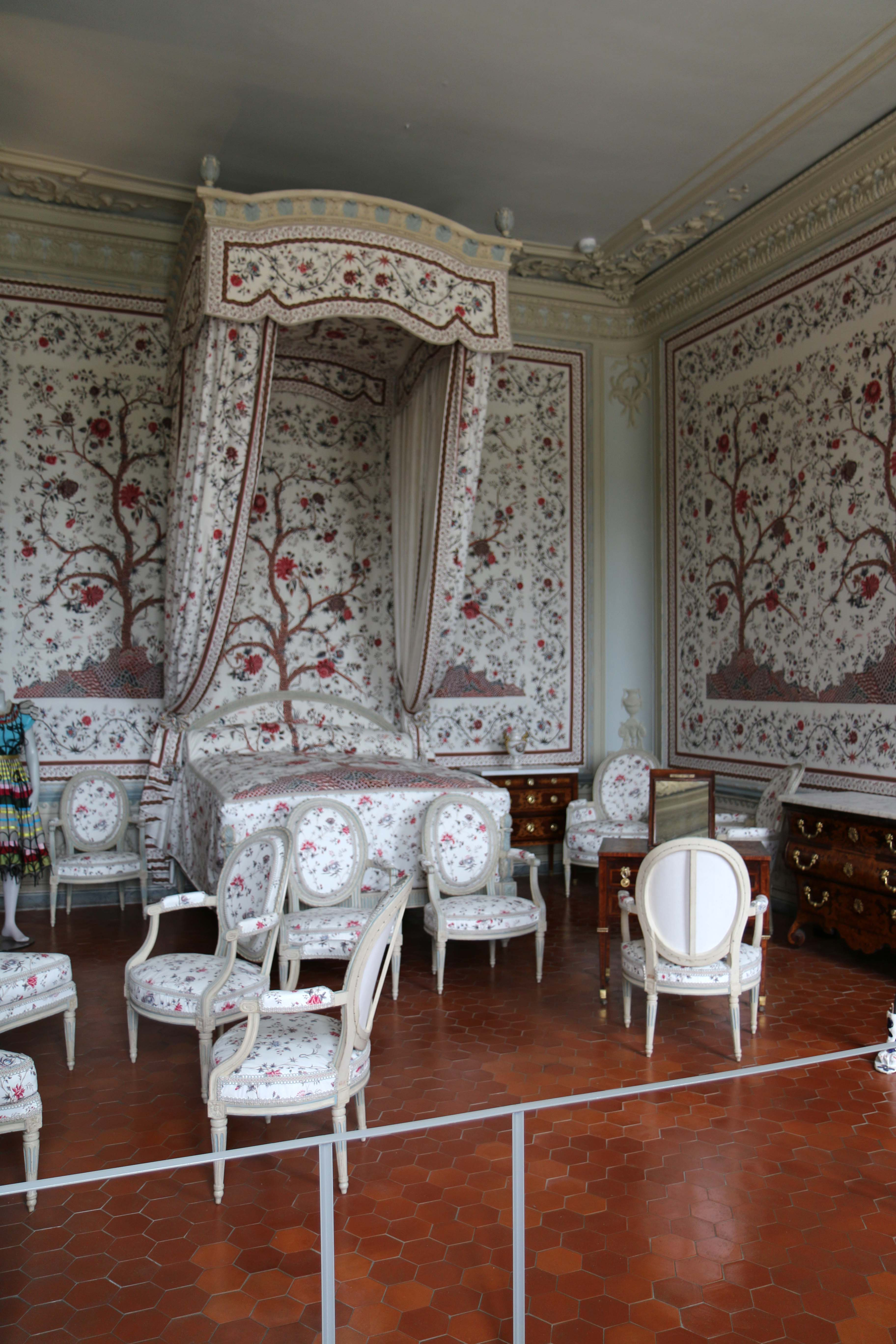
Chambre d'apparat.

Située sur la façade nord, cette chambre (repère 12) est proche de la chapelle. Elle a conservé une grande partie de son décor avec ses gypseries et ses dessus-de-portes en grisaille. Elle était réservée aux hôtes de marque ou à la dame du logis au cours de la belle saison. Les murs sont revêtus de panneaux d'Indiennes ou palempore. Chaque panneau est constitué d'un motif central représentant un arbre de vie avec des branches tordues et fleuries émergeant d'un petit monticule. Le panneau est encadré de deux bordures, une grande et une petite, également fleuries.
Le fond de la pièce, face à la fenêtre, est occupé par un lit à la duchesse en bois sculpté et peint. Cette chambre rassemble le mobilier le plus précieux du château ; il se compose d'une commode tombeau à décor de grotesques, d'une deuxième commode, d'une coiffeuse et de sièges divers : un petit canapé droit, deux fauteuils à dossier bas dits « coin de feu », des bergères et des cabriolets. Ces sièges sont recouverts d'Indiennes spécialement réimprimées pour le musée.
À gauche sur la cheminée sont posés trois têtes en porcelaine de Sèvres décorés en or, argent et rose de l'artiste contemporain Françoise Vergier (2005) ; ils représentent le triomphe de Flore.

### Boudoir et chapelle
Invisible depuis l'extérieur car n'étant éclairée par aucune fenêtre, cette chapelle (repère 14) est située dans l'angle nord-est de la bastide. Le plafond de cette chapelle est constitué d'une coupole ovoïde sur charpente de bois avec pour ornementation de simples caissons peints au lieu de la fresque prévue par Louis Chaix qui avait réalisé une esquisse représentant Le Triomphe de la Sainte Croix. De style baroque, cette chapelle est dédiée à Saint Louis, saint patron de Louis Borély et de son fils Louis-Joseph Borély, les constructeurs du château. Des épisodes de la vie de ce roi de France sont représentés sur quatre bas-reliefs en marbre sculptés par Jean Joseph Foucou, à savoir : Les Croisades de Saint louis, Saint Louis se rendant à Saint-Denis, Saint Louis allant recevoir la couronne d'épines et Les derniers moments de Saint Louis. Pour chacun de ces bas-reliefs, Foucou a réalisé des dessins à l'encre de Chine conservés au musée des beaux-arts de Marseille , ,.
La chapelle est ornée d'un sol en marqueterie de marbre réalisé selon l'ancienne technique de l'opus sectile. Dans ses souvenirs, Julie Pellizzone décrit ainsi ce revêtement de sol : « Le pavé qui est en marbre de plusieurs couleurs offre au milieu un petit ovale autour duquel les carreaux sont placés en losange et vont en s'agrandissant à mesure qu'ils s'éloignent du centre, ce qui fait un fort bon effet et a dû coûter une grande combinaison ».
Le devant du maître-autel est décoré d'un bas-relief sculpté par Filippo della Valle représentant une Mise au tombeau. Le christ en faïence placé au-dessus de l'autel date du XVIIIe siècle et provient de l'atelier marseillais de Joseph Fauchier. Enfin deux tableaux terminent la décoration :
- un Saint Pierre longtemps attribué à José de Ribera, puis à Francisco de Zurbarán[11], est considéré comme une peinture anonyme[12] ;
- un Saint Jérôme représenté de profil, torse nu avec une tête de mort sur ses genoux, qui a été attribuée à Mattia Preti[13] puis à Giovan Battista Langetti[12].

Chapelle
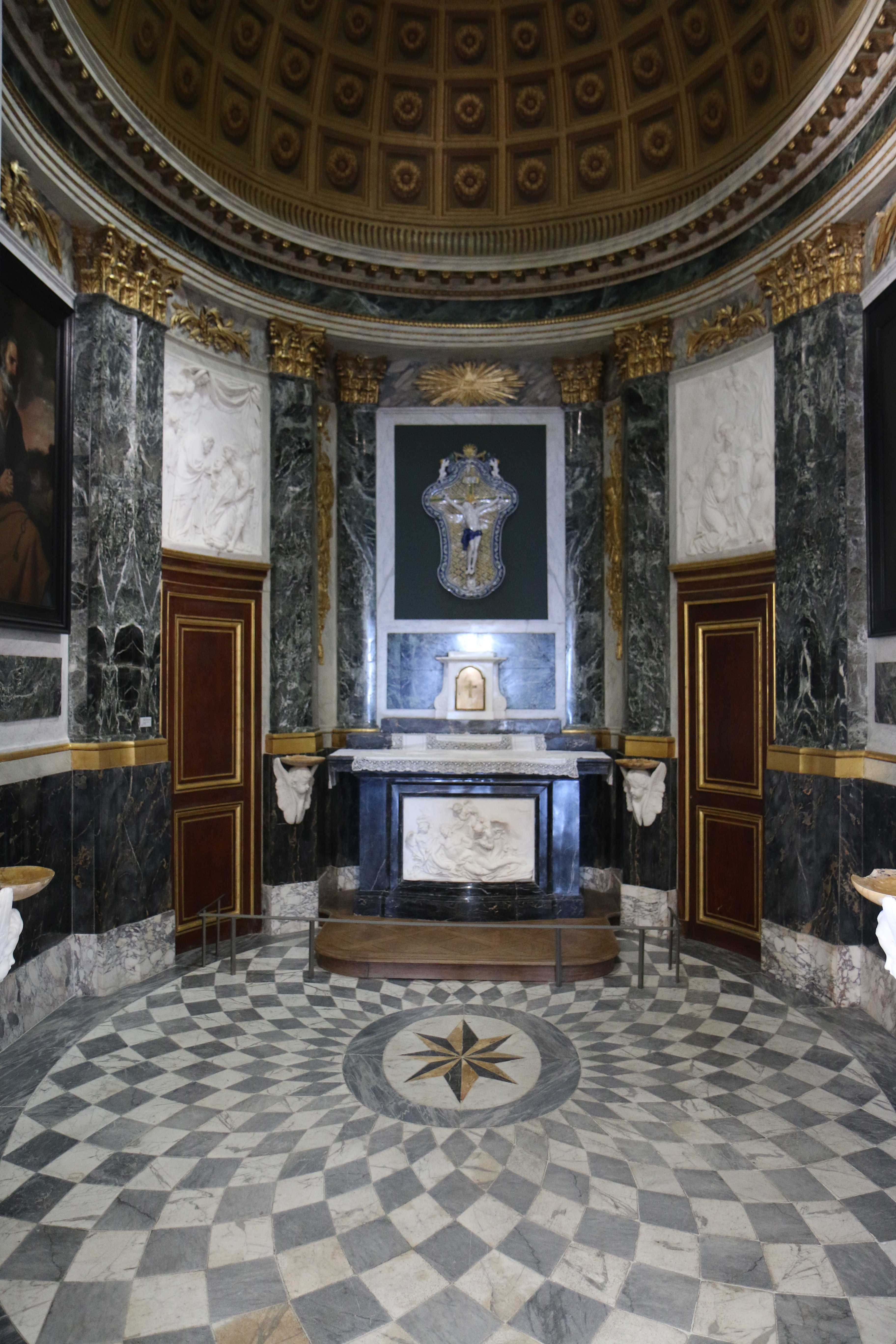
Vue générale de la chapelle.
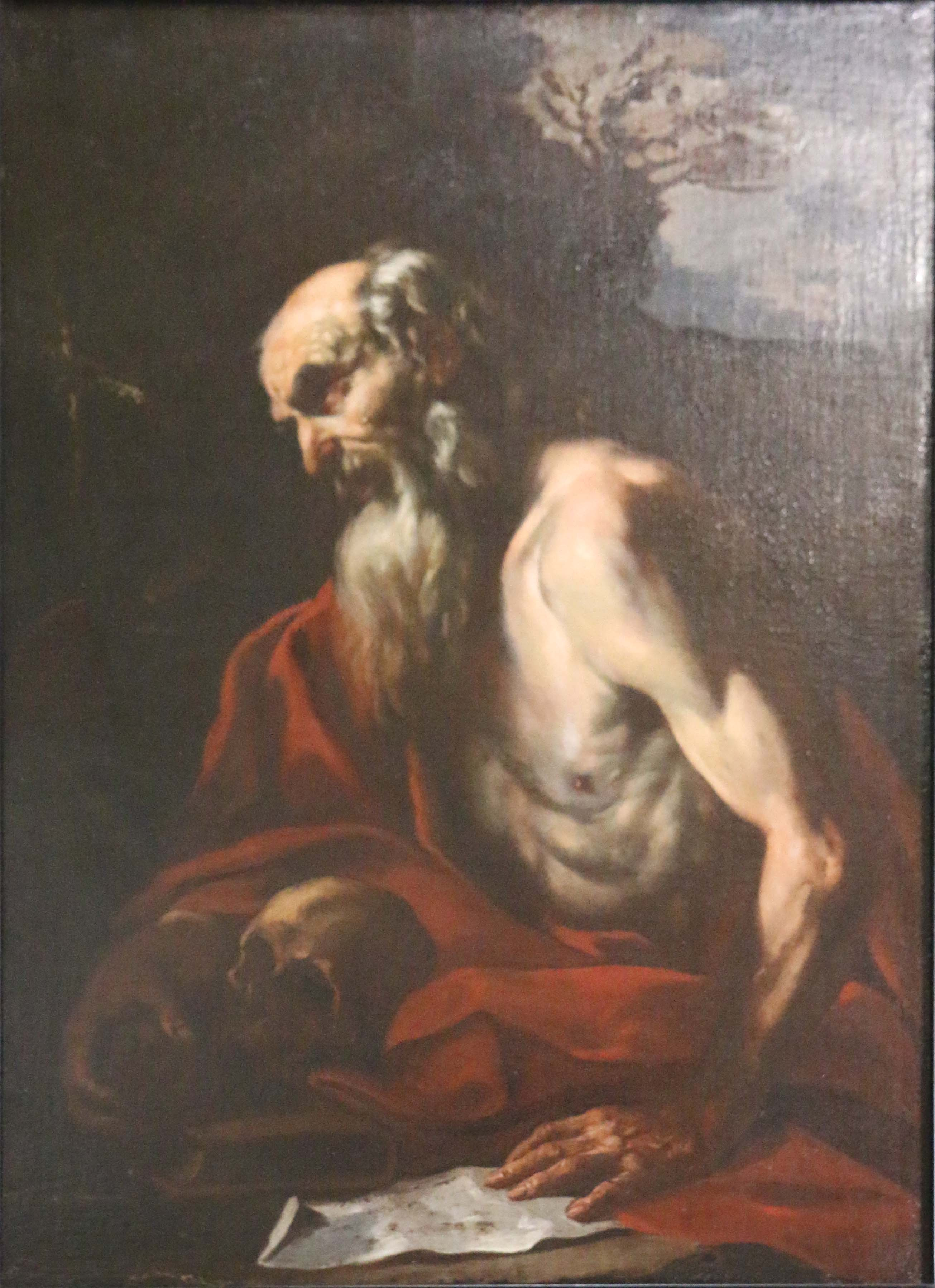
Attribué à Giovan Battista Langetti, Saint Jérôme.
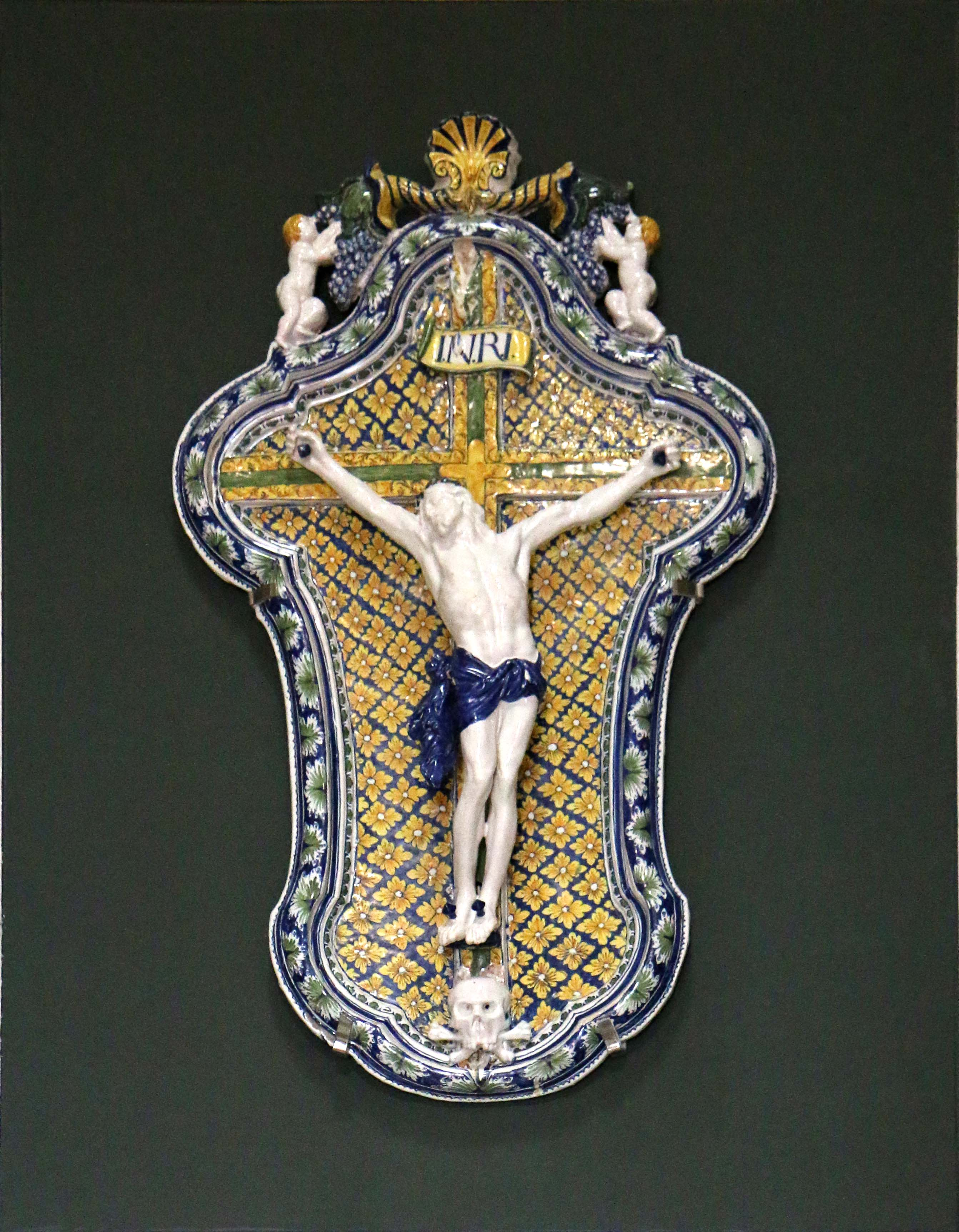
Christ des ateliers Joseph Fauchier.
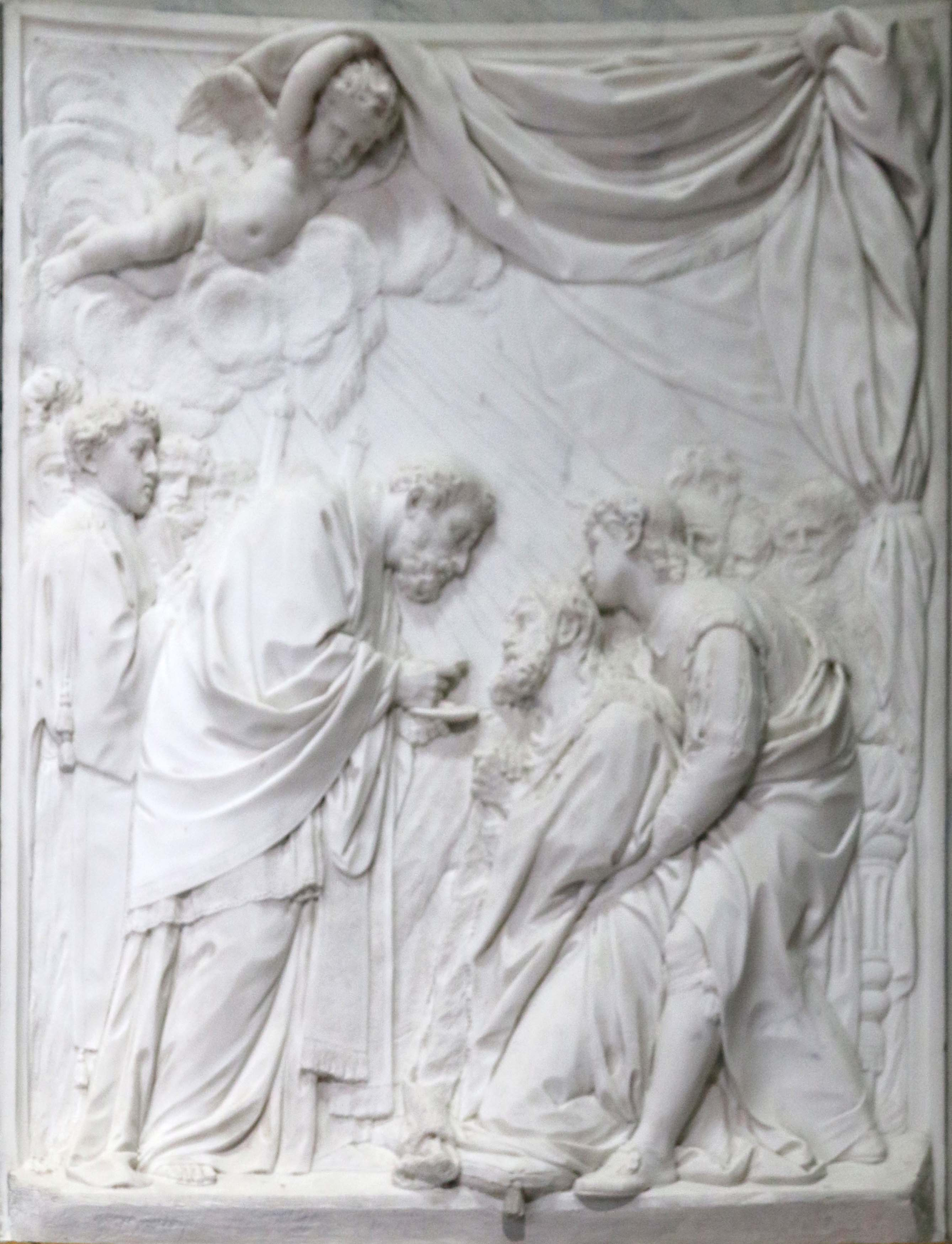
Jean Joseph Foucou, Les Derniers moments de Saint Louis.

### Petit salon
Dans ce petit salon (repère 15) est présentée une collection Art nouveau composée de mobilier, céramiques et verres datant du début du XXe siècle aux années 1930. Cette collection permet de comprendre l'évolution des goûts en matière d'ameublement et de décor.
Des vitraux double face formant une porte provenant d'une demeure privée de Marseille sont attribués à Louis Trézel et à Gambursyno. Du mobilier d'Émile Gallé, pionnier de l'Art nouveau, est présent avec une commode, une chaise aux ombrelles et un tabouret. Un lampadaire « pommes de pin » d'André Delatte et plusieurs vases et plats sont également présentés ; on peut citer un plat aux nénuphars avec chèvrefeuille décoré par Élise Hiard, un plat aux pavots et un avec feuilles de chêne de Jean-Charles Cazin, un vase en grès de Georges Hoentschel, un vase à décor floral d'Auguste Delaherche, plusieurs vases de la cristallerie Daum, etc.

Objets d'art et mobilier Art nouveau
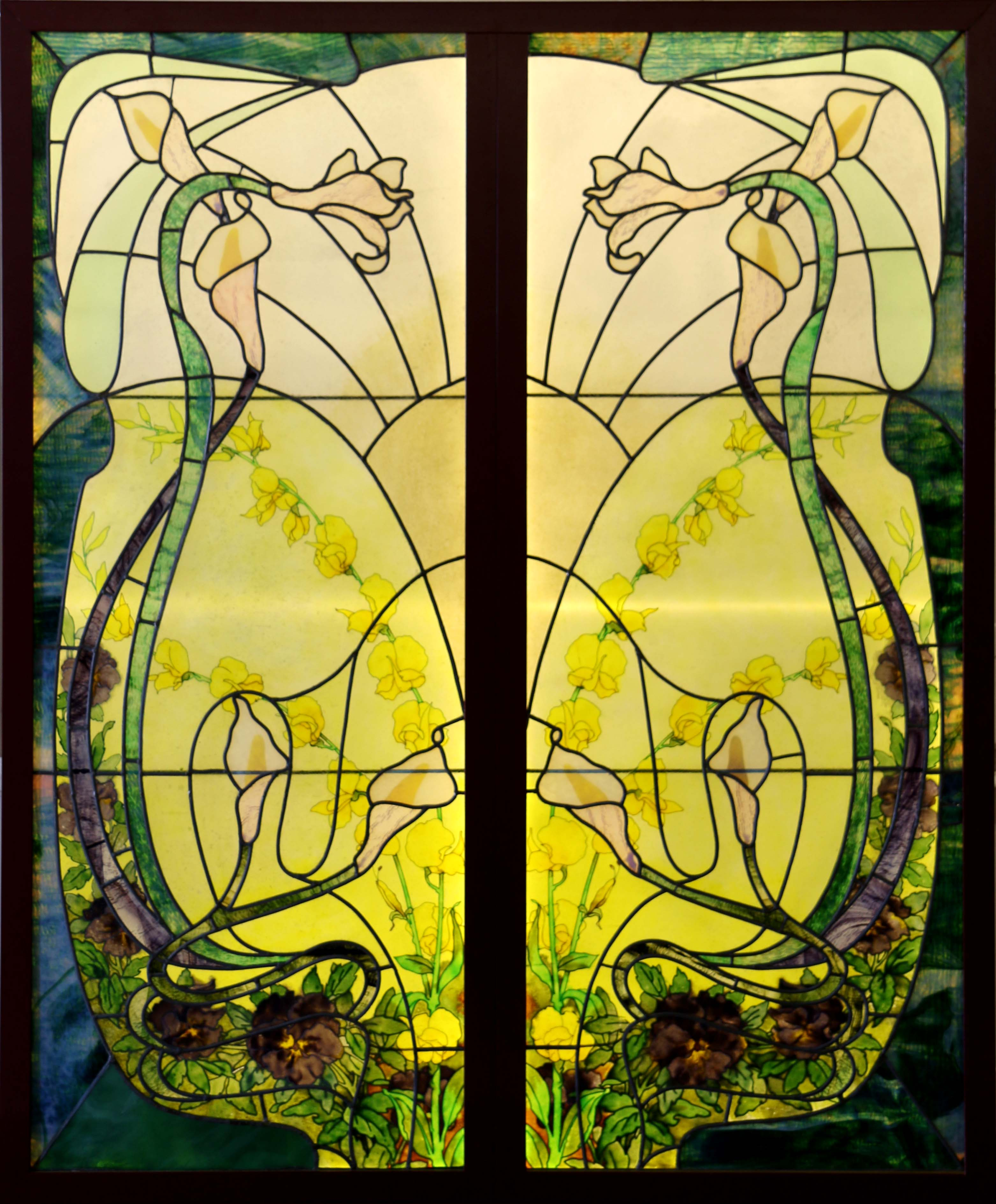
Attribué à Louis Trézel et Gambursyno, vitraux.
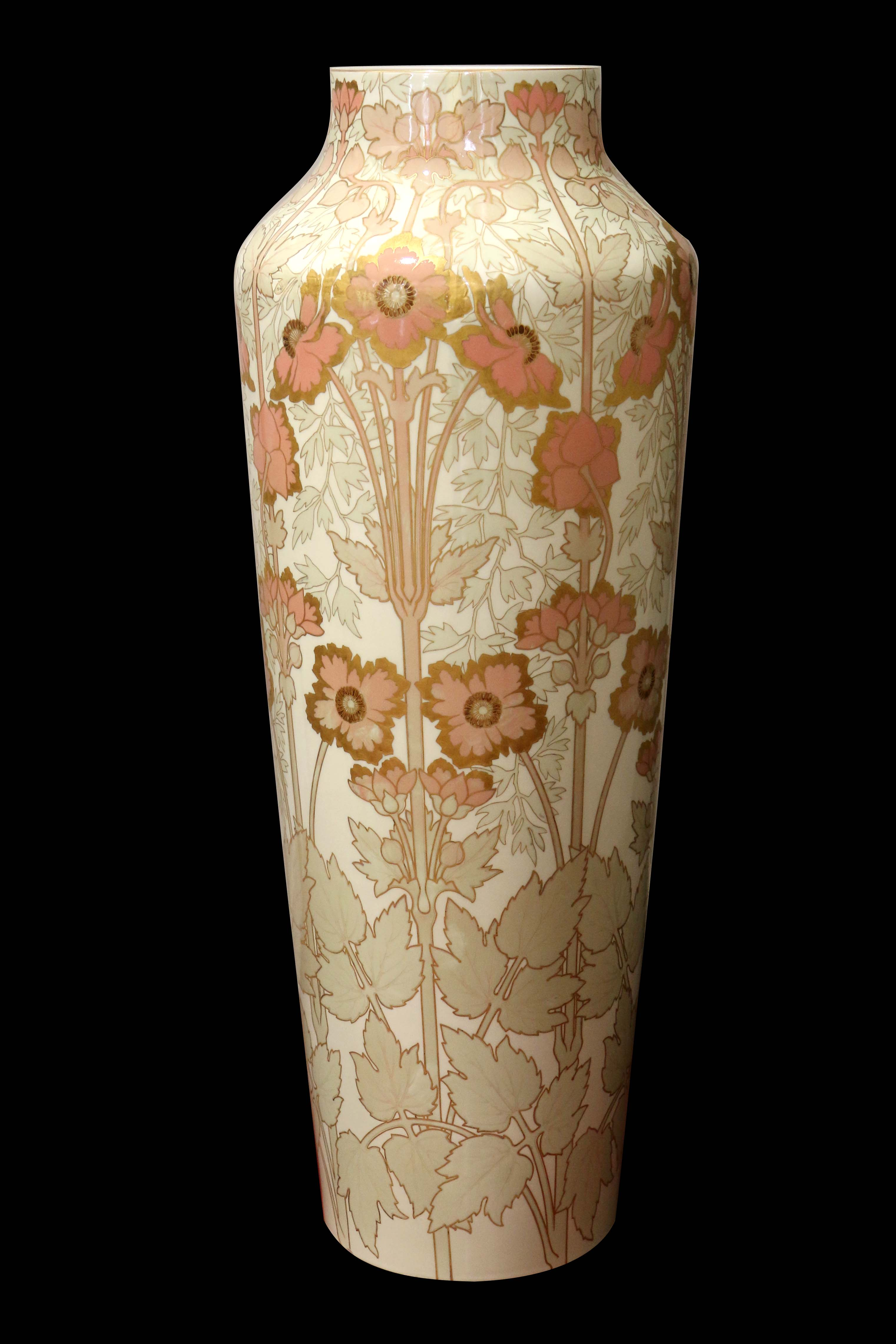
Georges Hoentschel, vase à décor floral.
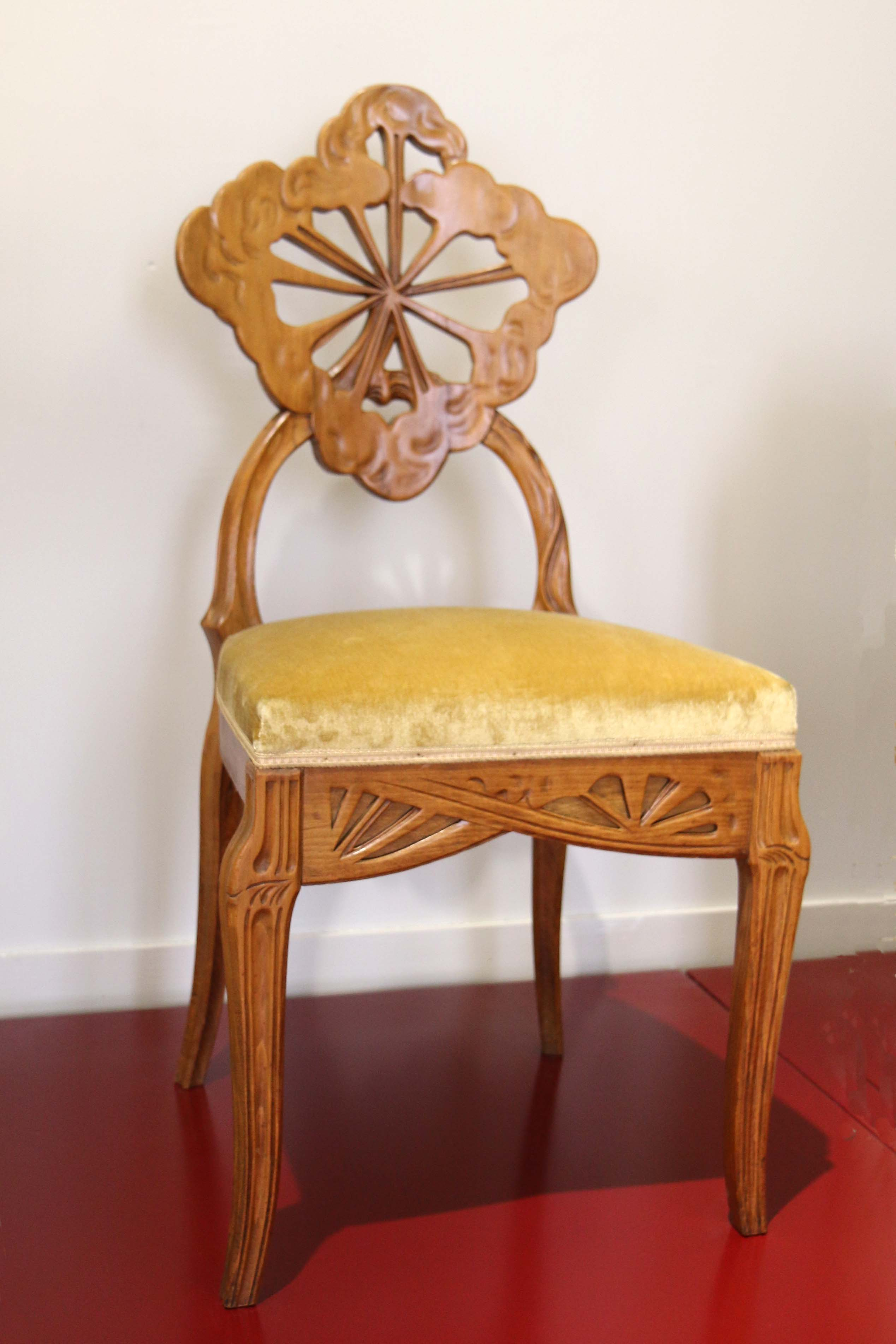
Émile Gallé, chaise aux ombelles.
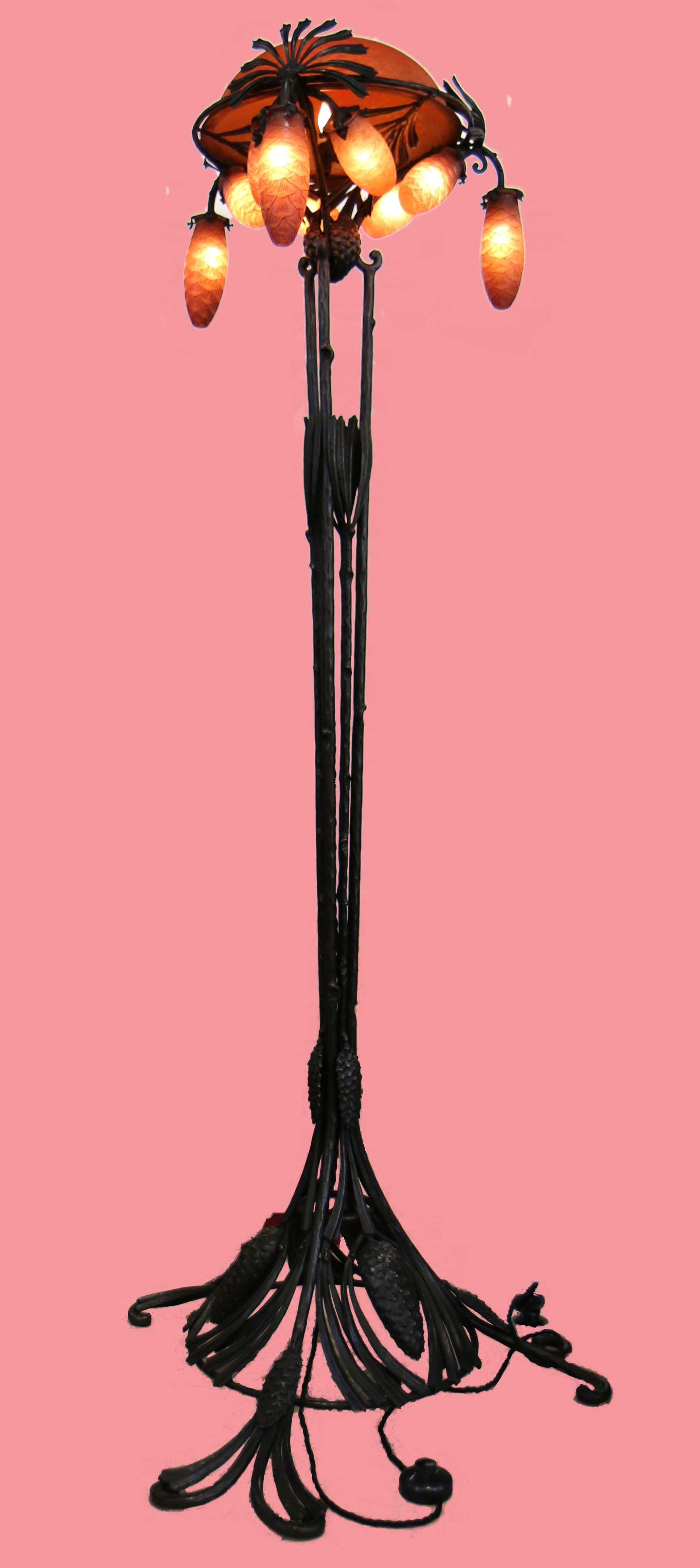
André Delatte, lampadaire pomme de pin.
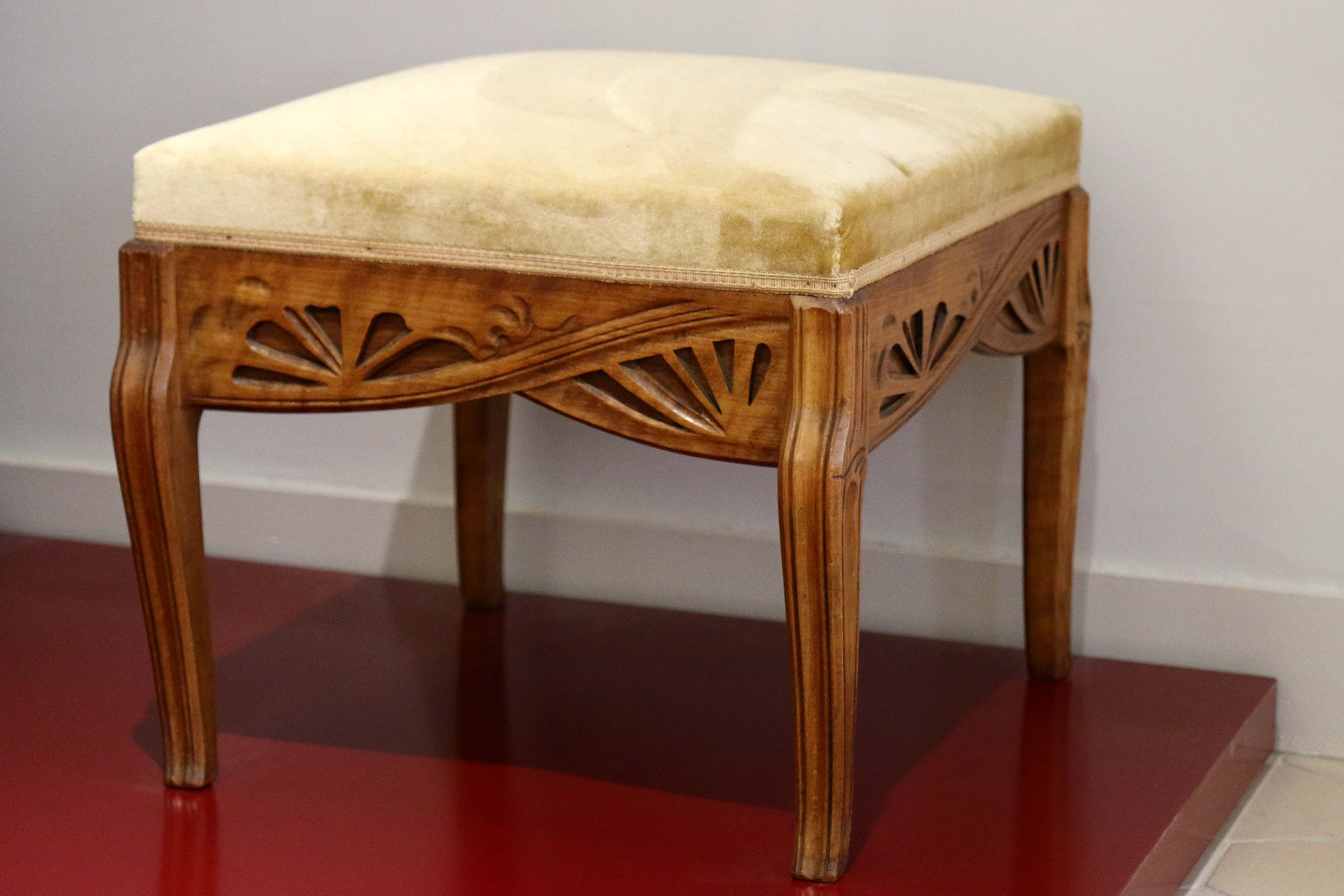
Émile Gallé, tabouret.
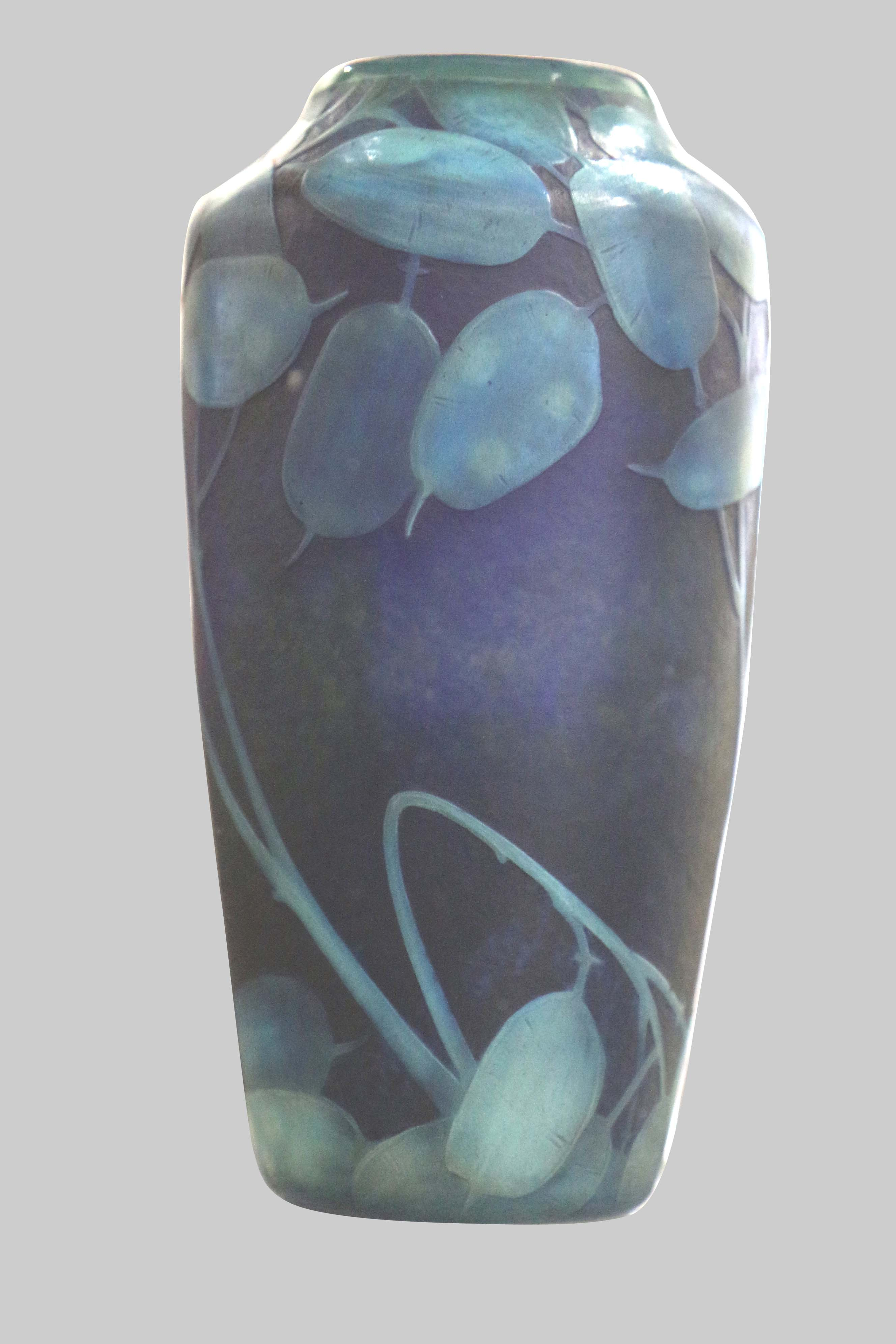
Daum, vase aux monnaies-du-pape.

### Chambre de Madame
La chambre de Madame (repère 16) dite également « chambre au couchant » est située à l'ouest de la bastide avec vue sur la mer et le jardin. Son décor en gypserie, dans chaque angle de la salle, figure les quatre saisons accompagnées de la représentation des quatre vents dominants, Borée (nord), Euros (est), Notos (sud) et Zéphyr (ouest).

Les quatre saisons
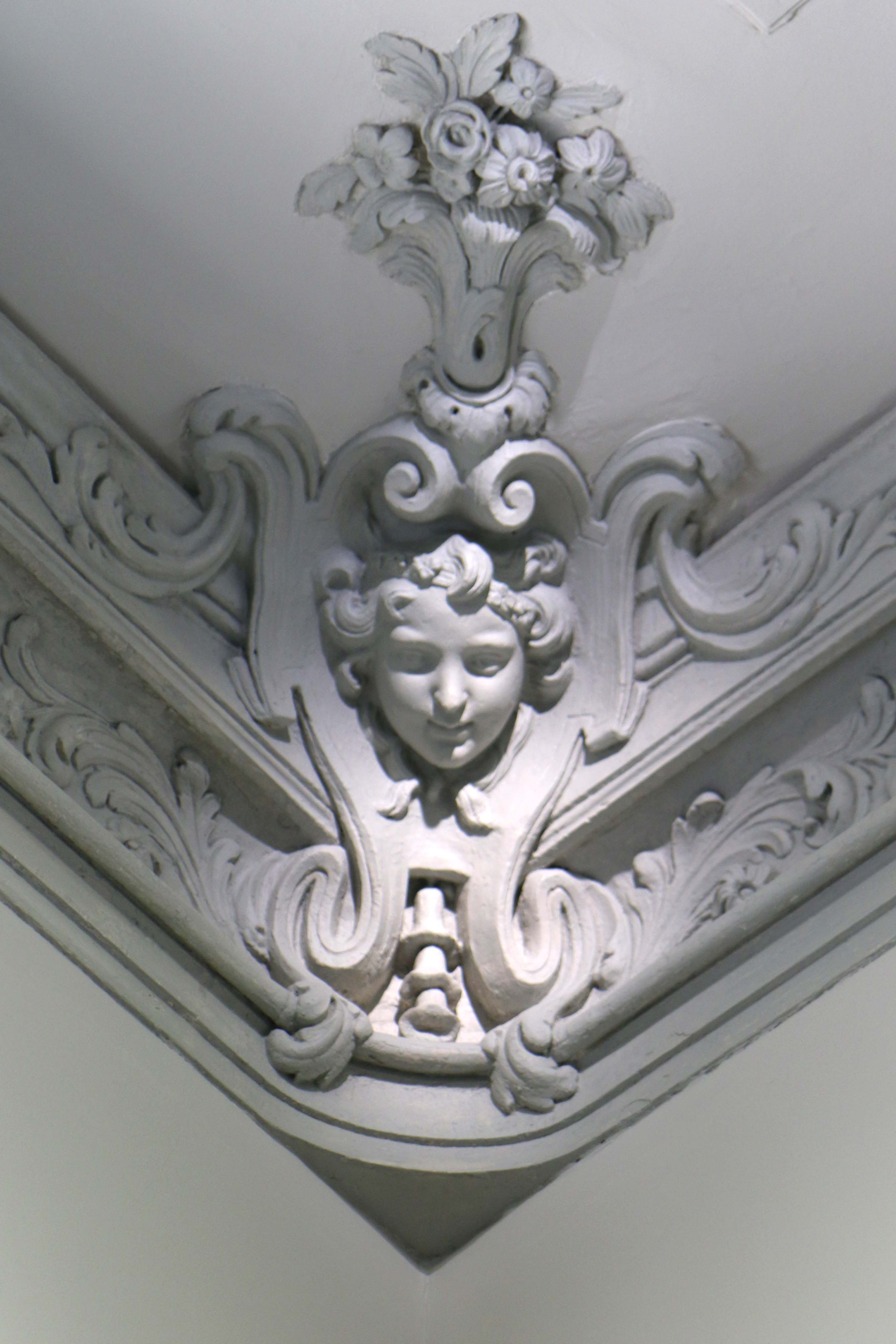
Le Printemps
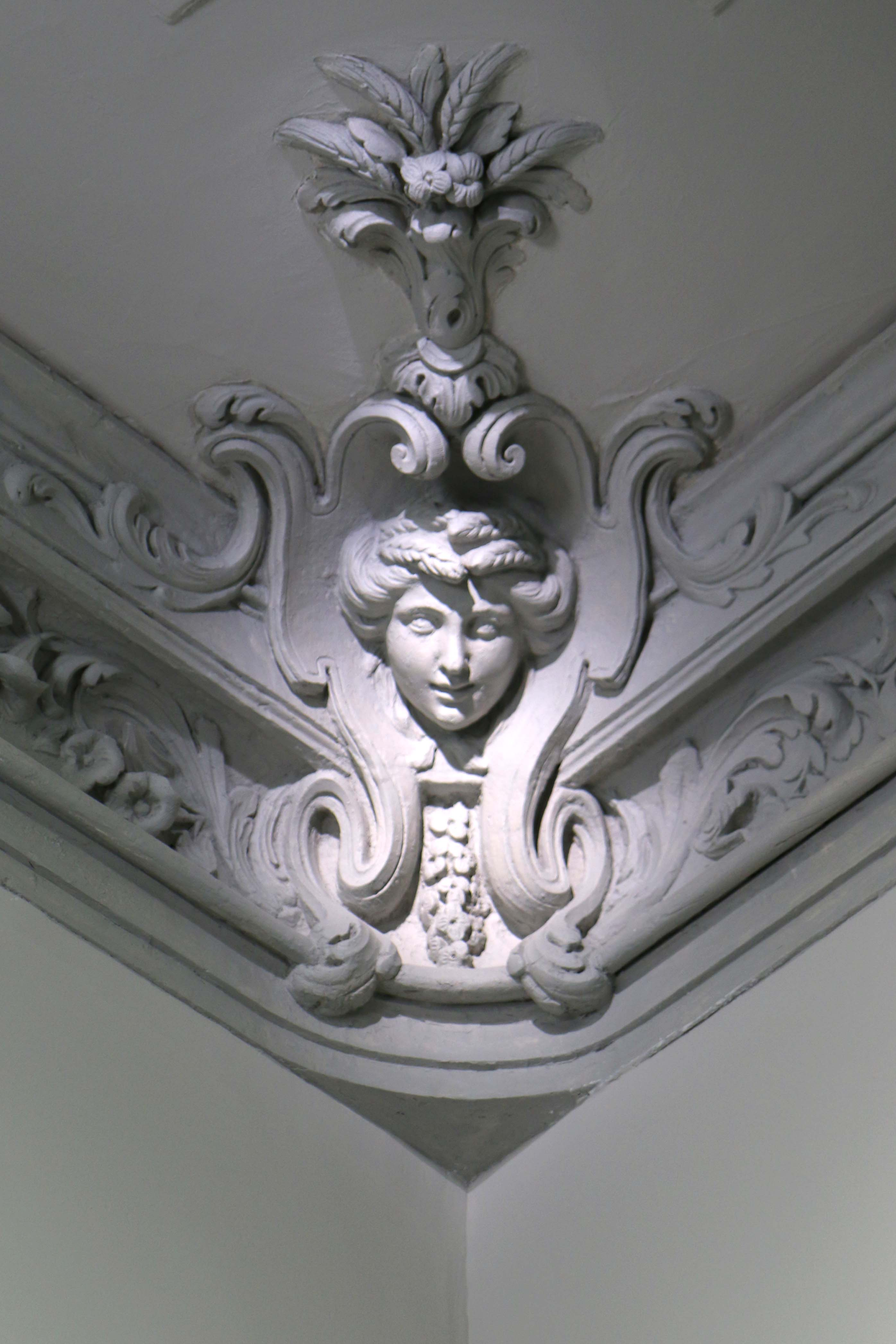
L'Été
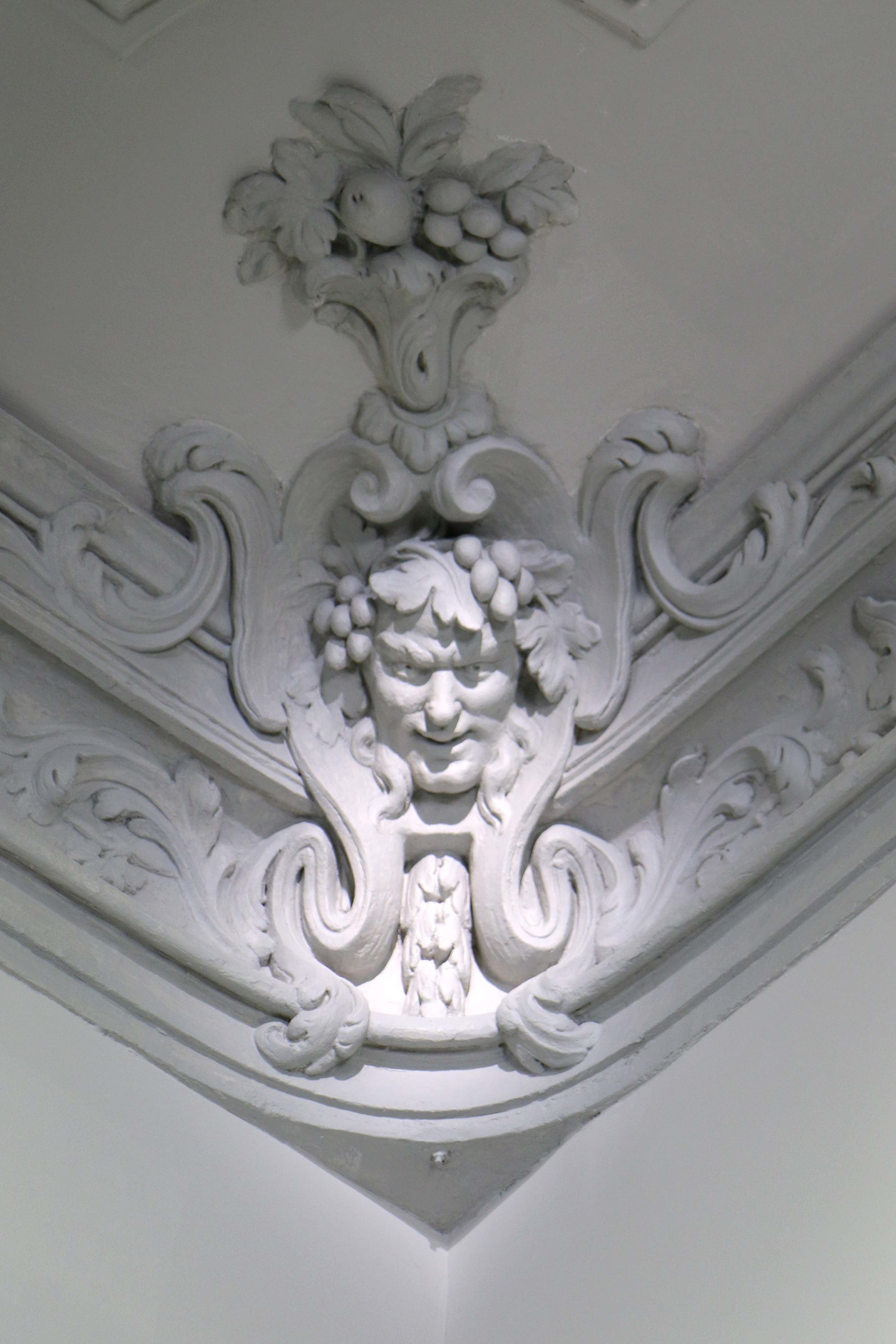
L'Automne
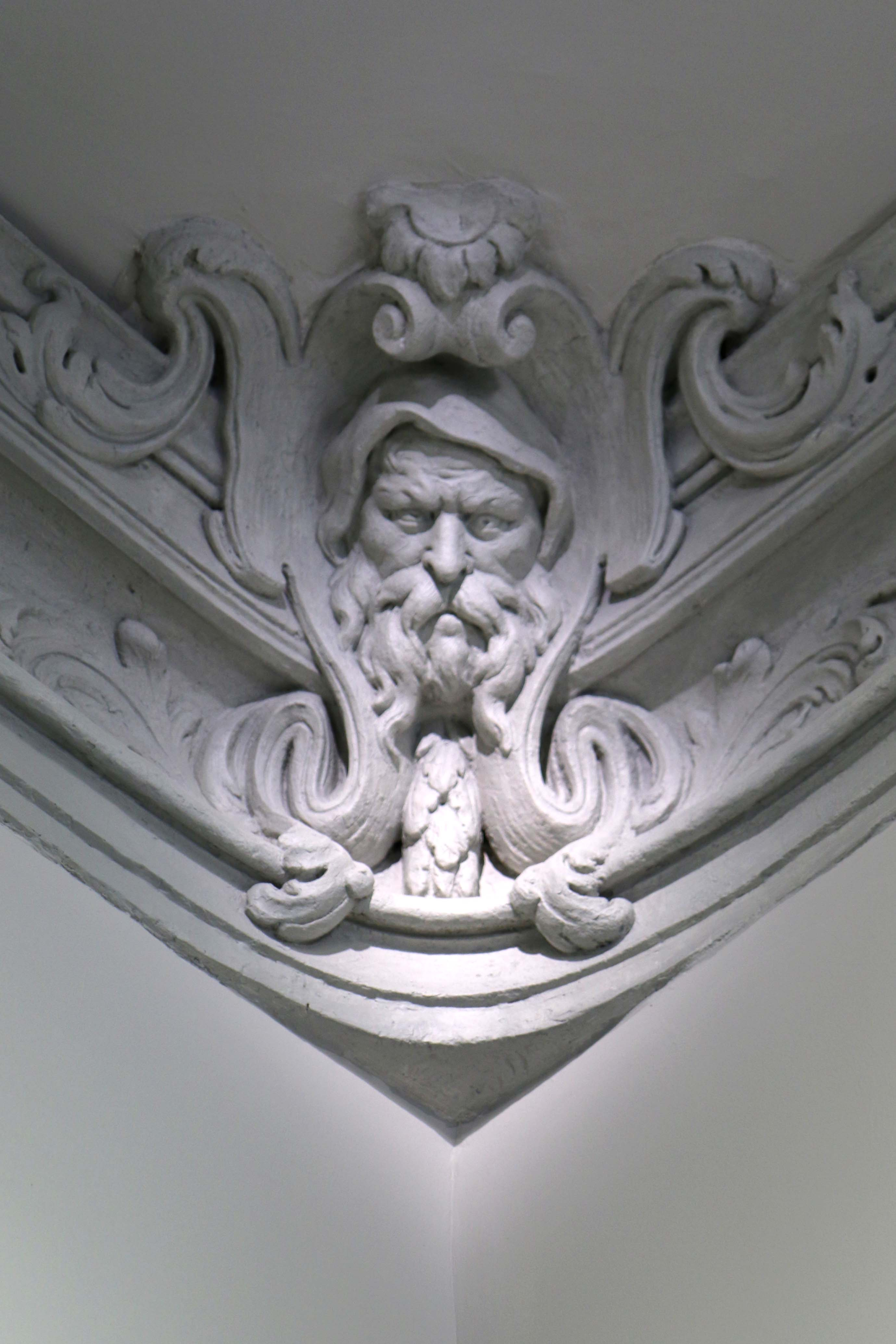
L'Hiver

Cette salle est entièrement consacrée au céramiste Théodore Deck (1823-1891) dont le musée conserve plus de 130 œuvres. Dans cette pièce est également présenté un cabinet renaissance de la maison marseillaise Blanqui ayant obtenu la médaille d'or à l'Exposition universelle de 1889 à Paris. Il a été réalisé par Paul Sédille et le sculpteur André-Joseph Allar.

Céramiques de Théodore Deck
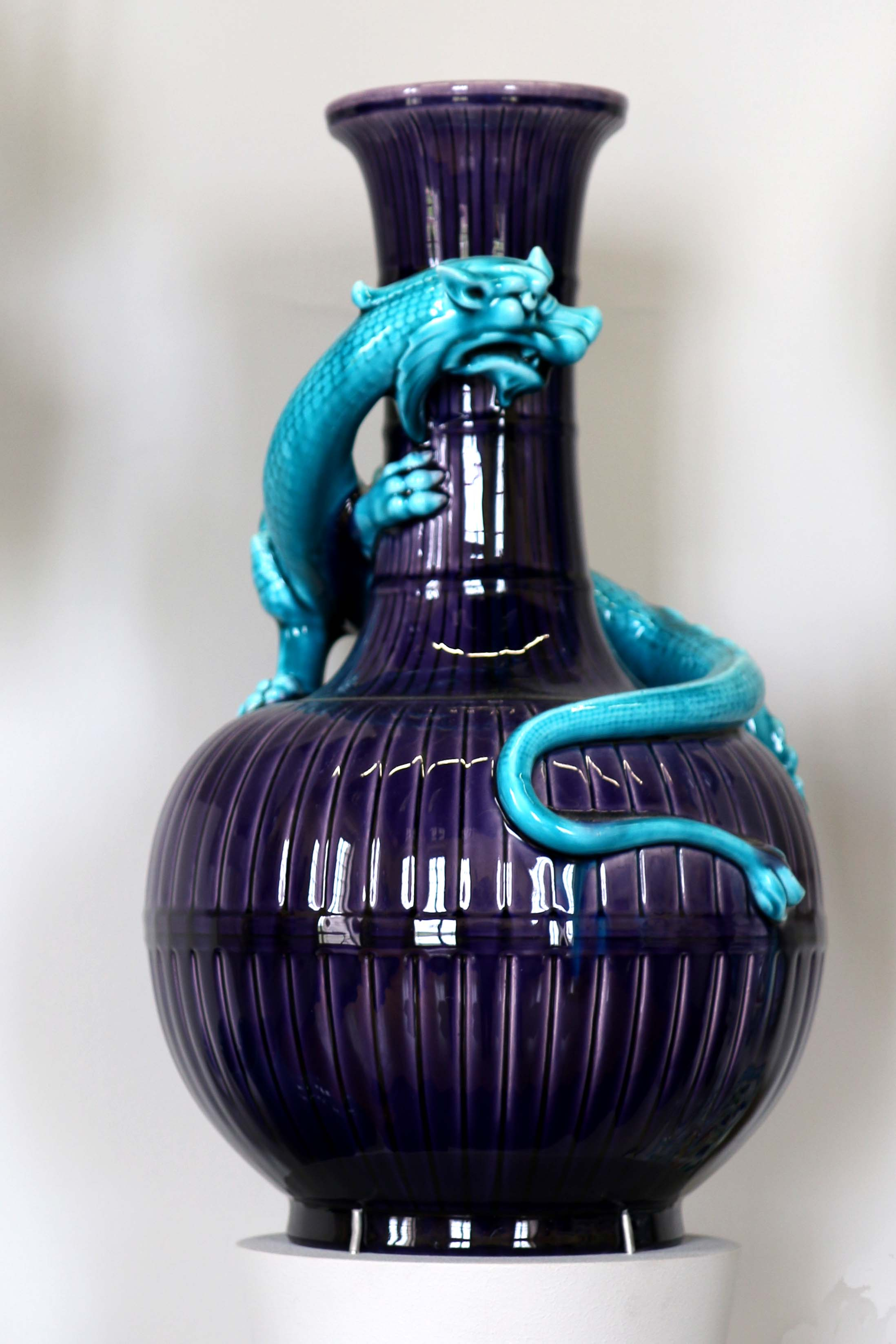
Vase au lézard.
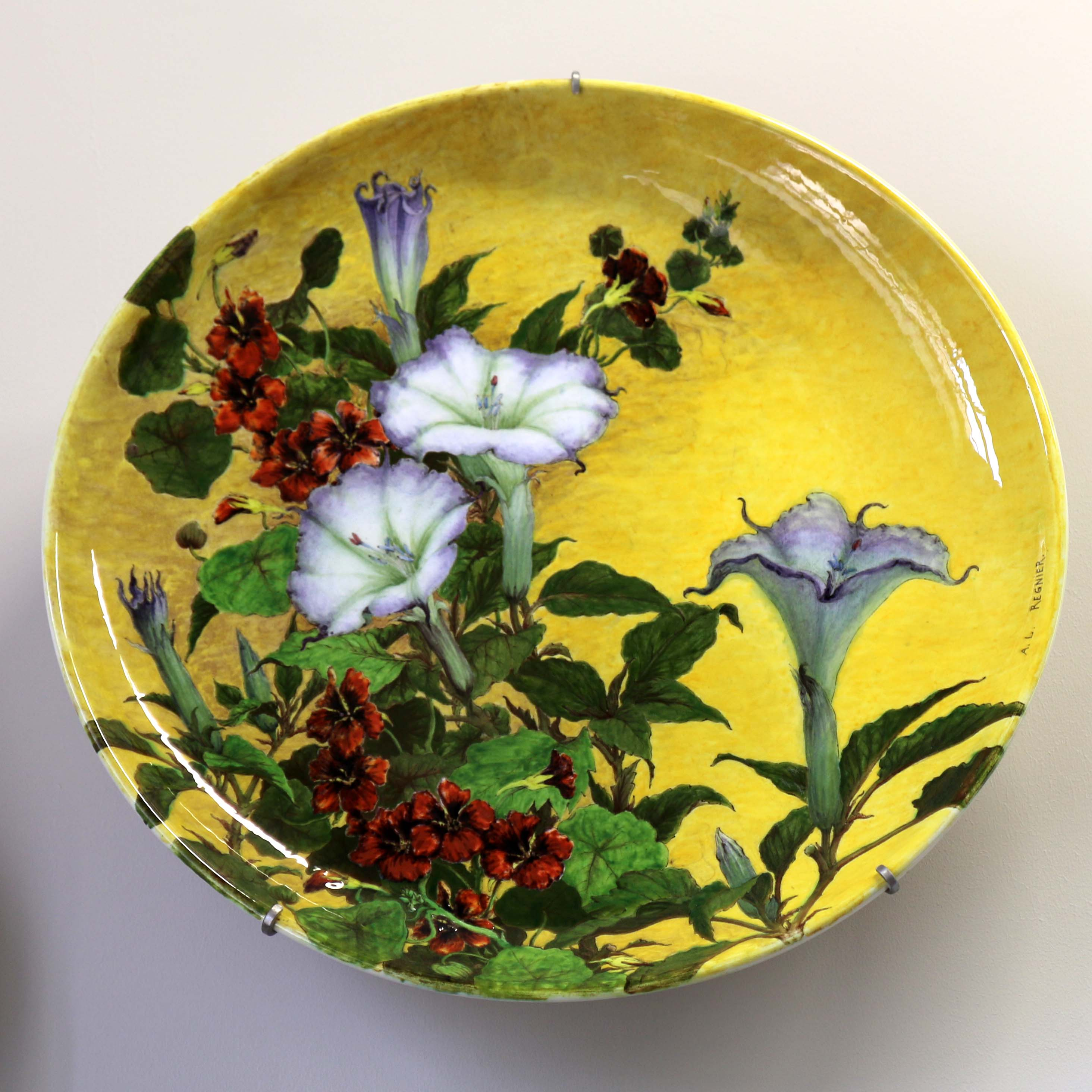
Plat avec Daturas et capucines, décor de A.L. Régnier.
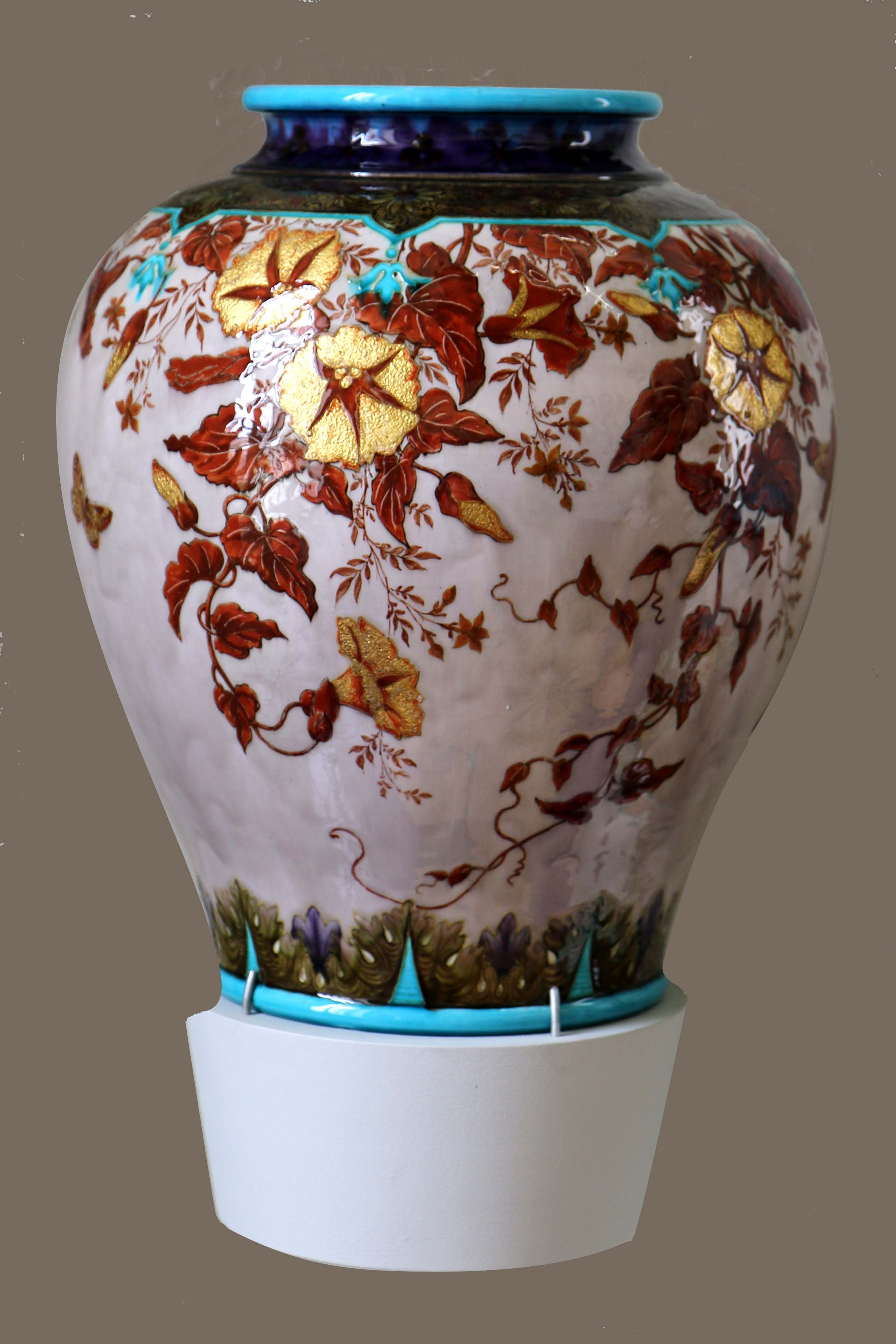
Vase balustre.
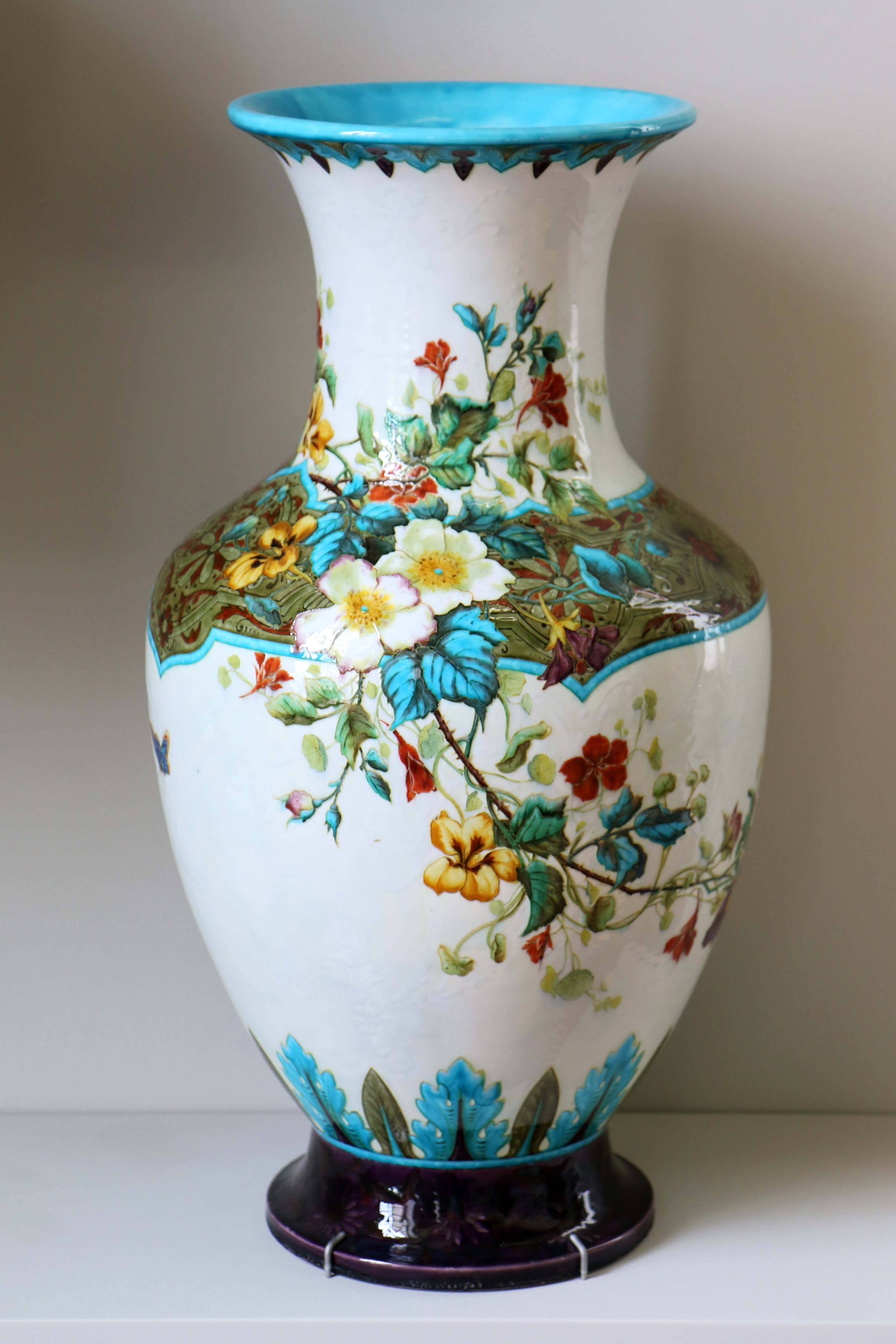
Grand vase.
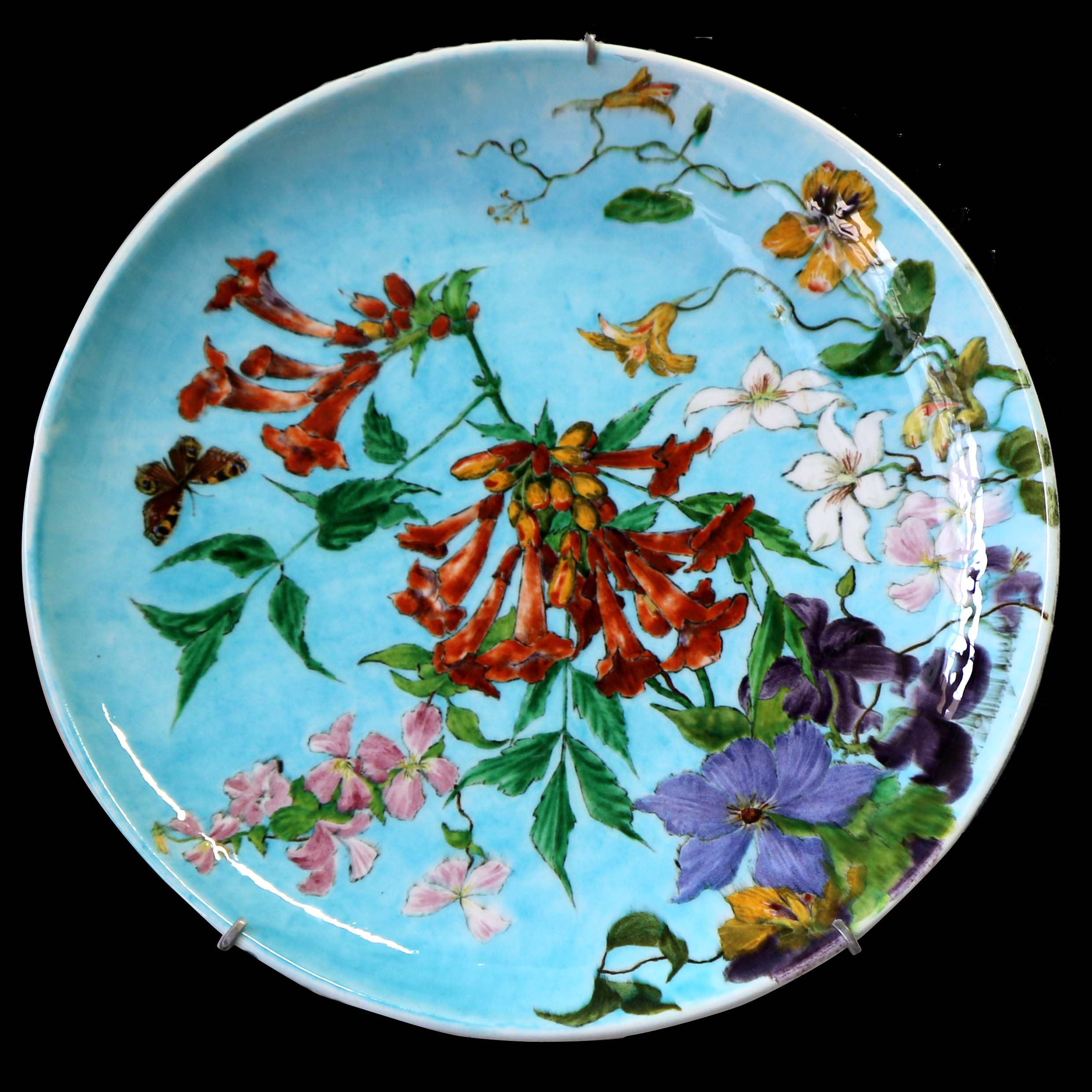
Plat avec décor de plantes grimpantes.
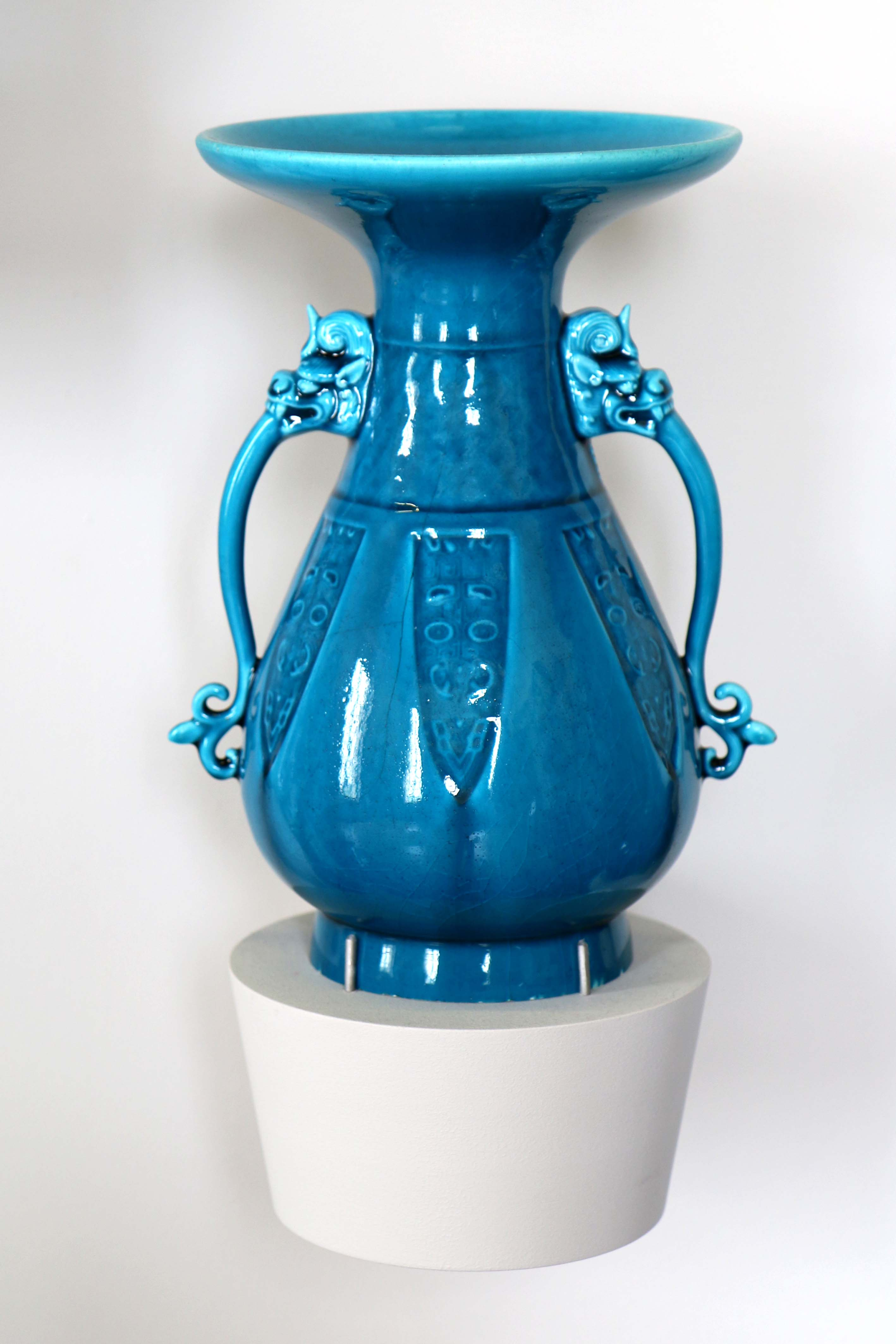
Vase.

### Galerie la grande Helvétie
Dans cette longue galerie (repère 17) est exposé un papier peint panoramique d'ameublement imprimé en 1815 et ayant pour thème la Suisse. Le dessin a été réalisé par le peintre Pierre-Antoine Mongin et l'impression effectuée par la manufacture d'Hans Zuber implantée à Rixheim (Haut-Rhin). À l'origine, cette tapisserie était constituée de 21 panneaux ou lés de 2,30 m et 0,66 m de largeur. L'exemplaire du musée est composé de 17 des 21 lés originaux ; la longueur totale est donc d'environ 11,20 m.

Manufacture d'Hans Zuber, papier peint La grande Helvétie
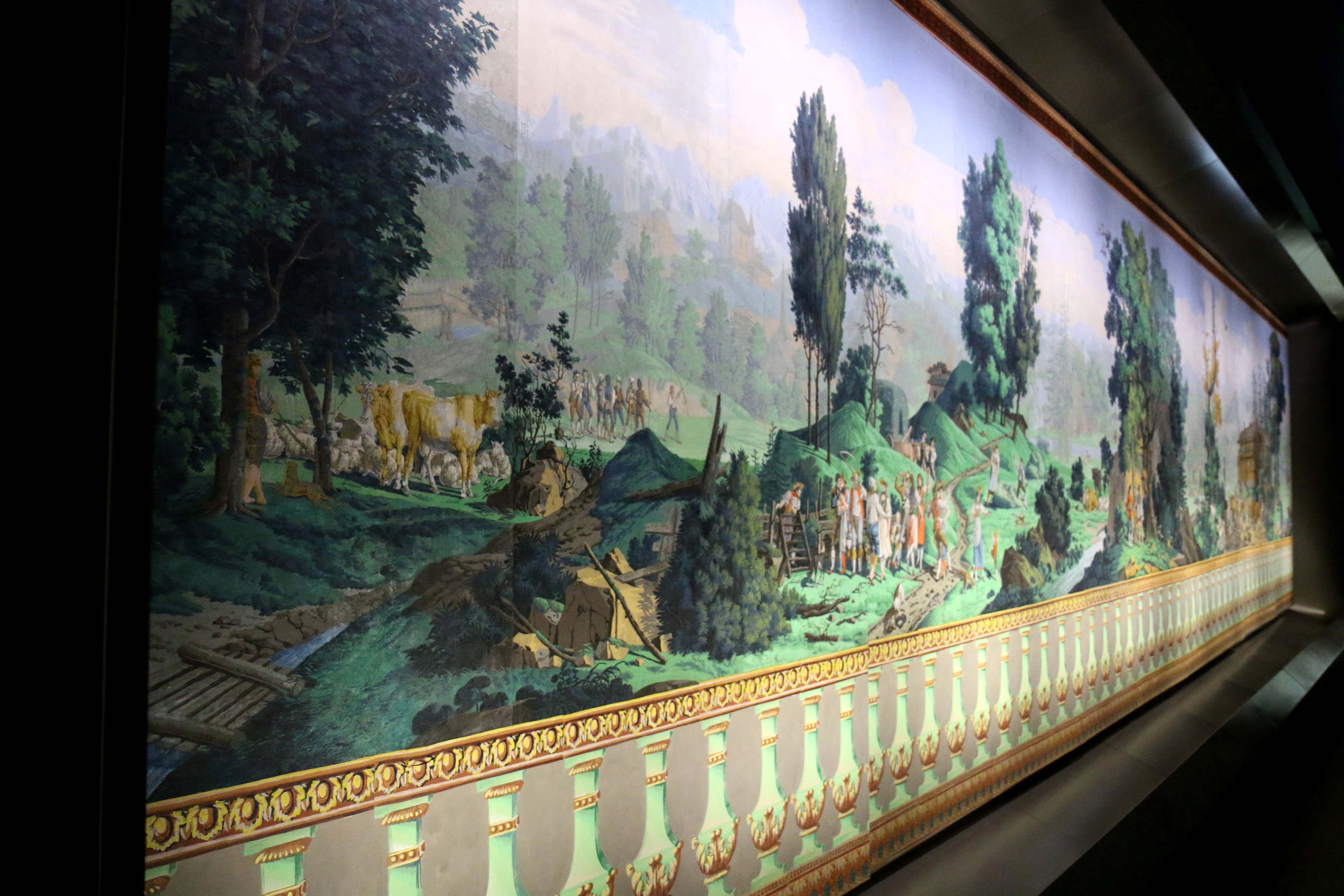
Vue générale.
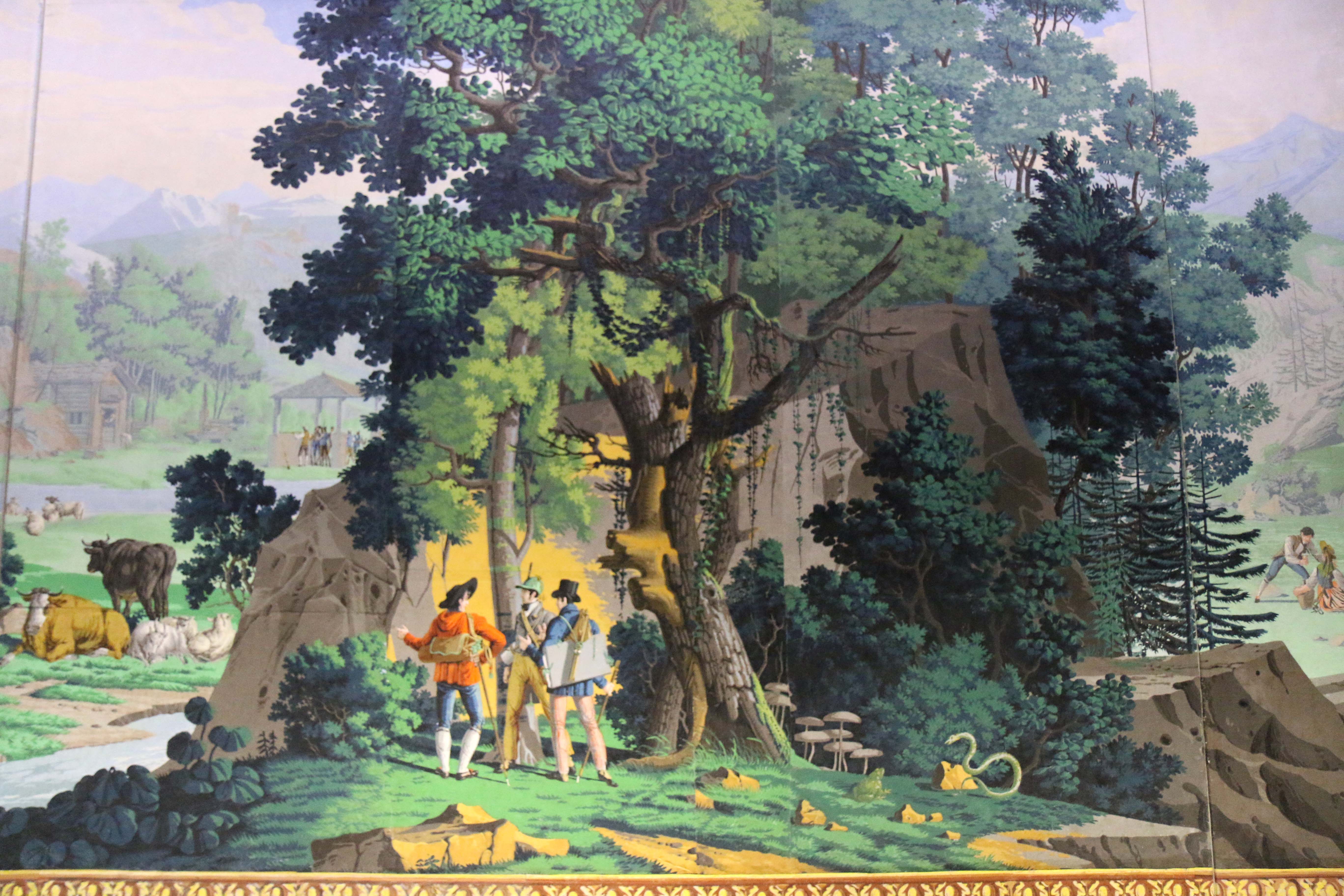
Détail.
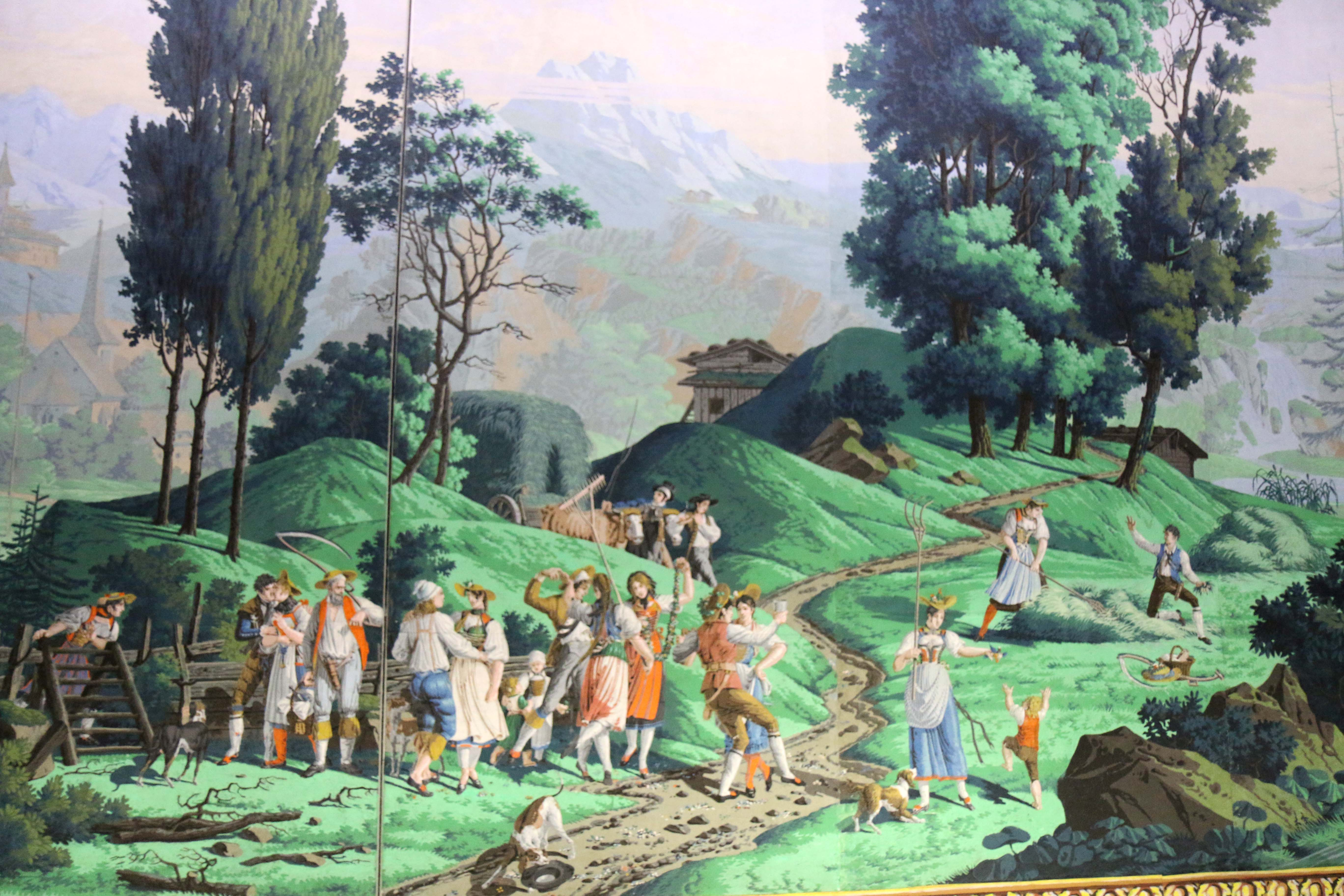
Détail.
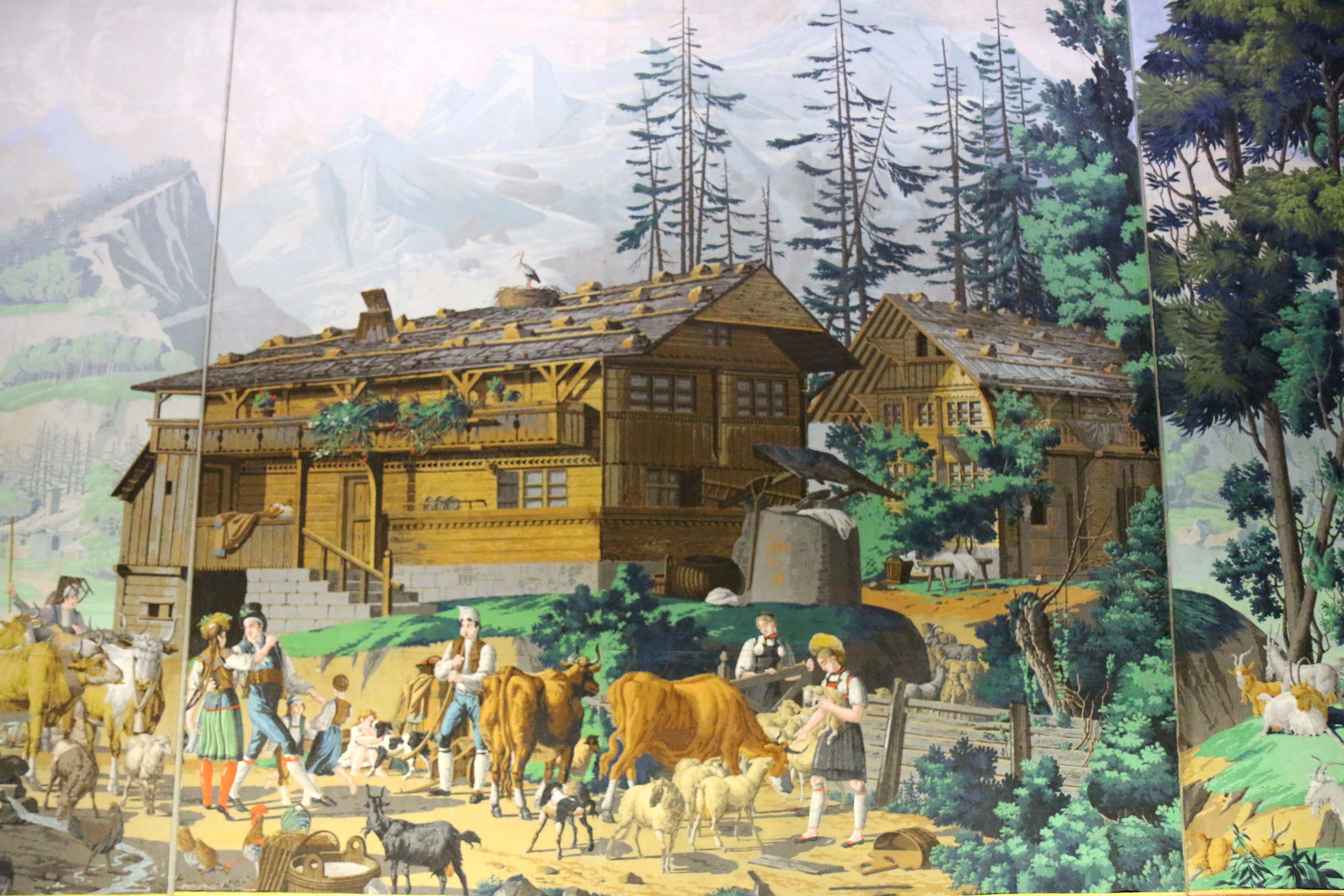
Détail.

### Chambre

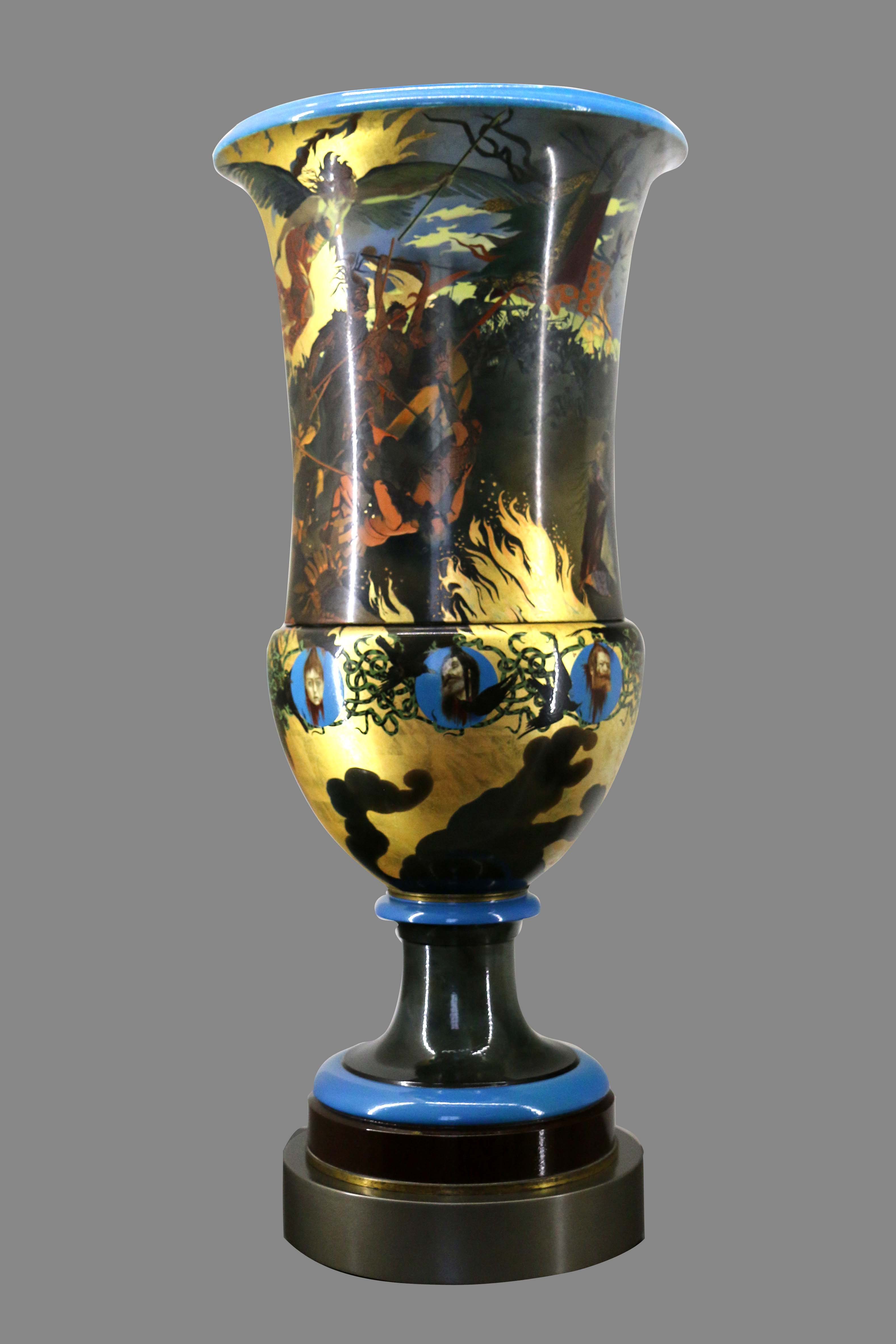
Georges-Antoine Rochegrosse, vase Jupiter, la guerre.

Dans cette ancienne chambre (repère 18) sont exposées une commode du XVIIIe siècle et deux pièces exceptionnelles, l'une en porcelaine et l'autre en faïence :
- un grand vase en porcelaine datant de 1895 représentant « Jupiter, la guerre » peint par Georges-Antoine Rochegrosse. À cette époque il était de pratique courante de reproduire des tableaux sur des grands vases ou de grandes plaques en porcelaine ;
- une fontaine d'applique et son bassin en faïence stannifère réalisés vers 1755 par la manufacture Gaspard Robert à Marseille.

### Chambre à alcôve
Dans le couloir qui conduit à la chambre à alcôve sont exposés par roulement quelques dessins de la collection léguée par Maurice Feuillet et son épouse. Ce journaliste, critique d'art, peintre et illustrateur lui-même a, en 1964, légué 253 dessins du XVIIIe siècle réalisés par des artistes comme François Boucher, Jean-Honoré Fragonard, Jean-Baptiste Greuze, Nicolas Lancret, Jean-Baptiste Pater ou Françoise André Vincent.
Un peu plus loin sont exposés des objets du XIXe siècle :
- une fontaine d'intérieur en forme de village chinois en faïence polychrome ;
- une femme chinoise à tête mobile en terre cuite et papier marouflé ;
- un bodhisattva du Japon en grès émaillé polychrome ;
- sur une paire de tabouret chinois en palissandre et marbre, une paire de vases japonais en porcelaine revêtu de laque ; ces pièces étaient destinées à représenter le Japon à l'Exposition universelle de 1867 et à celle de 1885.

Objets d'art des 18e et 19e siècles
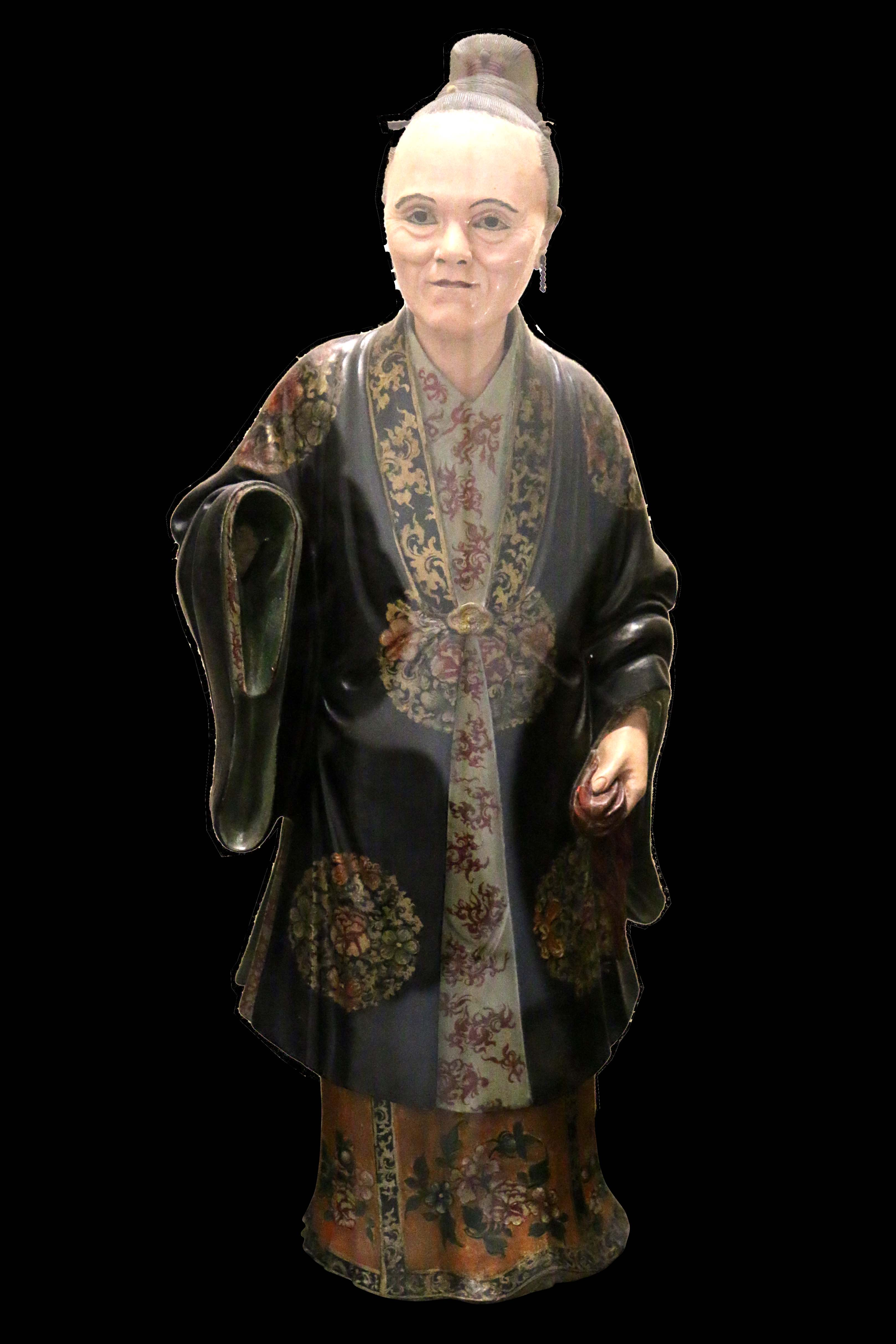
Femme chinoise à tête mobile.
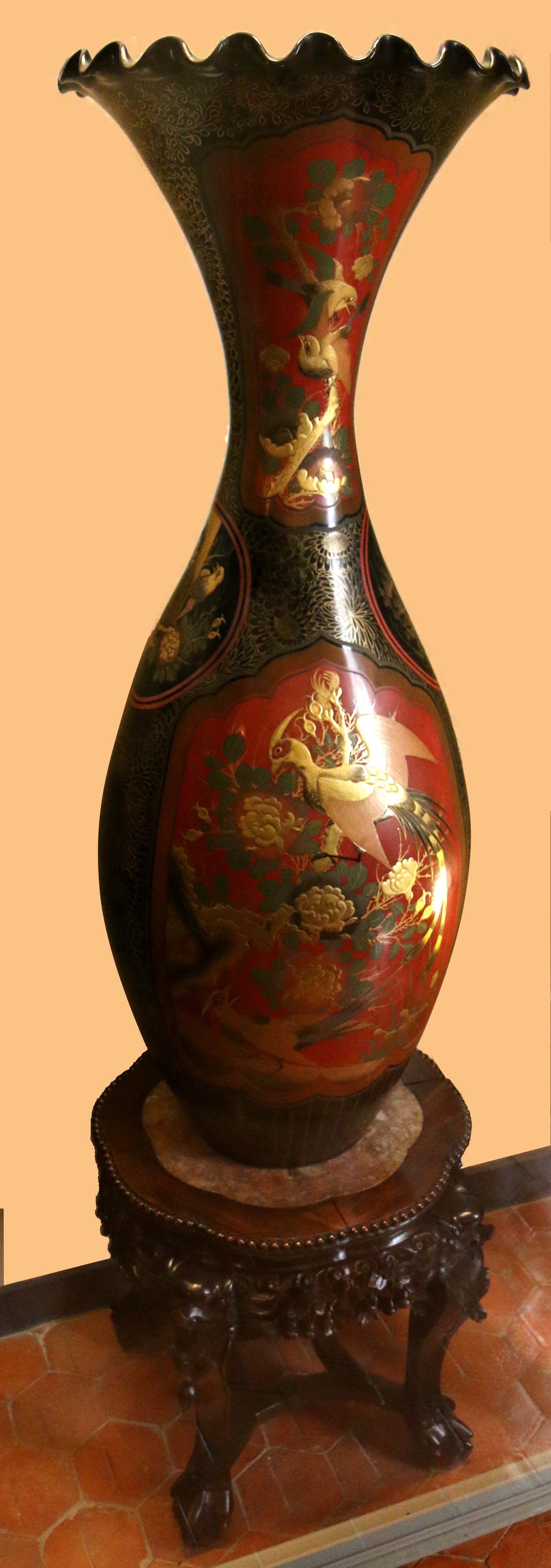
Vase Japonais.
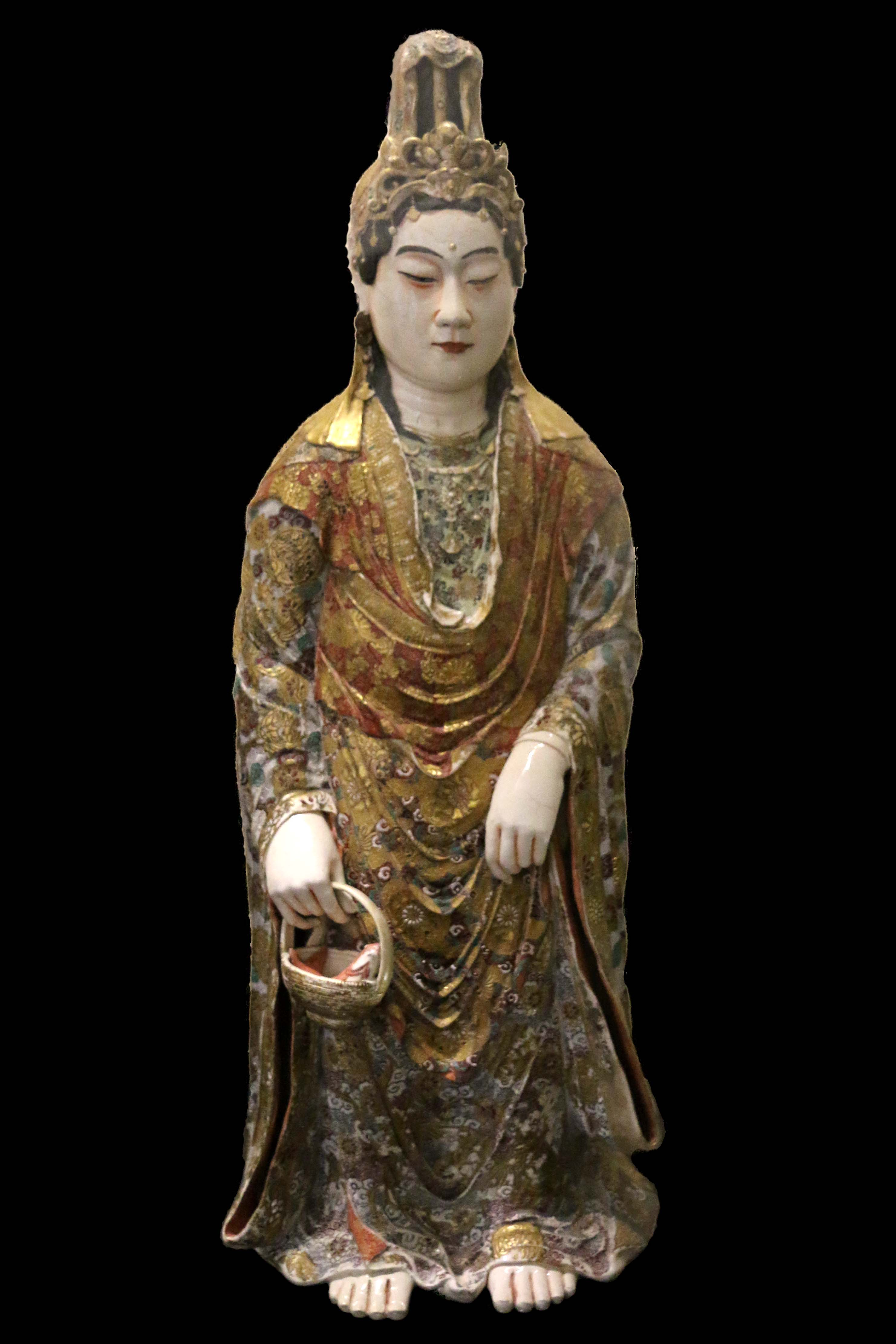
Bodhisattva.
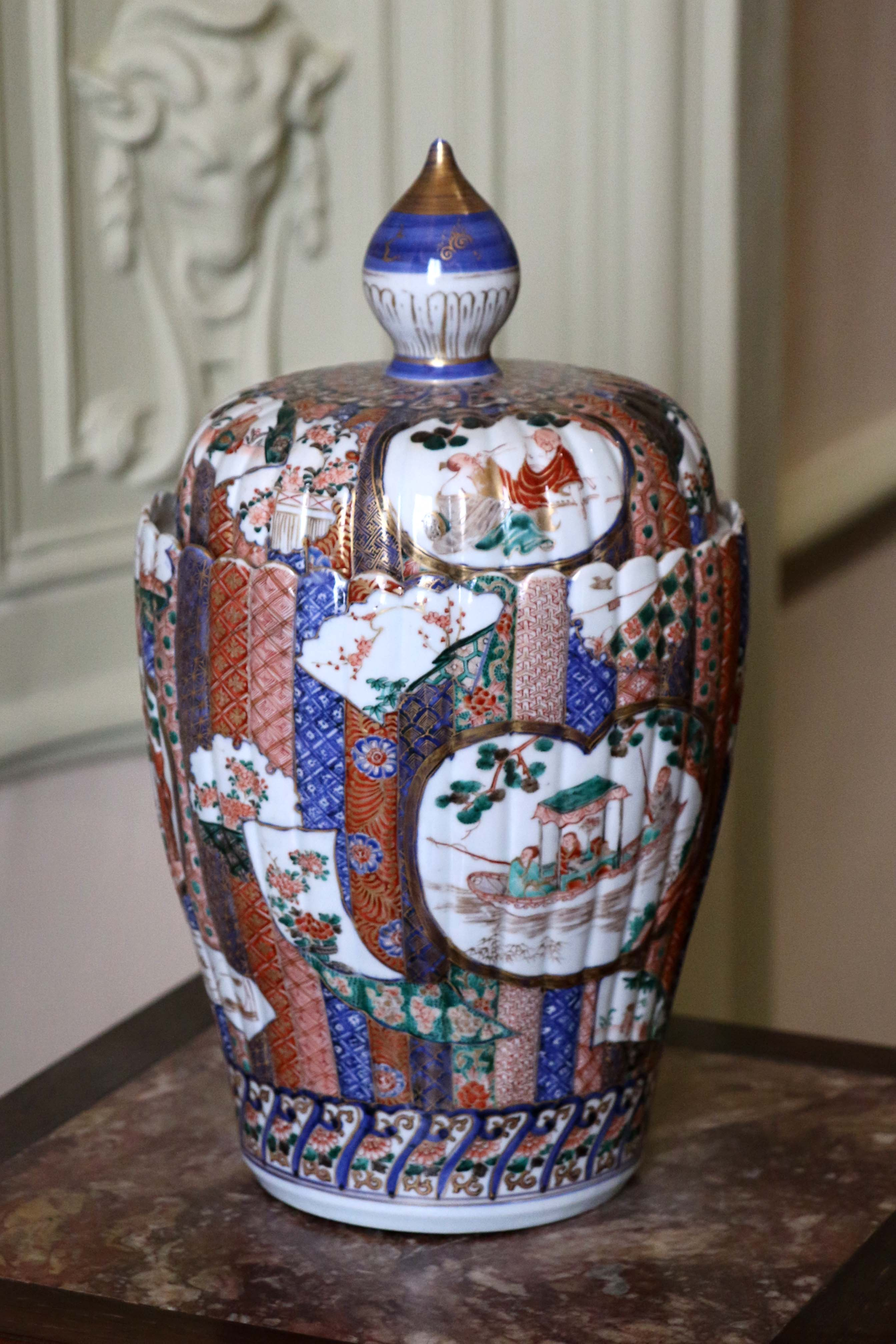
Vase à couvercle en porcelaine d'Imari (Japon, XVIIIe siècle).

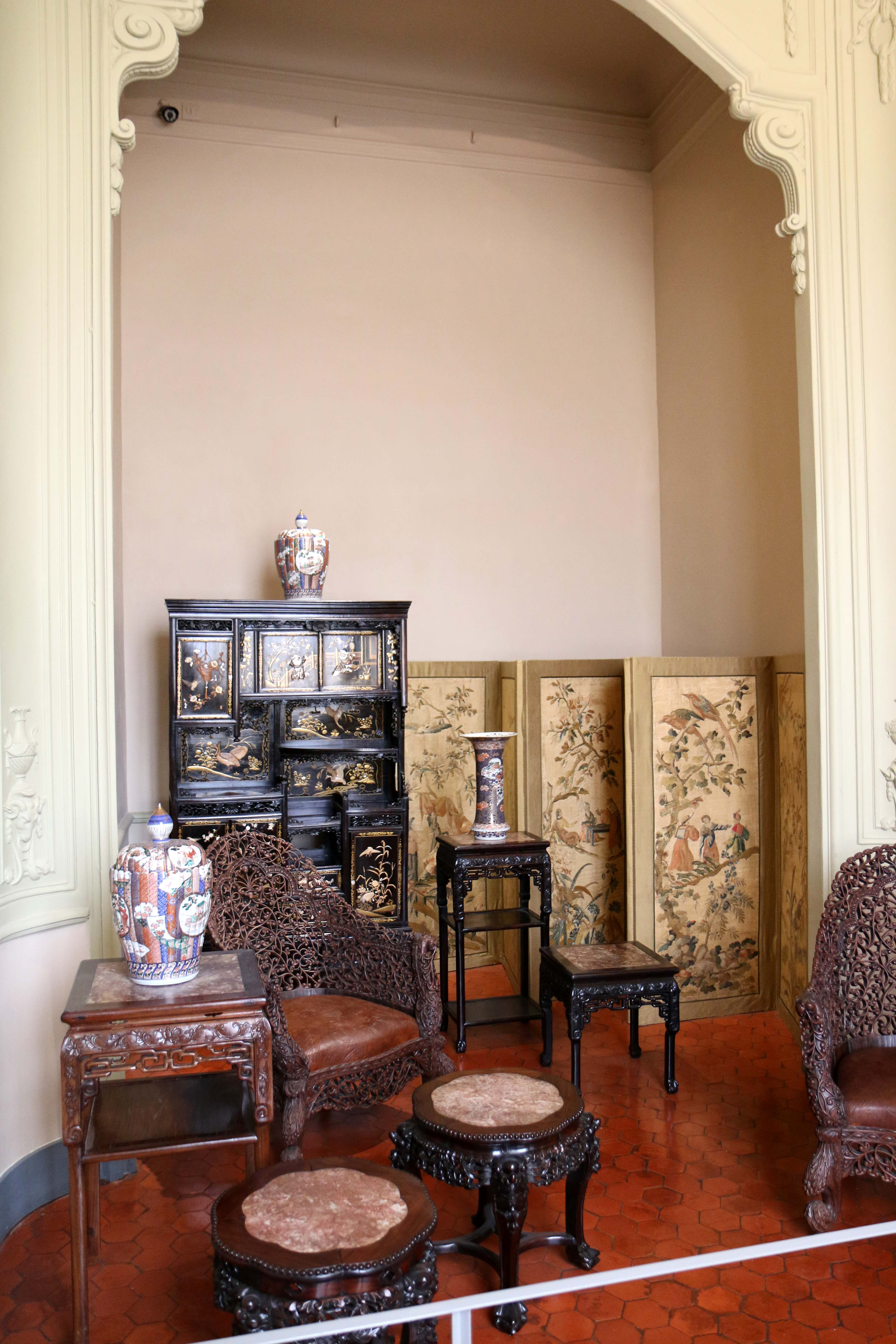
Chambre à alcôve.

La chambre à alcôve (repère 19) aux angles arrondis fut très probablement la chambre de Louis Joseph Denis Borély. Le plafond peint représente des putti endormis sur des nuages, deux autres portent un panier de fruits et un de fleurs. Les deux dessus de porte sont également décorés de putti joufflus dans une niche sur laquelle s'appuient deux femmes  :
- sur l'un, deux putti se donnent un baiser, une corne d'abondance est renversée à leurs pieds, un troisième est occupé avec un faisceau de bois ;
- sur l'autre, trois putti se préparent à une offrande.

Dans cette chambre à alcôve sont exposés du mobilier divers : un cabinet japonais en palissandre avec incrustations de nacre et d'ivoire (XIXe siècle), un paravent français en soie brodée, deux fauteuils Indo-portugais en bois et cuir, des tabourets et sellettes chinois, une paire de vases japonais en porcelaine d'Imari avec couvercle de la région d'Arita du XVIIIe siècle. Sur les murs sont accrochées deux plats circulaires en faïence de la fabrique Clérissy à Saint-Jean du désert et quatre peintures sous verre.

### Bibliothèque
Cette pièce (repère 20) était le cabinet de travail de Louis-Joseph Denis Borély (1731-1784) qui acheva la construction et la décoration du château dont le gros-œuvre avait été réalisé par son père Louis Borély.
Malgré la dispersion des livres faite dès le XIXe siècle, la salle conserve sa bibliothèque d'origine. De part et d'autre d'une simple cheminée en marbre gris, surmontée d'une glace à motifs dorés, s'ordonnent huit vitrines encadrées de pilastres cannelés surmontés de chapiteaux ioniques. Chaque vitrine est décorée dans sa partie basse d'un panneau peint en grisaille imitant les bas-reliefs de l'Antiquité. Trois panneaux sont inspirés des Noces aldobrandines, les autres représentent l'assemblée des dieux autour de Jupiter, deux muses autour d'une lyre, le transport d'un mort, les préparatifs d'un corps de comédie et la célébration du culte de Bacchus. Le plafond peint représente Apollon dieu des arts entouré des neuf muses. Un bureau du XVIIIe siècle estampillé Lebrund, marqueté en bois de violette et incrustation de buis, décore le fond de la pièce.

Grisailles inspirées des Noces aldobrandines
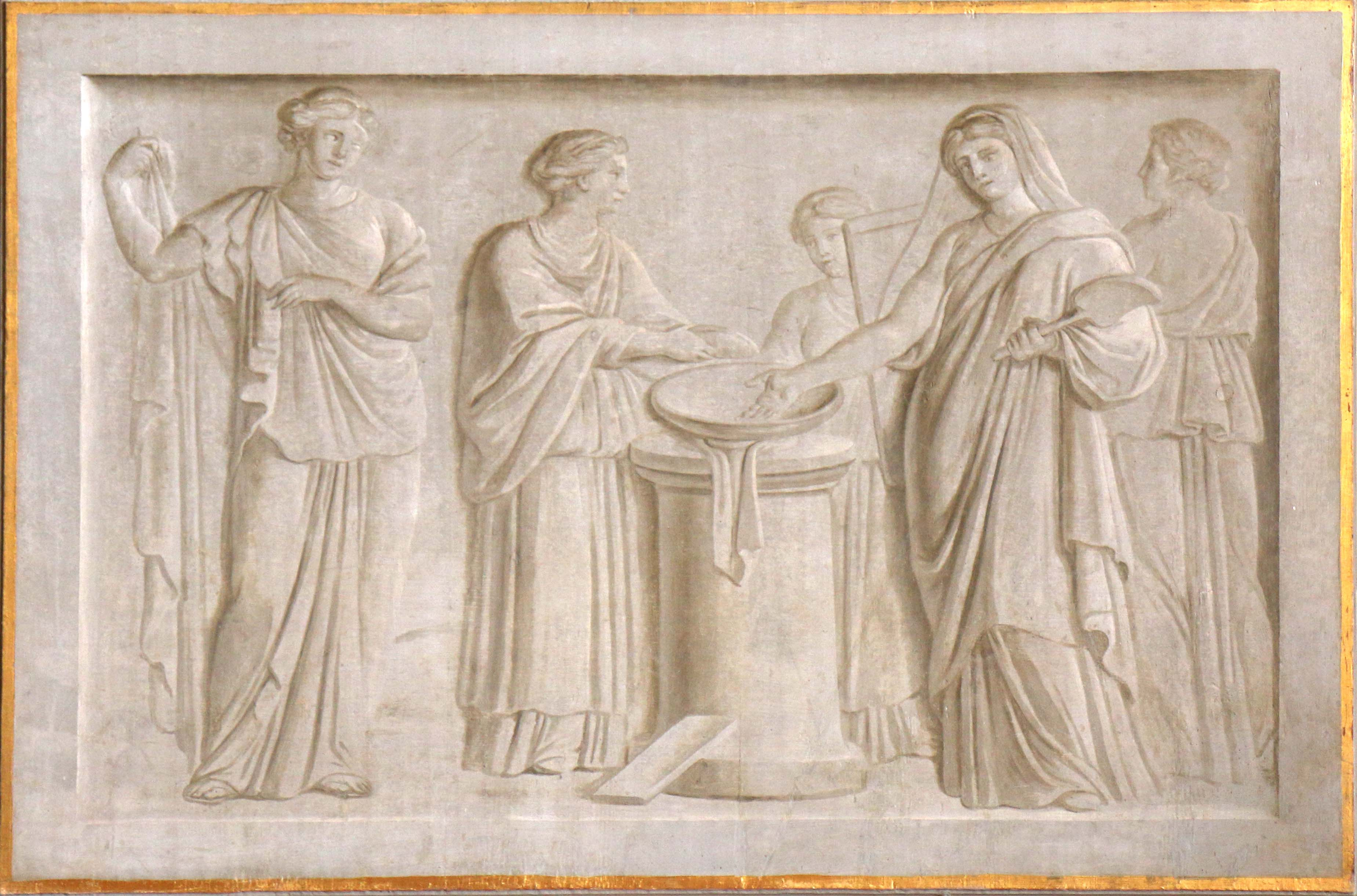
La Toilette de la mariée.
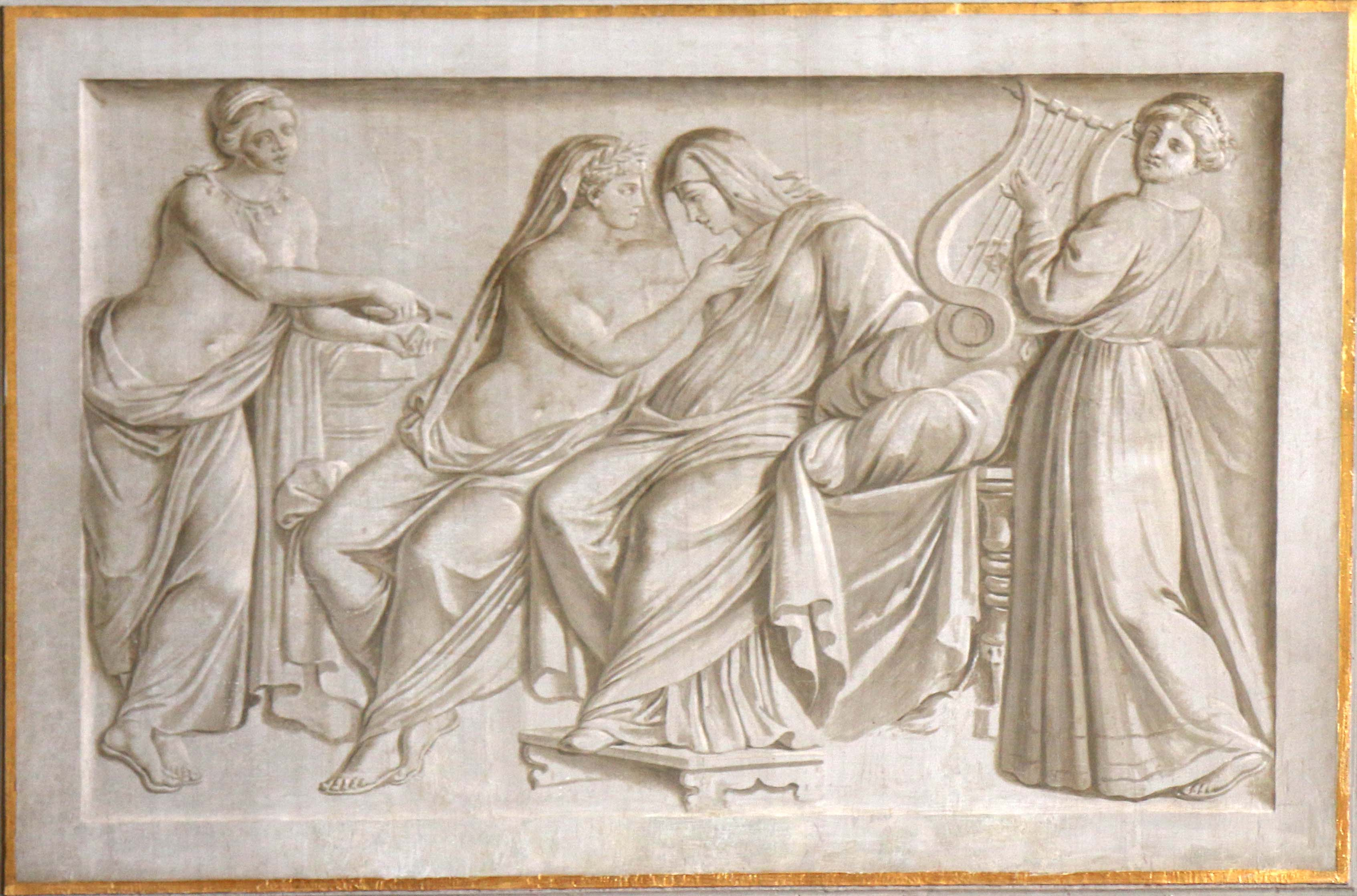
L'Épouse voilée.
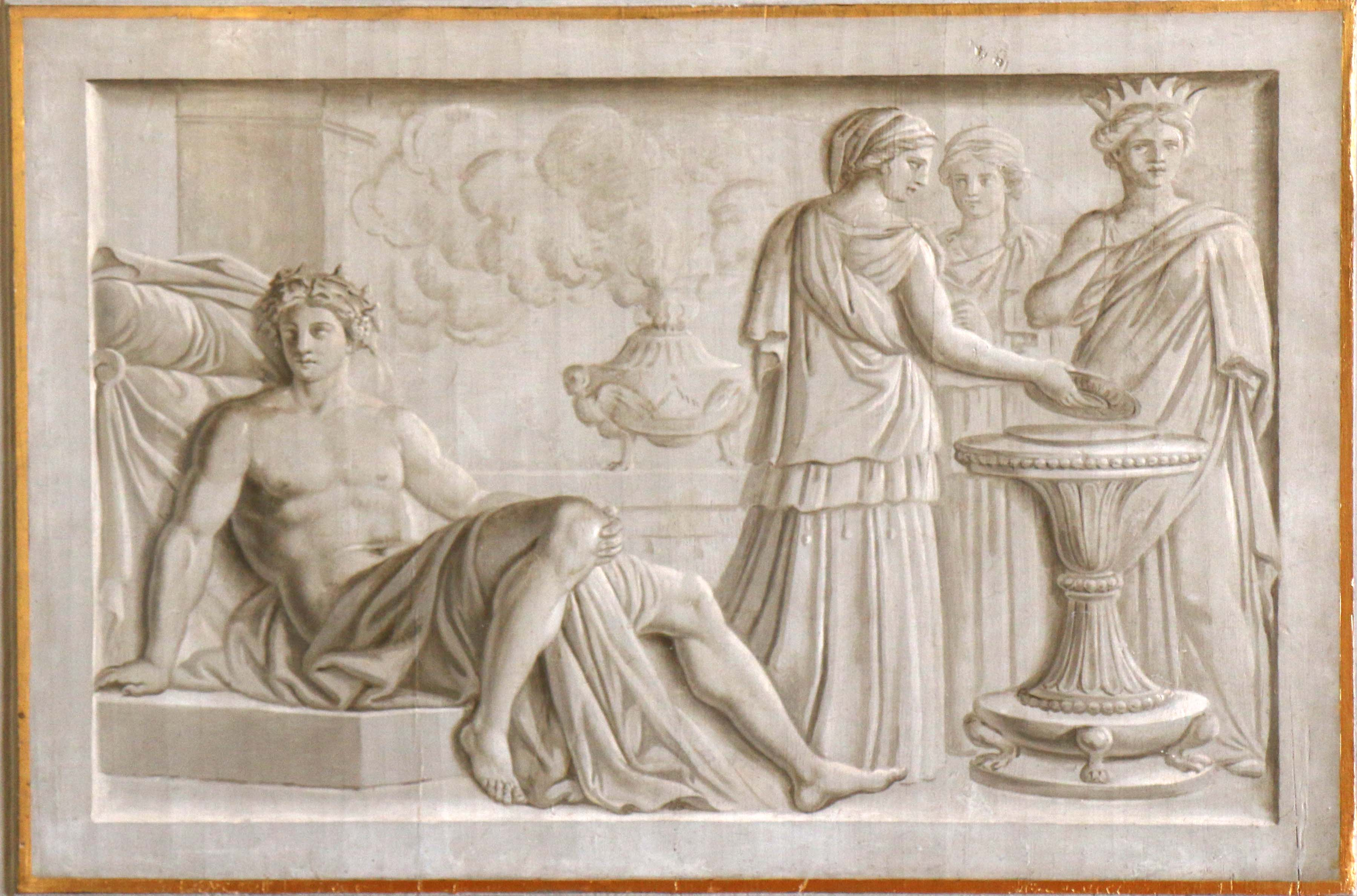
Hymenaios.

Les armoires vitrées de cette ancienne bibliothèque permettent l'exposition d'objets rares et précieux du XIXe siècle offerts par des mécènes tels que le marbrier-sculpteur Jules Cantini et l'homme d'affaires Nicolas Zarifi. Ces objets sont des ivoires, des céramiques et des cloisonnés, des tabatières et petites bouteilles en verre :
- les ivoires sont de deux types :
  - les netsukes, objets vestimentaires traditionnels japonais, qui représentent certains petits métiers ainsi que divers moments de la vie quotidienne : acteur perché sur une cruche, écoliers derrière un écran, etc. ;
  - les okimonos , statuettes de taille moyenne (10 à 20 cm de hauteur) qui représentent un paysan au travail, une femme en kimono, un enfant sur le dos d'un bœuf, Madame Butterfly (période Meiji 1868-1912) etc. ;
- les petites céramiques sont de Théodore Deck qui, reprenant les couleurs utilisées en Orient (bleu d'Iznick, rouge sang de bœuf des potiers chinois), copie les émaux de Chine. Des petits vases cloisonnés chinois du XIXe siècle sont également exposés ;
- les objets en verre sont des tabatières chinoises, des petits vases chinois en verre multicouche, etc.

Netsuke, okimonos et objets divers
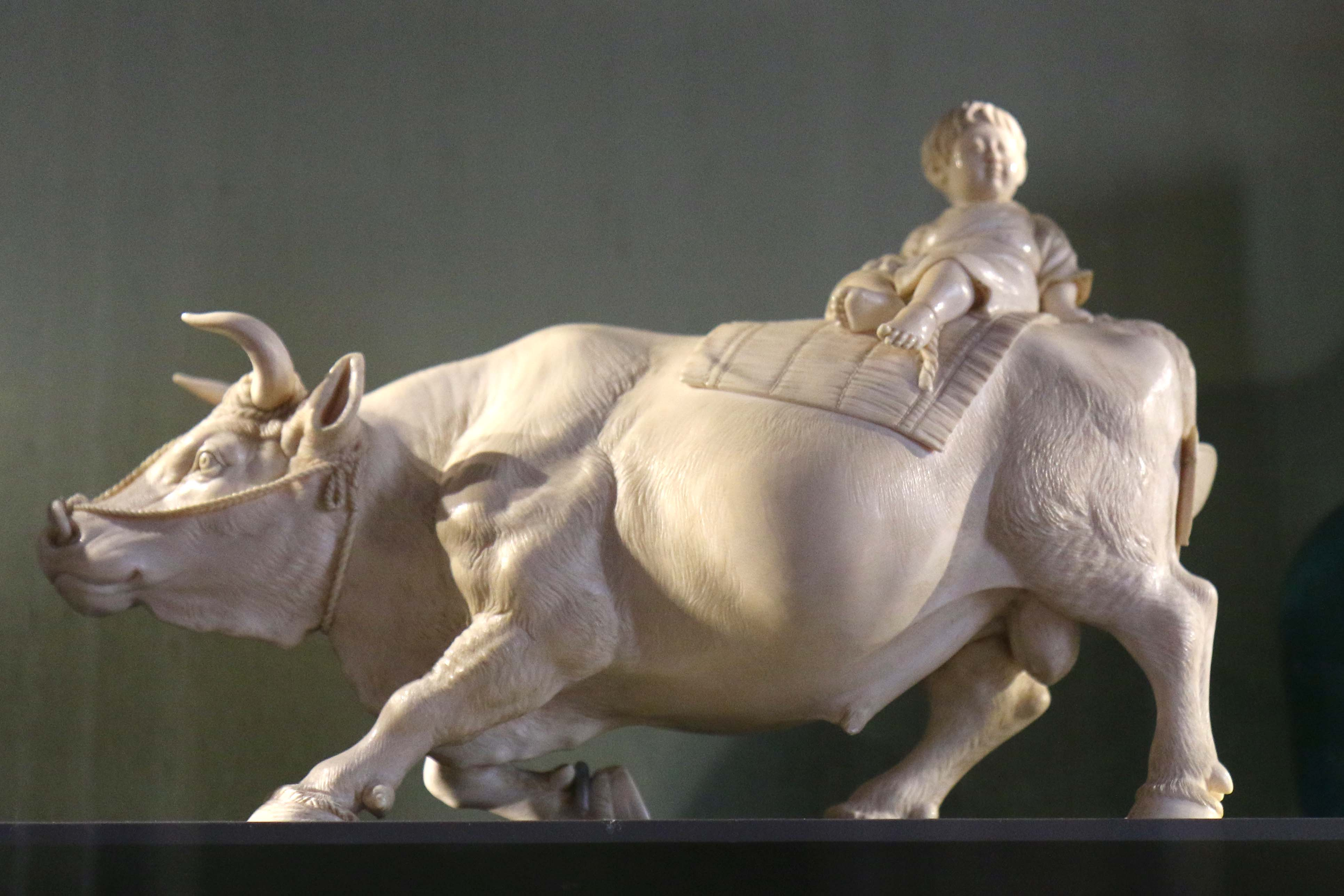
Enfant sur le dos d'un bœuf, netsuke, ivoire.
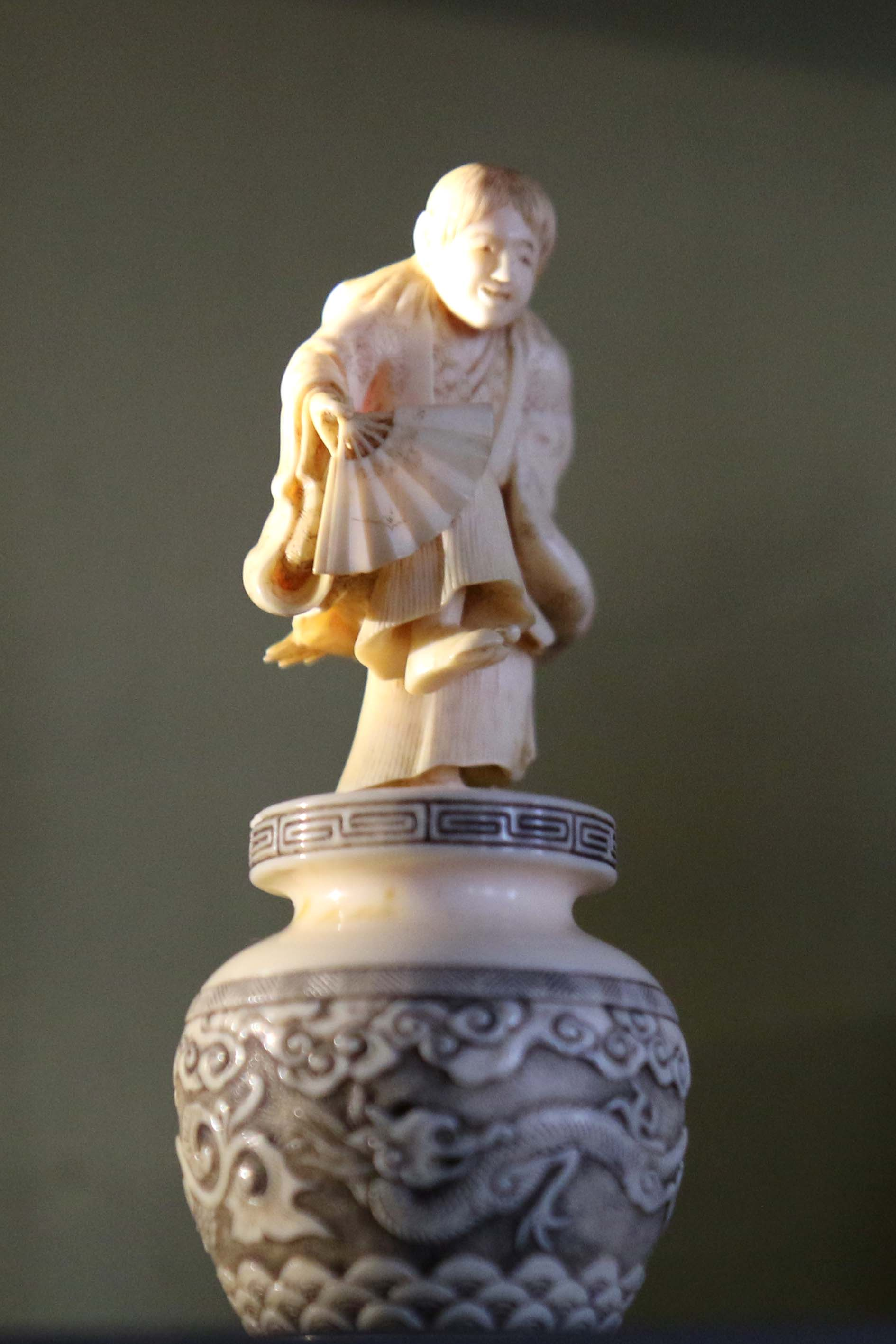
Comédien sur une cruche, netsuke, ivoire.
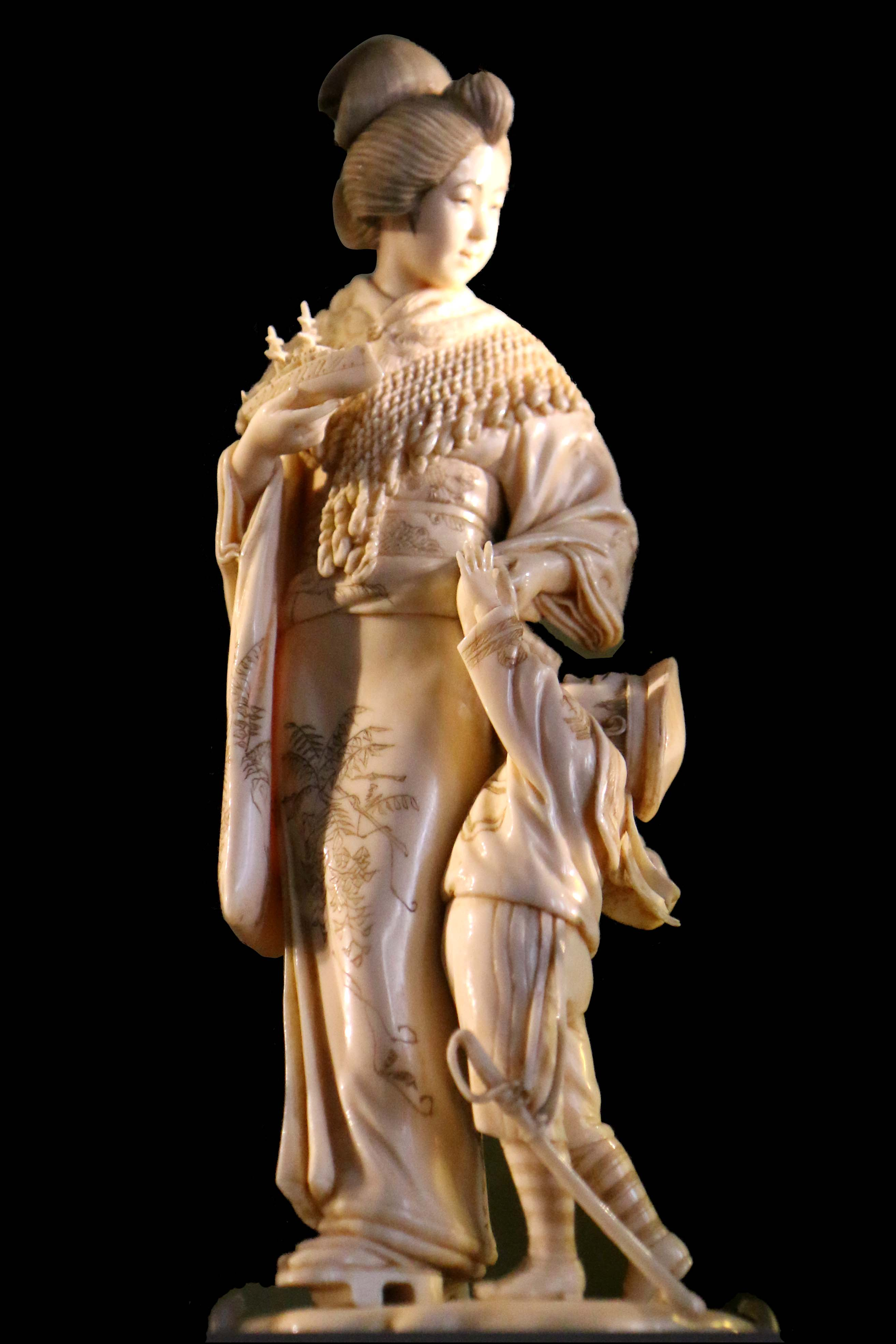
Madame Butterfly, okimono, ivoire (période Meiji).
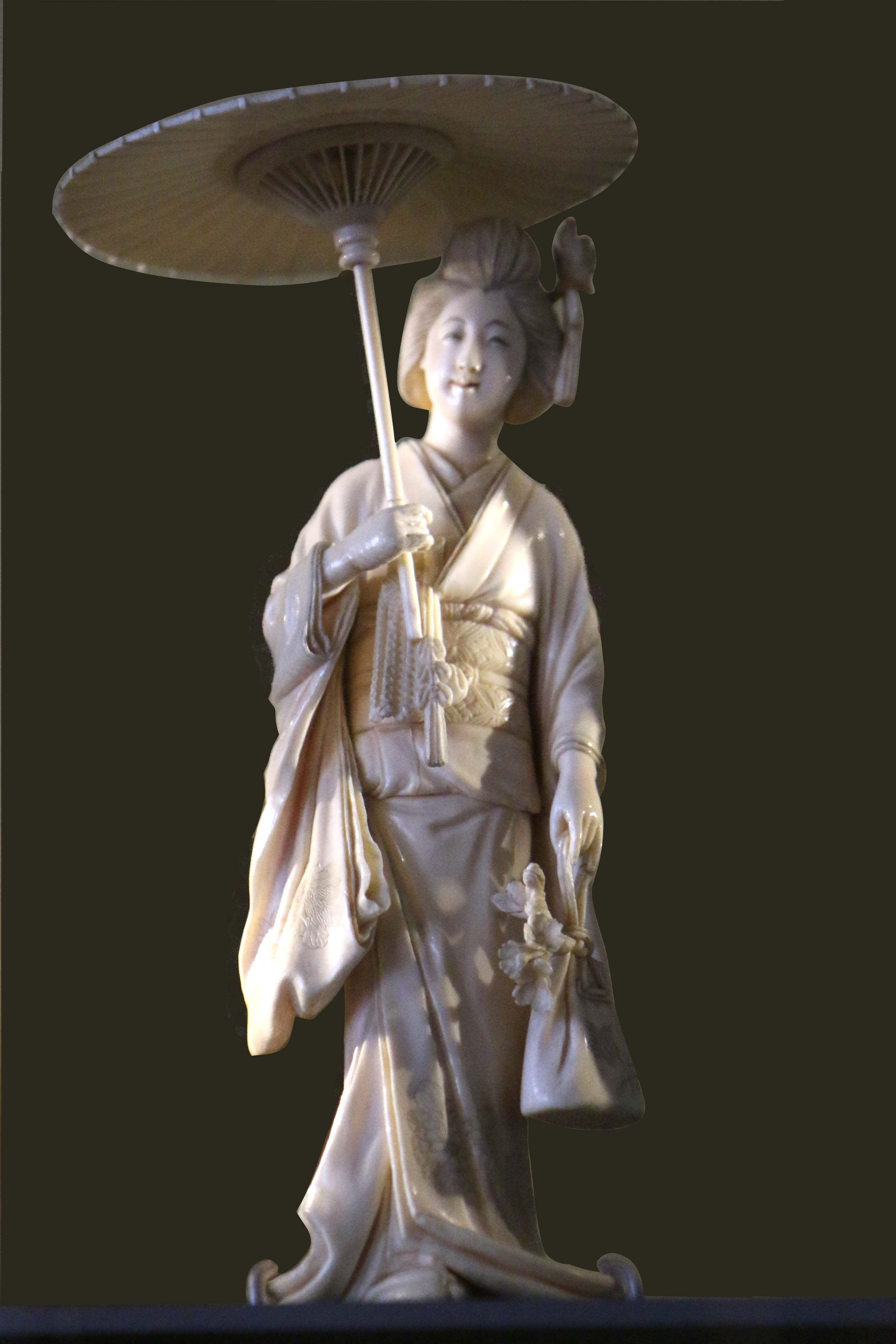
Femme à l'ombrelle, okimono, ivoire.
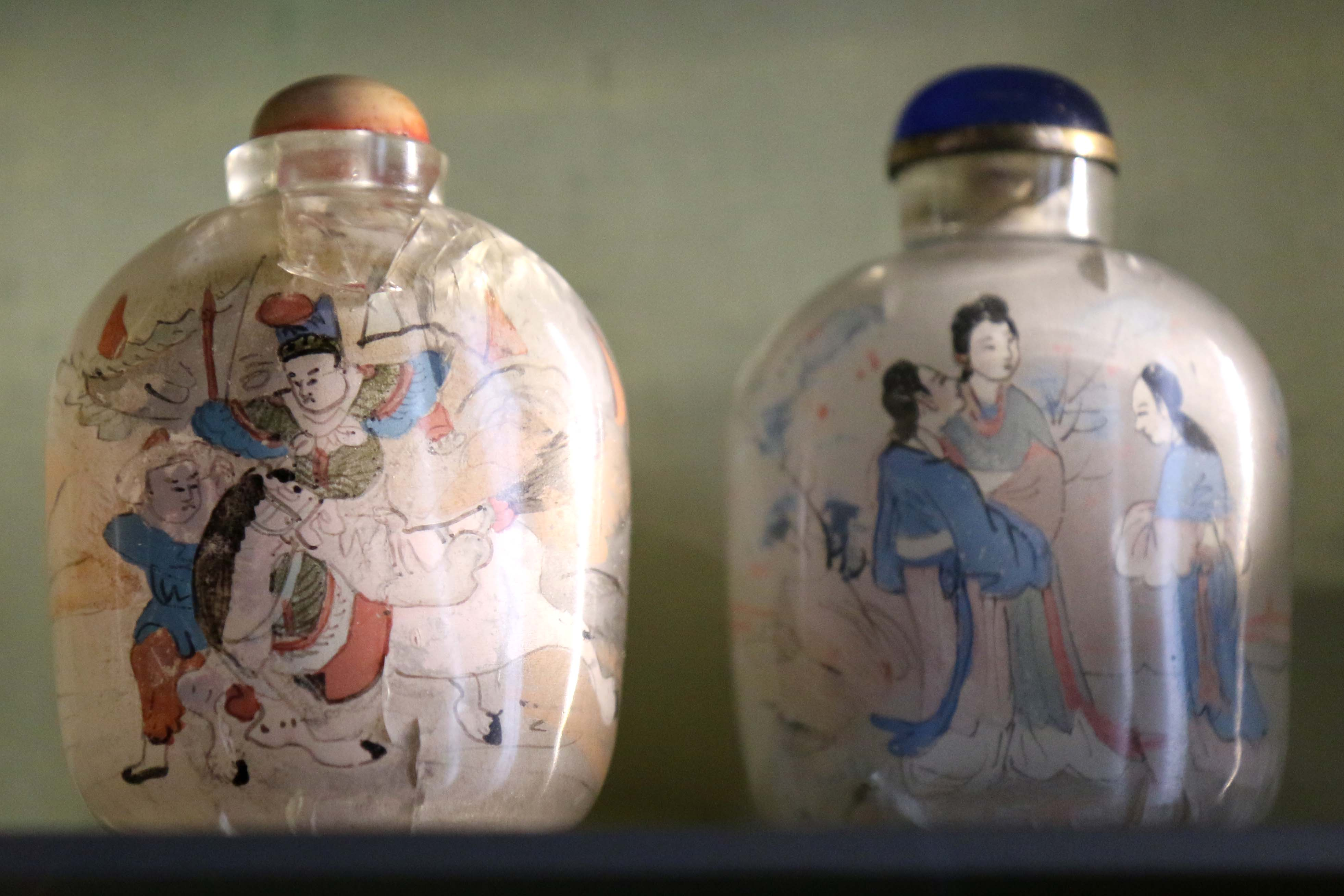
Tabatière chinoise en verre.
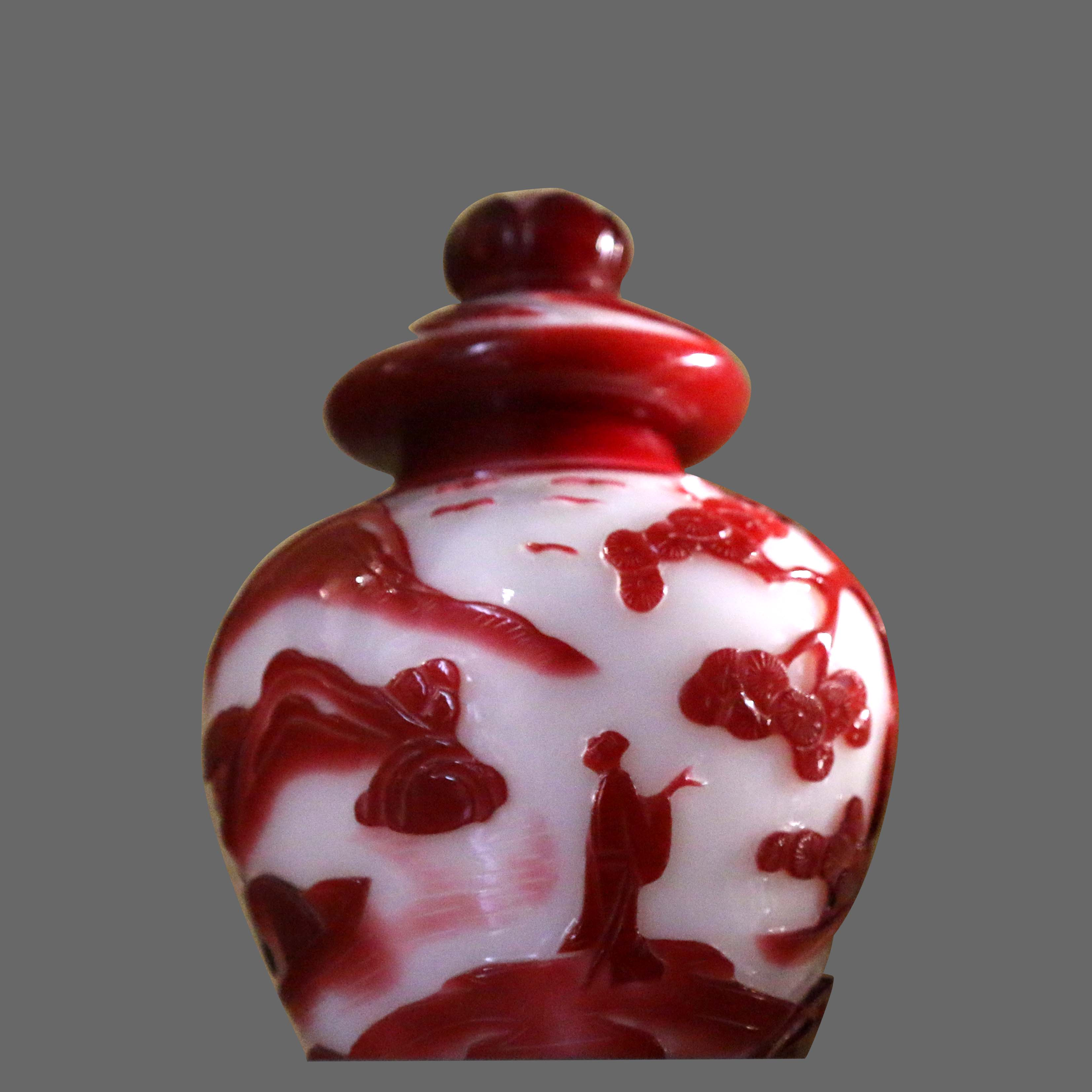
Flacon en verre multicouches.

### Cabinet de la bibliothèque
cette pièce (repère 21) a subi dans les années 1970 des modifications nécessaires à la construction d'un escalier donnant accès au deuxième étage non ouvert au public. Les deux dessus-de-portes sont décorés de panneaux peints en camaïeu évoquant des scènes de l'Antiquité ; sur fond de draperie que soulèvent deux putti se détachent des médaillons représentant :
- un vieillard ailé à longue barbe tenant une faux (le Temps), tendant une couronne de lauriers à une femme nue portant un épais volume (la Science) ;
- un jeune homme assis, Pâris, a devant lui trois déesses : Aphrodite au centre à qui il tend une pomme, Athéna et Héra[16].

Cette salle sert aujourd'hui de cabinet multimédia.

Dessus de porte du cabinet de la bibliothèque
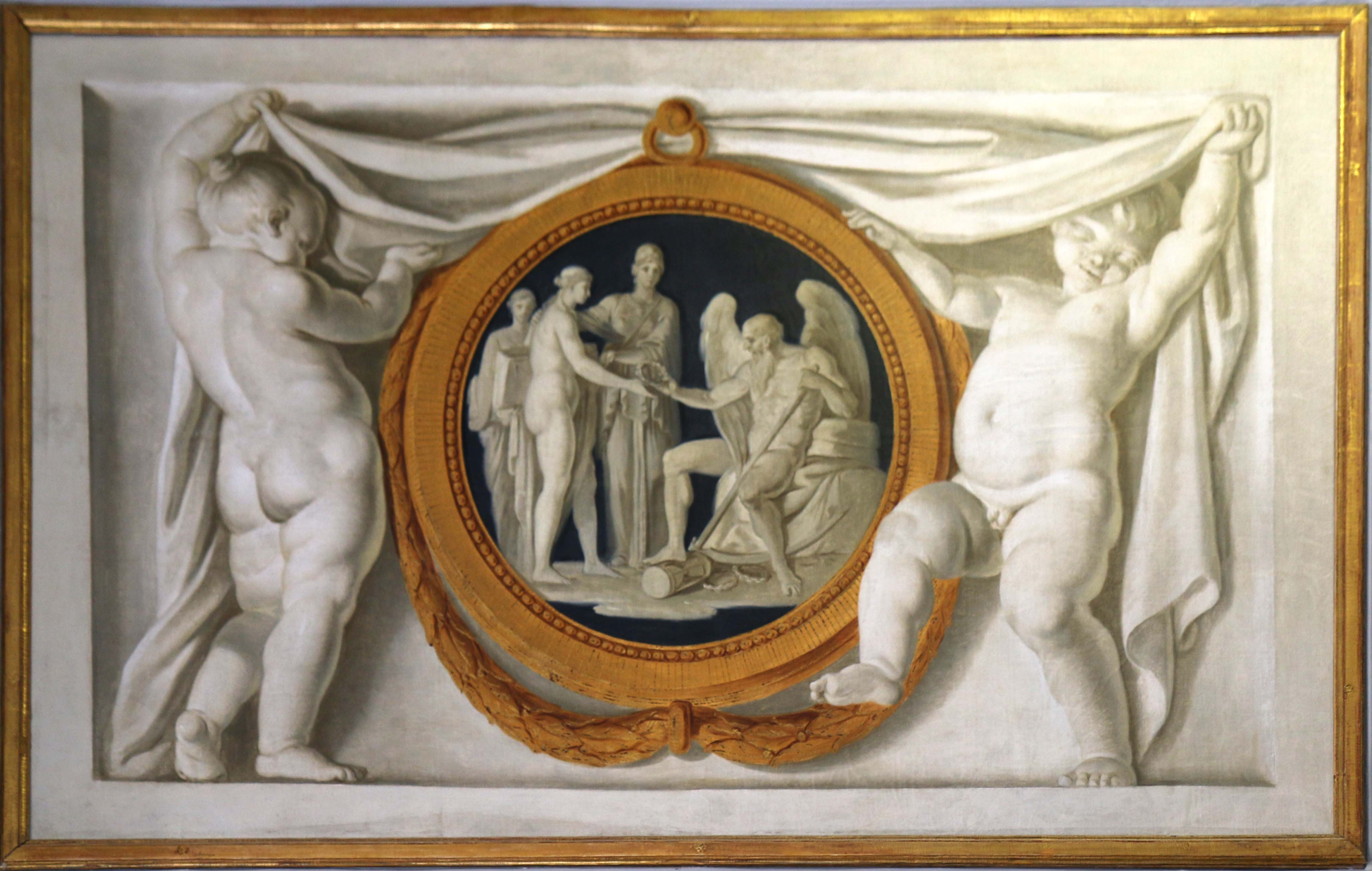
Le Temps récompensant la Science.
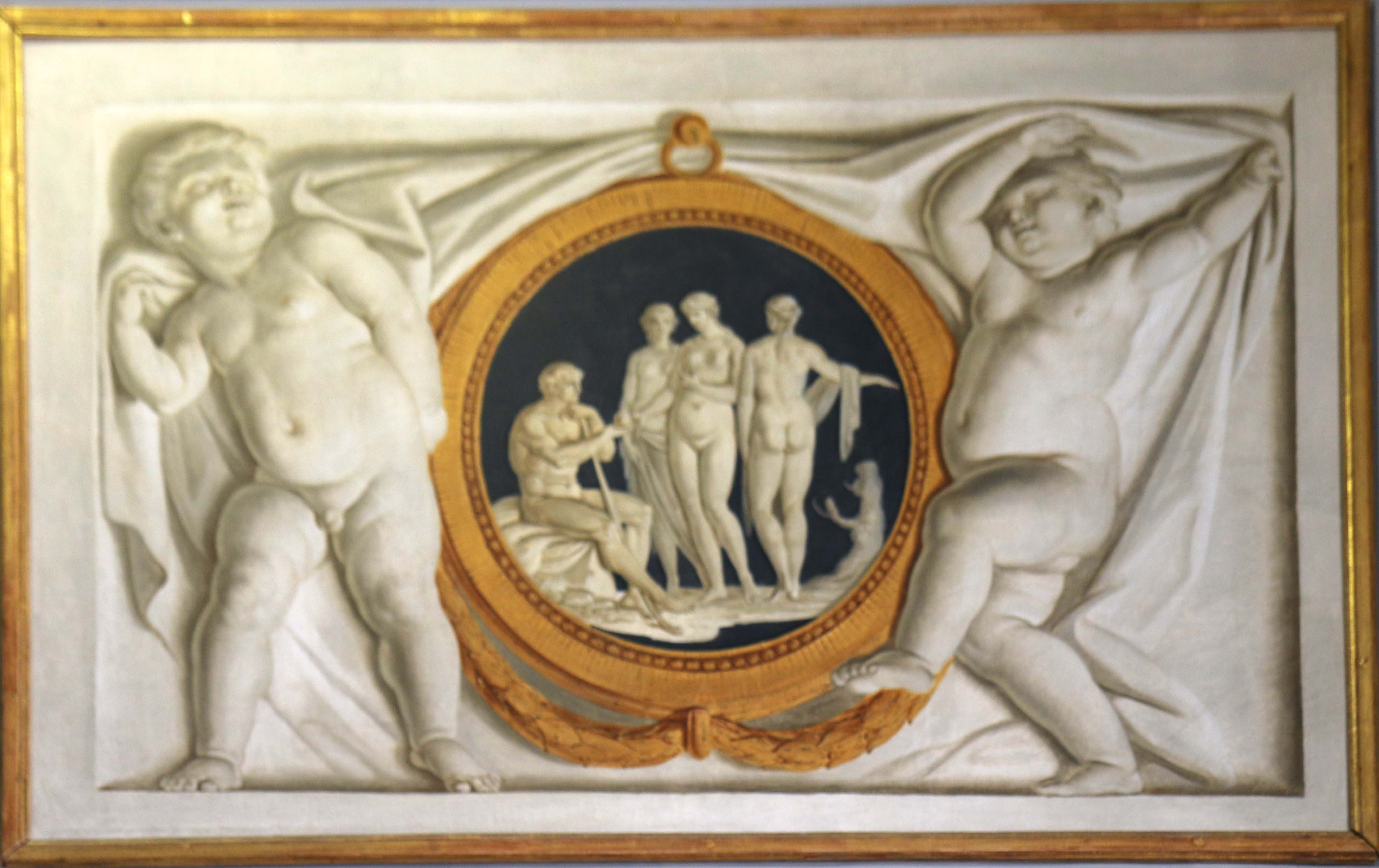
Le Jugement de Pâris.

## Lieu de tournage
Des séquences ont été tournées au musée dans le cadre d'un numéro de l'émission Secrets d'Histoire consacré à Désirée Clary, intitulé Désirée Clary, Marseillaise... et reine de Suède, et diffusé le 25 août 2015 sur France 2.

## Fréquentation
| 2013   | 2014   | 2015   | 2016   | 2017   | 2018   | 2019   | 2020   |
| ------ | ------ | ------ | ------ | ------ | ------ | ------ | ------ |
| 47 040 | 41 397 | 40 608 | 28 762 | 47 436 | 32 532 | 36 843 | 25 579 |